# Scythes
Pour les articles homonymes, voir Scythe.

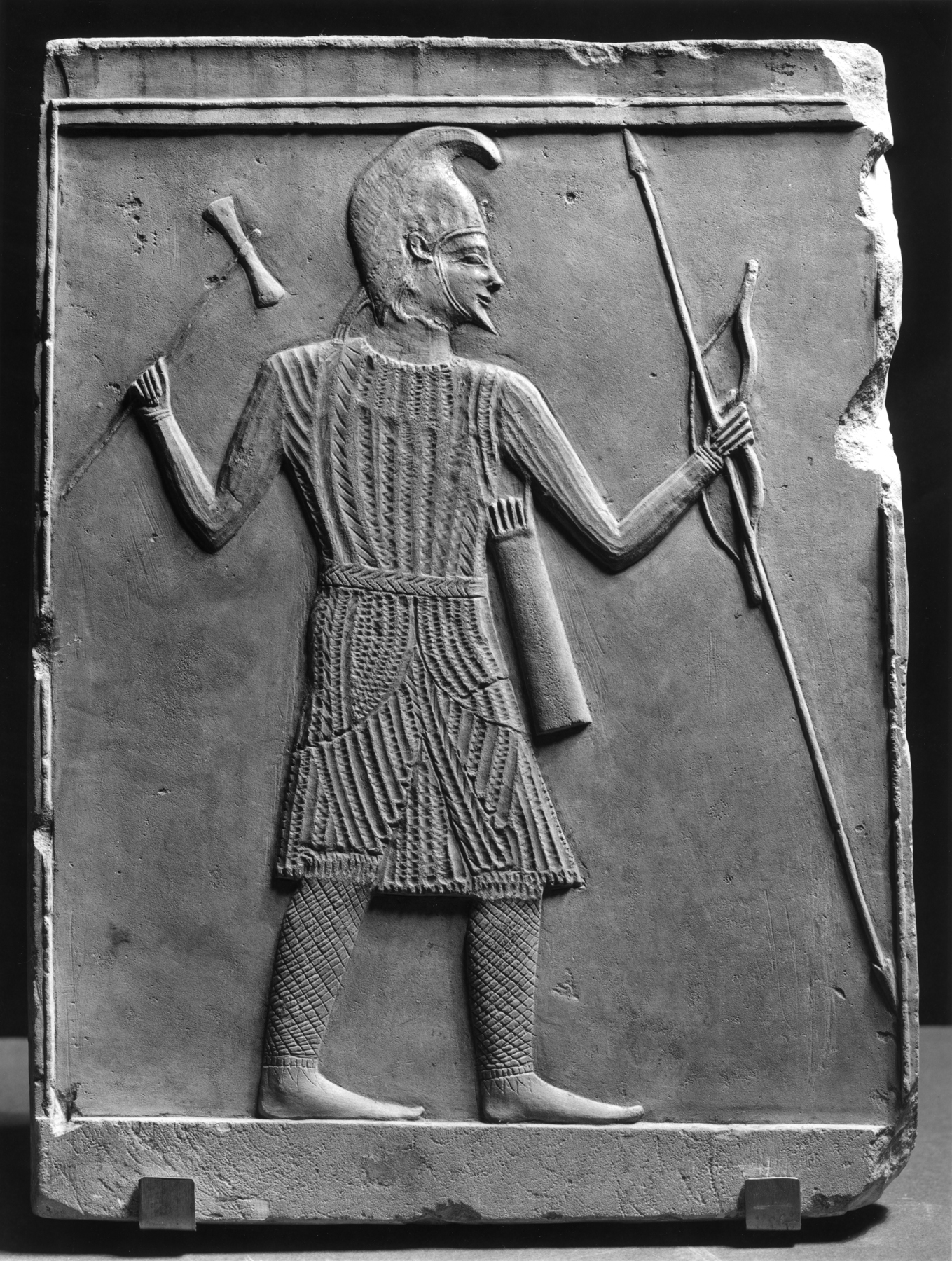
Guerrier scythe, peut-être une œuvre grecque des

Les Scythes sont un ensemble de peuples iraniens d'Eurasie, en grande partie des cavaliers nomades. Répartis en Europe orientale et en Asie centrale dans la steppe eurasienne, une vaste zone allant de l'Ukraine actuelle à l'Altaï, en passant par la Russie et le Kazakhstan, ils ont vécu leur apogée entre le VIIe et le IIIe siècles av. J.-C. avant d'être supplantés par les Sarmates, un peuple apparenté aux Scythes vivant au départ plus à l'Est.
Les Scythes migrent depuis l'Asie centrale au cours du IXe siècle av. J.-C. et remplacent les Cimmériens comme puissance dominante dans la steppe pontique au nord de la mer Noire. À partir de cette époque, les Scythes et les peuples qui leur sont apparentés dominent toute la steppe eurasienne, des Carpates à l'ouest au plateau d'Ordos à l'est, créant ce que des historiens appellent le « premier empire nomade » d'Asie centrale. Après avoir été expulsés d'Asie du Sud-Ouest par les Mèdes vers 600 av. J.-C., les Scythes se retirent dans la steppe pontique où ils forment un royaume puissant, s'opposant notamment aux Perses lors de la campagne menée par Darius Ier en 513 et aux Macédoniens sous le règne de Philippe II. À partir du IIIe siècle av. J.-C., ils sont progressivement supplantés par les Sarmates. À la fin du IIe siècle av. J.-C., Néapolis Scythe, la capitale des Scythes alors largement hellénisés, est prise par Mithridate VI du royaume du Pont et leurs territoires incorporés au royaume du Bosphore. Au IIIe siècle apr. J.-C., les Sarmates et les derniers Scythes sont submergés par les Goths, et au début du Moyen Âge les Scythes et les Sarmates sont largement absorbés par les Slaves.
Après la disparition des Scythes, les auteurs des périodes antiques, médiévales et modernes ont utilisé le terme de « Scythes » ou de « Scythiques » pour désigner diverses populations des steppes eurasiennes n'ayant pas forcément rapport entre elles. Le consensus scientifique actuel veut que les Scythes proprement dits soient les peuples iraniens antiques d'Eurasie centrale qui parlent des langues scythes faisant partie du groupe des langues iraniennes.
Les Scythes ont entretenu des relations commerciales étroites avec les colonies grecques du nord de la mer Noire et joué un rôle important dans la route de la soie, un vaste réseau commercial reliant dès l'Antiquité la Grèce, l'Empire perse, l'Inde et la Chine. Les métallurgistes scythes sont réputés pour leurs objets décoratifs portables affiliés à l'art des steppes. Selon les territoires et les époques, les Scythes ont pu être nomades comme sédentaires.

## Étymologie et désignation

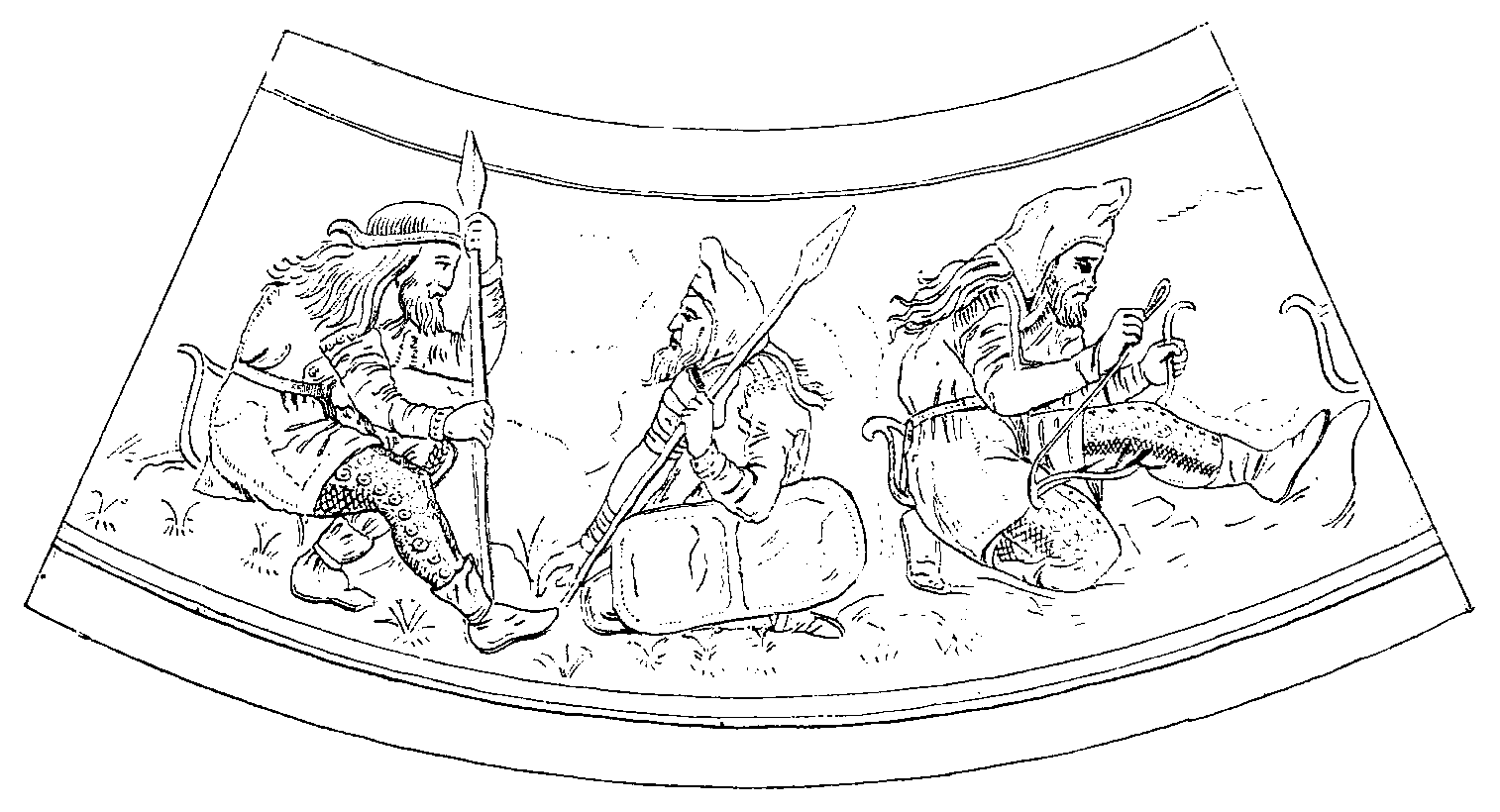
Guerriers scythes, d'après une représentation sur un vase en or du kourgane de Koul-Oba (Crimée).

Le mot « Scythes » provient du grec ancien Skúthoi (Σκύθοι) qui est dérivé de l'endonyme scythe Skuδatā, signifiant « archers ». En raison du changement de son de /δ/ à /l/ dans la langue scythe, le mot a évolué vers la forme Skulatā. Cette désignation a été enregistrée en grec sous le nom de Skōlotoi (Σκωλοτοι), qui, selon Hérodote, est l'autodésignation de la tribu des Scythes royaux, l'aristocratie guerrière des Scythes. Le terme « scythique » est lui relatif aux phénomènes linguistiques et culturels.
Les Assyriens désignent les Scythes notamment sous le nom de Ishkuzai qui est dérivé de Skulatā. Les Perses les désignent sous le nom de Sakas en vieux perse, d'une racine verbale iranienne sak-, « aller, errer » et signifiant ainsi « nomade ». Le terme de Sakas est utilisé par les Perses pour désigner tous les peuples nomades de la steppe eurasienne, dont les Scythes. Les Chinois les connaissent sous le nom de Sai.
De nos jours, le nom « Scythes » est utilisé spécifiquement pour les anciens nomades de la steppe occidentale tandis que « Saka » est utilisé pour un groupe de nomades apparenté vivant dans la steppe orientale'.

## Terminologie moderne
Les historiens modernes utilisent le terme de Scythes pour désigner spécifiquement les peuples nomades ou semi-nomades de la steppe eurasienne, même si les Babyloniens, Perses et Grecs de l'Antiquité désignent sous ce nom tous les nomades des steppes :
- Le nom « Scythes » fait généralement référence chez les chercheurs modernes au peuple nomade iranien qui a dominé les territoires de steppe et de forêt au nord de la mer Noire (ou Pont-Euxin), la Crimée, la vallée du Kouban, ainsi que les péninsules de Taman et de Kertch du VIIe siècle av. J.-C. au IIIe siècle av. J.-C.[1]'[3] ;
- Le nom « Sakas » désigne spécifiquement les Scythes orientaux qui vivent dans la steppe eurasienne du nord et de l'est et dans le bassin du Tarim[1]'[3] ;
- Les Cimmériens sont souvent décrits par les auteurs antiques comme étant culturellement scythes mais ils forment une tribu différente des Scythes proprement dits qui les ont remplacé dans la steppe pontique au VIIe siècle av. J.-C.[4].

Les Scythes partagent plusieurs similitudes culturelles avec d'autres populations d'Asie centrale, en particulier pour les armes, les équipements pour chevaux et l'art des steppes, des éléments qui forment la « triade scythe ». Les cultures partageant ces caractéristiques sont souvent désignées comme étant « scythiques ». Les peuples associés aux cultures scythes comprennent donc les Scythes eux-mêmes, qui constituent un groupe ethnique distinct, mais aussi les Sakas, les Cimmériens, les Sarmates (ou Sauromates pour les proto-Sarmates), les Massagètes, les Alains (les ancêtres des Ossètes) et les Roxolans. Divers peuples méconnus de la steppe forestière d'Europe de l'Est sont souvent apparentés à la culture scythique, tels que les premiers Slaves, les Baltes et les Finno-Ougriens. Dans cette définition large du terme « Scythe », les Scythes les plus occidentaux sont souvent distingués des autres groupes par les termes « Scythes classiques », « Scythes occidentaux », « Scythes européens » ou « Scythes pontiques »
Dans un sens large, les terme de Scythes est parfois utilisé pour désigner tous les premiers nomades eurasiens, mais la validité d'une telle terminologie est contestée.

## Sources antiques

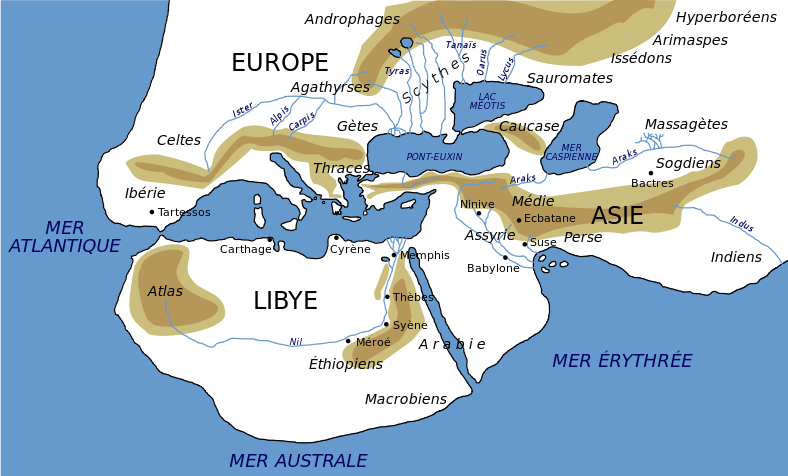
Le monde selon Hérodote.

De nombreuses sources antiques attestent l'existence des peuples scythes. Les Assyriens mentionnent les Scythes sous le nom de Ishkuzai dès 640 av. J.-C.. Les textes assyriens donnent les noms de deux chefs scythes : Iskpakāy et Partatûa. Les sources perses désignent quant à eux les Scythes par le nom de Sakas (ou Saces).
Le peuple et la culture scythes nous sont essentiellement connus grâce aux textes des géographes grecs et romains. Au VIIe siècle av. J.-C., les Grecs fondent des colonies au nord de la mer Noire, comme la cité d'Olbia du Pont où séjourne l'historien Hérodote au Ve siècle av. J.-C. Cette présence grecque au Nord de la mer Noire met les Grecs en contact direct avec les Scythes. Leurs relations commerciales, culturelles et artistiques ont été très intenses, une véritable culture gréco-scythe riche en productions a fleuri sur le territoire de l'actuelle Ukraine et de la Crimée, en dépit des inévitables conflits entre Grecs sédentaires et Scythes nomades. Le terme « Scythe » désigne parfois au sens strict seulement ces Scythes de la mer Noire qui forment alors un sous-groupe distinct parmi les peuples scythiques, mais les Grecs utilisent le terme également pour nommer tout l'ensemble des populations scythiques d'Asie. Souvent, les deux populations n'entretiennent pas de relations continues, mais se rencontrent au gré de la remontée des fleuves par les marchands grecs. Ainsi, pour les géographes grecs, le monde scythe, situé au Nord de la Grèce, constitue l'un des quatre mondes barbares, répartis géographiquement selon les points cardinaux.
Les Grecs et les Scythes n'ont pas entretenus de relations continues, mais se sont rencontrés au gré de la remontée des fleuves par les marchands grecs. Pour les géographes grecs, le monde scythe constitue l'un des quatre mondes barbares, avec celui des Perses, des Éthiopiens et des Indiens, ces mondes étant répartis géographiquement selon les points cardinaux. La culture des Scythes est principalement connue grâce aux récits d'Hérodote qui constituent une source d'information très riche, même si l'historien évoque les Scythes d'Europe (Ukraine actuelle). Hérodote qualifie par analogie de mœurs et de modes de vie, les Celtes de « Scythes de l'ouest ». Selon lui, les Scythes habitent originellement de l'autre côté d'un fleuve qu'il appelle l'Araxe, peut-être la Volga. Selon lui, les Scythes sont très hostiles à toute coutume étrangère et particulièrement à celle des Grecs. Le fait qu'ils forment un peuple nomade les rendent en plus insaisissable à ses yeux. Pour lui, le Scythe est l'incarnation du barbare et l'antithèse du Grec des cités du fait de son nomadisme à travers les steppes et de ses mœurs sanguinaires. Militairement, le guerrier scythe s'oppose à l'hoplite grec en évitant le combat rapproché. À la suite d'Hérodote, le jugement des Grecs envers les Scythes n'est plus si catégorique.

## Apparence physique selon les sources antiques

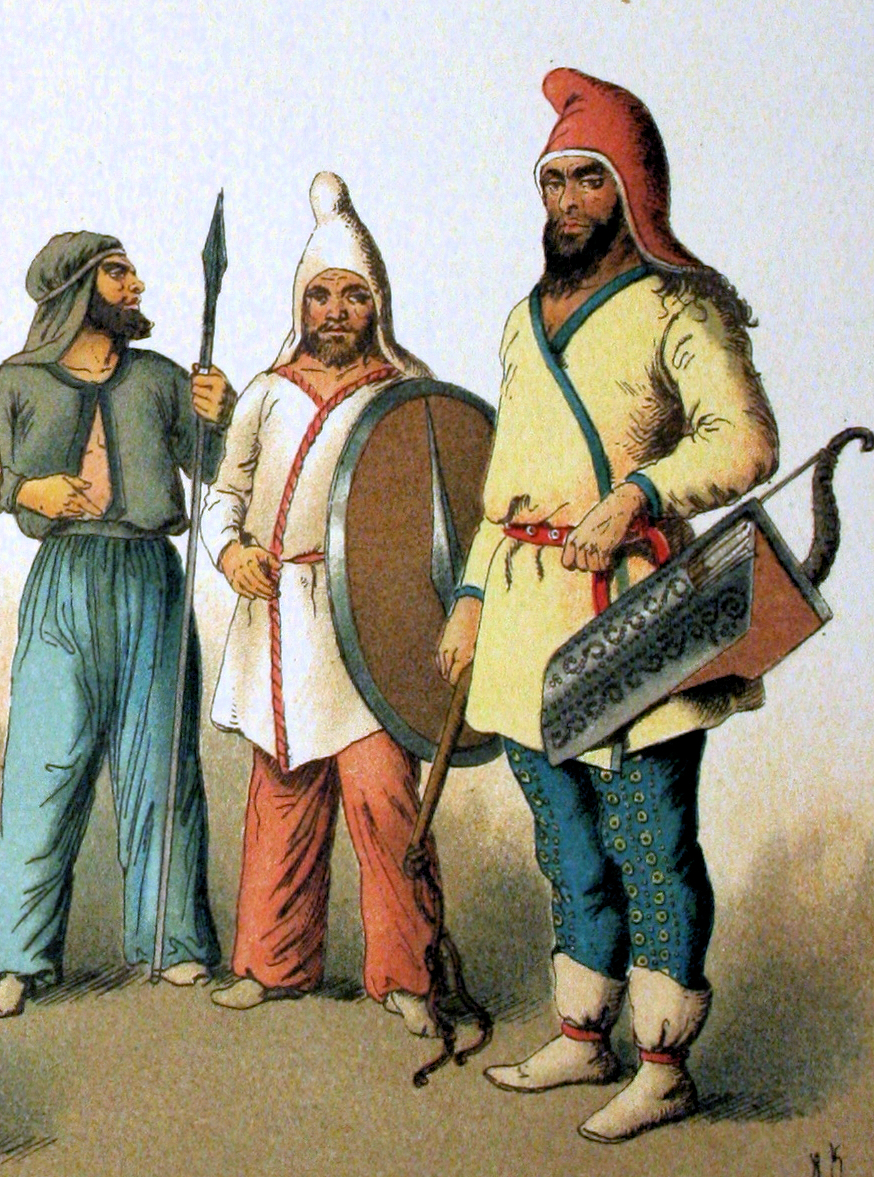
Reconstitution de guerriers scythes.

Au Ve siècle av. J.-C., l'historien grec Hérodote décrit les Scythes comme étant roux avec des yeux gris. Au IIIe siècle av. J.-C., le poète grec Callimaque décrit les Arimaspes de Scythie comme étant blonds. À la fin du IIe siècle ou début du IIIe siècle, le médecin grec Galien déclare que les Sarmates, les Scythes et les autres « peuples du Nord » ont les cheveux roux. Au IIe siècle le philosophe grec Polémon englobe les Scythes parmi les peuples nordiques caractérisés par les cheveux blonds ou roux et les yeux bleu-gris. Le médecin Adamantios, qui suit Polémon, écrit que les Scythes sont blonds. Au IVe siècle l'évêque Grégoire de Nysse écrit que les Scythes ont le teint clair et les cheveux blonds. Dans l'Histoire Naturelle, l'auteur romain Pline l'Ancien au Ier siècle caractérise les Serres, identifiés comme Iraniens (Scythes) ou Tokhariens, aux cheveux roux et aux yeux bleus. À Alexandrie à la fin du IIe siècle, le théologien chrétien Clément d'Alexandrie écrit que les Scythes sont blonds. Zhang Qian, un envoyé et explorateur de la dynastie des Han, décrit les "Sai" (Scythes) comme étant blonds avec les yeux bleus. L'historien romain du IVe siècle Ammien Marcellin écrit que les Alains, un peuple étroitement lié aux Scythes, sont grands, blonds et aux yeux clairs.
Il convient néanmoins de remarquer que les auteurs grecs affirment que les Thraces et les Slaves ont aussi les cheveux roux, ce qui semble être un trait commun aux peuples « barbares » vivant au nord de la Grèce. Quant aux descriptions physiques de la fin de l'Antiquité, elles pourraient se référer à des tribus germaniques orientales, notamment les Goths, présentes dans les mêmes régions et qui ont souvent été confondues avec les Scythes dans les sources romaines tardives[réf. nécessaire].

## Études génétiques

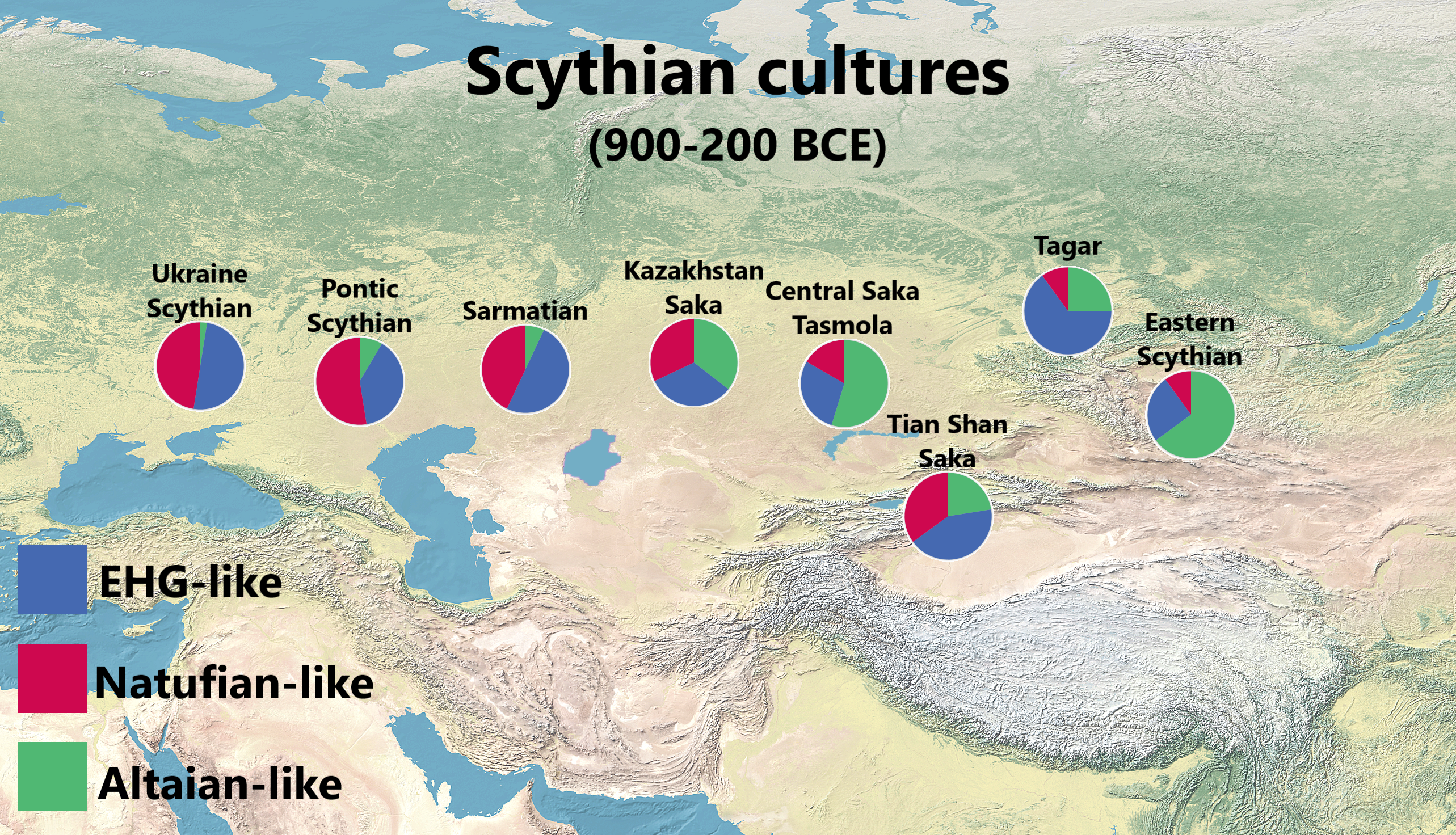
Constitution génétique des Scythes.

Une étude génétique de 2009, portant sur 26 individus échelonnés sur deux millénaires a suggéré que les populations du sud de la Sibérie, de l'âge du bronze (culture d'Andronovo et de Karassouk, qui sont ancêtres des Scythes), et de l'âge du fer (cultures scythes proprement dit), avaient très majoritairement un phénotype européen du nord avec une peau claire, et en majorité des yeux et cheveux clairs, ces populations sont également porteuses de l'haplogroupe Y R1a1 originaire d'Europe du Nord et de l'est.
Selon une étude de 2015 fondée sur l'ADN autosomal d'une centaine d'individus des anciennes populations eurasiennes, la culture d'Andronovo et celle des Scythes seraient génétiquement étroitement liées à la culture de Sintachta qui provient elle-même essentiellement de la culture de la céramique cordée en Europe du centre-nord (et non directement de la culture Yamna), dans le cadre d'une seconde vague de migrations indo-européennes durant l'âge du bronze depuis l'Europe vers l'Asie, qui est hypothétiquement à l'origine du rameau des langues indo-iraniennes.
Deux études génétiques publiées en 2019 confirmeraient la nature de conglomérat de tribus distinctes dans le monde scythe, les Scythes ukrainiens formant un gradient entre les Scythes et les Sarmates du sud de l'Oural et les populations européennes. La première étude porte sur 29 individus des cultures Aldy-Bel et Sagly issus de cinq sites archéologiques situés dans la vallée de la rivière Eerbek dans la république de Touva en Russie. Neuf des hommes appartiennent à l'haplogroupe R1a-M513, dont deux au sous-clade R1a-Z93. Six hommes appartiennent à l'haplogroupe Q1b-L54 dont cinq appartiennent au sous-clade Q1b-L330. Un homme appartient à l'haplogroupe N-M231. La diversité mitochondriale est supérieure à celle du chromosome Y et contient notamment les haplogroupes C4 (30,8 %), H (15,4 %), D4 (11,5 %), HV (11,5 %), U5 (7,7 %), U4 (7,7 %), T2 (7,7 %). Ces résultats montrent autant de lignages maternels occidentaux qu'orientaux. Les chercheurs notent des différences importantes avec les sites scythes occidentaux d'Ukraine et de Moldavie pour lesquels environ les deux tiers des lignages maternels sont occidentaux et un tiers seulement sont orientaux. Dans ces sites occidentaux, la majorité des haplogroupes du chromosome Y sont R1b-M269. L'ensemble de ces résultats suggère que l'origine des Scythes occidentaux et orientaux est différente.
La seconde étude montrerait une diffusion de la composante génétique orientale vers l'ouest durant la période scythe, vraisemblablement corrélée avec un certain degré de migration de populations. Enfin, elle révèle une discontinuité génétique au début et à la fin de la période scythe dans les steppes occidentales, La discontinuité génétique observée dans la culture de Tcherniakhov conforte l'hypothèse de l'apparition d'une composante gothe dans cette région.
Une étude publiée en 2021 portant sur des sites archéologiques identifiés comme « scythes orientaux » au Kazakhstan actuel semble corroborer les données précédentes et montrerait que les Scythes orientaux en plus des deux sources occidentales et orientales sont également issus d'une troisième source proche des anciens Iraniens ou des populations du complexe bactro-margien (BMAC, ou civilisation de l'Oxus) qui augmente avec le temps. Cette dernière composante représente entre 13 et 20 % chez les Sakas.
La culture scythe de Pazyryk localisée dans l'Altaï, qui se différencie culturellement des autres cultures scythes et en représente une des branches les plus orientales, est la seule qui est mélangée en proportion significative, bien que minoritaire, avec le type mongoloïde.

## Histoire des Scythes

### Origines de la culture scythe

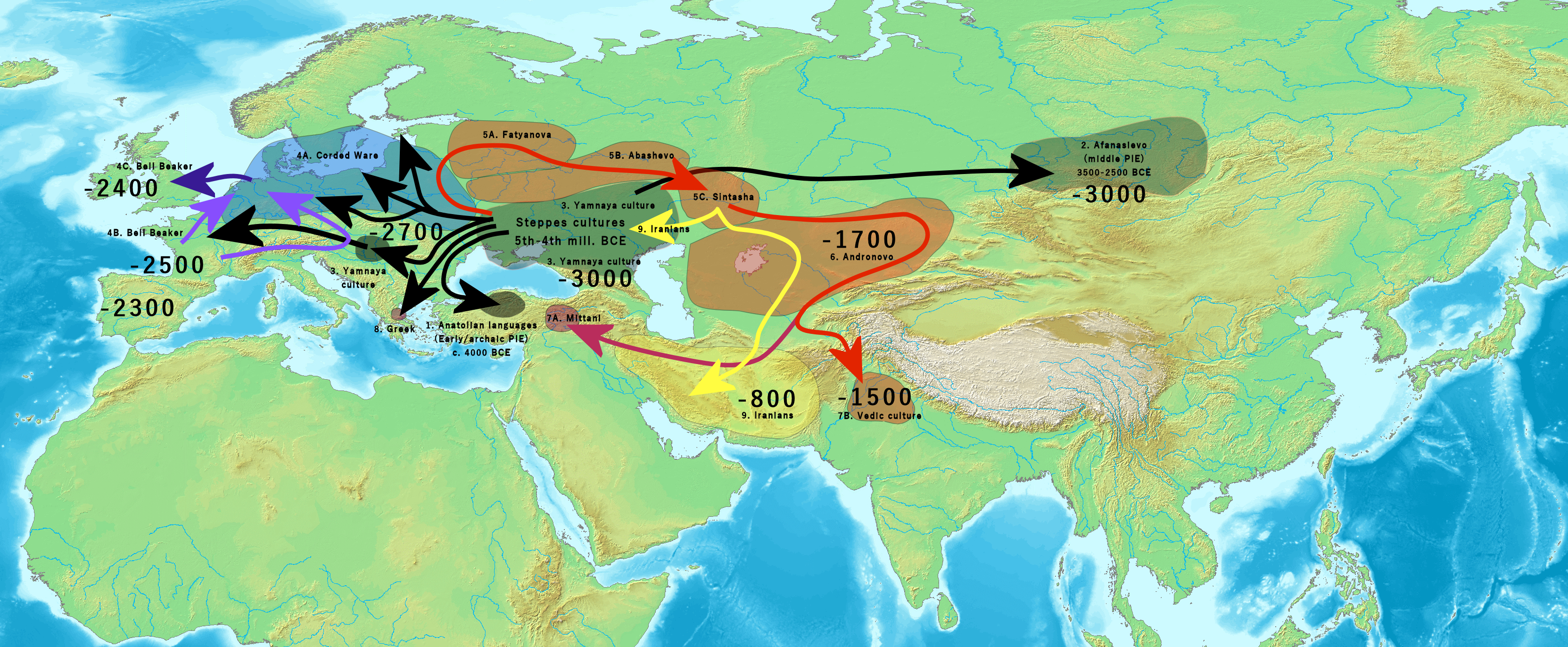
Premières migrations indo-européennes depuis la steppe pontique.

Sur la base des premières données archéologiques, il est généralement admis que les Scythes sont originaires de la région des steppes Volga-Oural de l'ouest de l'Asie centrale et qu'ils ont migré vers la steppe pontique autour du IXe siècle av. J.-C. Ils sont rattachés à la population de la culture Sroubna, qui elle-même découle de la culture d'Andronovo, considérée comme le foyer originel des locuteurs des premières langues indo-iraniennes. La population de la culture Sroubna est parmi les premiers groupes pastoraux véritablement nomades, qui ont émergé dans les steppes d'Asie centrale et de Sibérie au cours du IXe siècle av. J.-C. en raison du climat froid et sec qui règne alors dans ces régions. Durant le IIe millénaire av. J.-C., la culture d'Andronovo, du nom d'une nécropole située sur l'Ienisseï, se développe au Kazakhstan et en Sibérie méridionale, allant de l'Oural à l'ouest, au lac Baïkal à l'est et jusqu'au Syr-Daria au sud. La culture d'Andronovo dispose du char de guerre à deux roues, tiré par deux chevaux, ce qui a pu contribuer à leur expansion. Ses membres vivent en partie de façon sédentaire dans des villages, cultivent la terre et élèvent des animaux. Ils fabriquent des armes et des outils en bronze. Au cours des XIIIe et XIIe siècles av. J.-C., afin de faciliter la transhumance, les éleveurs construisent des habitations coniques démontables aux murs en claie, dont le toit comporte une ouverture centrale. C'est le prototype de la yourte, toujours utilisée par les nomades de l'Asie centrale. L'évolution la plus marquante par rapport à la culture d'Andronovo est l'abandon de l'agriculture au profit du nomadisme pastoral au cours ou avant le VIIIe siècle av. J.-C.[réf. nécessaire]. Les hommes d'Andronovo sont de type europoïde et de langue probablement iranienne et à l'origine de toutes les langues et cultures iraniennes qui suivront (Perses, Mèdes et Scythes). Ils descendent eux-mêmes indirectement de la culture Yamna dans le cadre de l'expansion des peuples indo-européens, suivant la théorie dominante sur l'origine historique de la famille des langues indo-européennes.
Sur la base de preuves archéologiques plus récentes, l'Asie centrale orientale et la région de l'Altaï sont désormais privilégiées comme lieu d'origine de la culture matérielle scythe, qui se serait ensuite répandue vers l'ouest par l'intermédiaire des groupes de type Sakas. Ces derniers sont nés du mélange d'anciens peuples iraniens orientaux et de groupes sibériens locaux. En tant que telle, l'émergence de la culture scythe n'est pas une continuation directe de la culture Srubnaya de l'âge du bronze, mais un développement ultérieur. Des études génétiques suggèrent que les Scythes occidentaux pourraient être liés à la culture Sroubna, cependant cela n'implique pas une continuité directe car les Scythes occidentaux tirent également leurs ancêtres d'autres populations,.

### Migrations vers l'Asie du Sud-Ouest

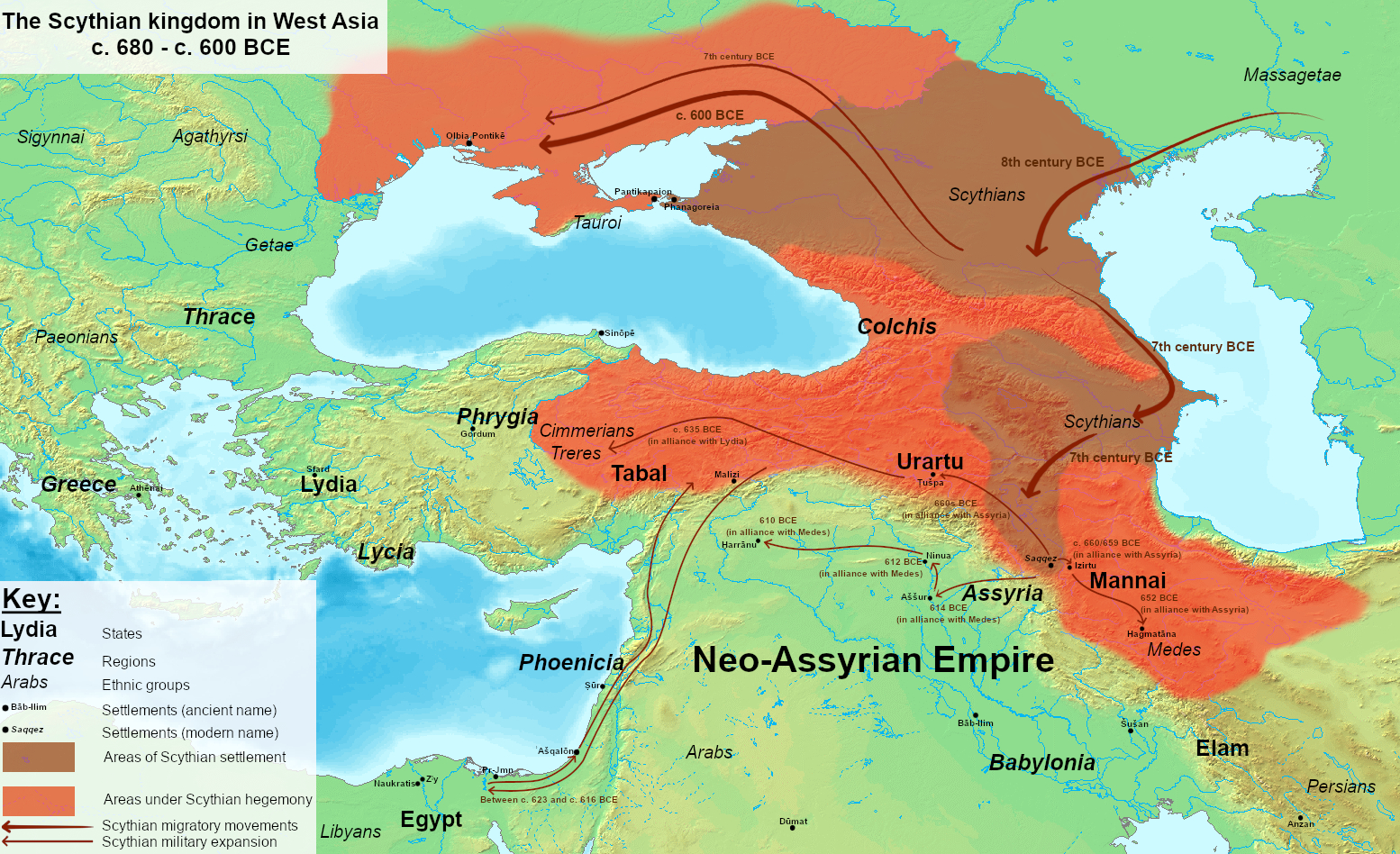
Les Scythes vers 680-600 av. J.-C.

Au cours des IXe et VIIIe siècles av. J.-C., un mouvement important des peuples nomades de la steppe eurasienne commencent après qu'une autre tribu nomade iranienne d'Asie centrale orientale étroitement liée aux Scythes, soit les Massagètes, soit les Issedones, a migré vers l'ouest, forçant les premiers Scythes à se diriger vers l'ouest en traversant la Volga. Les premiers Scythes appartiennent à la culture Sroubna, une culture archéologique pré-scythique originaire asiatique centrale qui est issue en grande partie de la culture d'Andronovo. La culture Sroubna évolue alors vers la culture scythe au contact des peuples de Transcaucasie et des Urartéens du haut-plateau arménien. Les civilisations de la Mésopotamie auraient également exercé une influence importante sur la formation de la culture scythe. Les Scythes forment encore une société de l'âge du bronze jusqu'à la fin du VIIIe siècle av. J.-C. et ce n'est que lorsqu'ils se sont étendus en Asie du Sud-Ouest qu'ils se sont familiarisés avec la fonte et le forgeage du fer.
Les Scythes commencent à s'étendre vers le sud en suivant la côte de la mer Caspienne pour parvenir ensuite dans la steppe ciscaucasienne, à partir de laquelle ils s'installent dans la zone située entre les rivières Araxe et Koura, avant de s'étendre au sud dans l'actuel Azerbaïdjan et vers l'est de la Transcaucasie. L'Asie du Sud-Ouest devient le centre d'opérations des Scythes jusqu'au début du VIe siècle av. J.-C.. Cette présence dans la steppe ciscaucasienne exerce une influence sur la culture scythe : l'acinace (un poignard) et les pointes de flèches en bronze à douille à trois tranchants, qui, bien qu'elles soient considérées comme des armes « typiquement scythes », sont en fait d'origine transcaucasienne et ont été adoptés par les Scythes lors de leur séjour dans le Caucase. Dans le même temps, les pointes de flèches scythes typiques, qui pourraient être originaires de Sibérie, auraient été introduites en Asie du Sud-Ouest par les Scythes.
Archéologiquement, la migration vers l'ouest des premiers Scythes depuis l'Asie centrale a constitué la dernière des deux ou trois vagues d'expansion de la culture Sroubna à l'ouest de la Volga. La dernière et troisième vague correspondant à la migration scythe a été datée au IXe siècle av. J.-C.. Au cours de la première période migratoire, certains groupes de Scythes se sont installés en Ciscaucasie et dans les contreforts des montagnes du Caucase à l'est du fleuve Kouban, où ils se sont mêlés aux populations indigènes de cette région, et n'ont pas migré vers le sud en Asie Sud-Ouest.

### Migration vers la steppe pontique

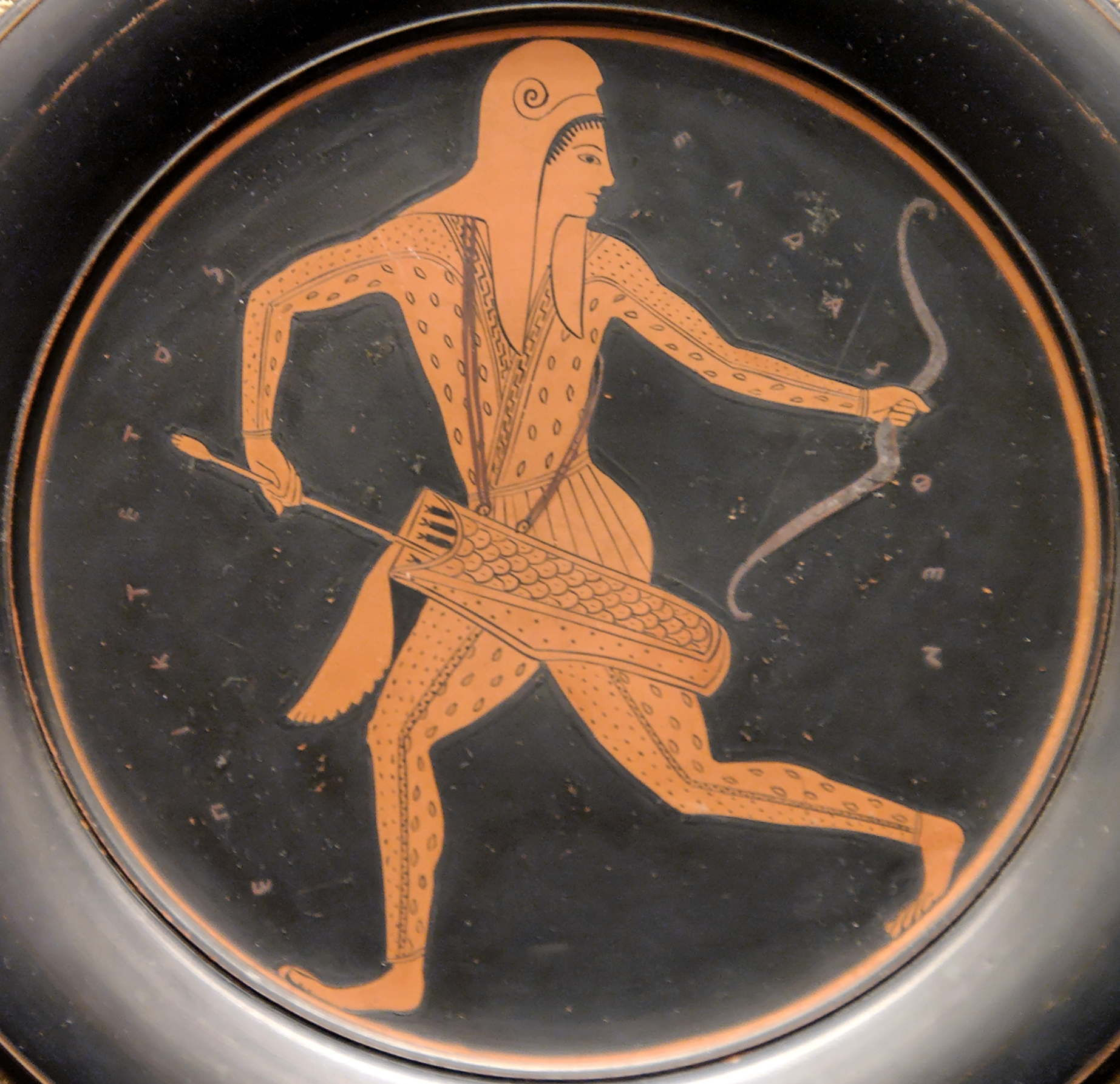
Archer scythe sur une coupe grecque, peinture réalisée par Épictétos vers 520-500 av. J.-C.

Au cours des VIIIe et VIIe siècles av. J.-C., certaines tribus scythes migrent depuis la steppe ciscaucasienne vers l'ouest dans la steppe pontique, sur les rives de la mer Noire (ou Pont-Euxin), qu'ils occupent en supplantant les Cimmériens', un autre peuple nomade iranien qui a laissé son nom à la Crimée. Durant cette période les Scythes assimilent la plupart des Cimmériens et conquiert leur territoire. Cette absorption des Cimmériens par les Scythes a été facilitée par leurs origines ethniques et leurs modes de vie communs. Sous la pression des Scythes, les Cimmériens migrent vers le sud le long de la côte de la mer Noire pour finir par atteindre l'Anatolie. Le Danube forme alors la limite ouest du territoire des Scythes. Ce processus de contrôle de la steppe pontique est pleinement achevé au VIIe siècle av. J.-C.
Archéologiquement, l'expansion des Scythes dans la steppe pontique est attestée par le mouvement vers l'ouest de la culture Sroubna en Ukraine qui est contemporain de son mouvement vers le sud le long de la côte de la mer Caspienne. La culture Sroubna en Ukraine est appelée dans les études la culture « tardive de Sroubna ».
La migration vers l'ouest des Scythes s'est accompagnée de l'introduction dans le nord de la région pontique d'articles originaires de la culture du Karassouk d'origine sibérienne, tels que des épées et des poignards distinctifs, et qui sont caractéristiques de la culture archéologique des premiers Scythes, constitués de chaudrons en bronze coulé, de poignards, d'épées et d'harnais de chevaux, eux-mêmes influencés par l'art chinois. Par exemple, les « tubes cruciformes » utilisés pour fixer les croisements de sangles sont d'un type initialement modelé par les artisans de l'époque Shang.

### Présence dans la steppe pontique
La migration des Scythe vers la steppe pontique a causé la destruction des cultures antérieures de la région. Les colonies de la culture Sabatynivka dans la vallée du Dniepr sont en grande partie détruites vers 800 av. J.-C. et les centres de production de bronze cimmériens cessent d'exister à cette époque. La migration des Scythes forcent plusieurs autres populations de la région à migrer vers des régions plus à l'ouest. Certains petits groupes se sont installés en Transylvanie et dans la plaine hongroise où ils introduisent des épées, des poignards, des harnais de chevaux et d'autres objets de la culture de Novotcherkassk apparentée aux Cimmériens. Parmi ces populations se trouvent les Sigynnes qui se sont déplacés dans le Bassin du moyen Danube, les Gélons et les Agathyrses, ces derniers étant un peuple nomade iranien apparenté aux Scythes ainsi qu'une des plus anciennes populations iraniennes à avoir dominé la steppe pontique. Les Agathyrses sont repoussés vers l'ouest par les Scythes, loin de la steppe pontique et de leur foyer d'origine autour de la mer d'Azov (ou Méotide), après quoi les relations entre les deux populations restèrent hostiles Dans la steppe pontique, certaines tribus scythes se sont mélangées avec les populations thraces sédentaires indigènes déjà présentes pour former de nouvelles tribus. Dans de nombreuses régions de la steppe pontique, les Scythes s'établissent comme une classe dirigeante pour les populations sédentaires déjà présentes, comme les Thraces dans les régions occidentales, les Méotes, d'origine caucasienne, sur la rive orientale de la mer d'Azov, et plus tard les Grecs sur la côte nord de la mer Noire. Dans le cadre de l'expansion des Scythes en Europe, une partie de la tribu scythe des Sindi migrent au cours des VIIe et VIe siècles av. J.-C.  depuis les rives de la mer d'Azov vers l'ouest, à travers la Transylvanie jusqu'au bassin oriental de la Pannonie, où ils se sont installés près des Sigynnes, perdant bientôt le contact avec les Scythes de la steppe pontique. Une autre partie des Sindi s'est établie sur la péninsule de Taman, où ils ont formé une classe dirigeante sur les Méotes indigènes.
Entre 650 et 625, les Scythes de la steppe pontique entrent en contact avec les Grecs qui ont commencé à fonder des colonies dans des régions sous domination scythe, notamment sur l'île de Berezan, sur un site près de Taganrog, ainsi que dans d'autres endroits, dont Tanaïs, Panticapée, Hermonassa, Phanagoria et surtout Olbia du Pont. Le territoire autour d'Olbia du Pont est sous la domination directe de cette ville et n'est habité que par des Grecs. Les Grecs entretiennent des relations commerciales florissantes avec les peuples sédentaires de la steppe forestière vivant au nord du pays des Scythes. Les grands fleuves d'Europe orientale qui se jettent dans la mer Noire constituent les principales voies d'accès à ces marchés. Ce processus met les Scythes en contact permanent avec les Grecs, et leurs relations restent pacifiques, même si les Scythes ont manqué de détruire Panticapée au milieu du VIe siècle av. J.-C..
Au cours des VIIe et VIe siècles av. J.-C., les Scythes attaquent régulièrement les régions adjacentes depuis la steppe pontique. Les raids des Scythes atteignent la Podolie, la Transylvanie et la plaine hongroise. De ce fait, de nouveaux objets, notamment des armes et des équipements équestres associés aux premiers Scythes commencent à apparaître en Europe centrale à la fin du VIIe siècle av. J.-C. Plusieurs colonies fortifiées de la culture lusacienne sont détruites par des attaques des Scythes durant cette période. Les attaques répétées des Scythe provoquent finalement la destruction de la culture lusacienne elle-même. Les Scythes mènent également des incursions dans le sud de la Germanie et, de là, jusqu'en Gaule, et peut-être même dans la péninsule ibérique. Les Scythes ont attaqué et détruit de nombreux sites de l'âge du fer situées au nord et au sud de la Porte de Moravie et qui appartiennent au groupe oriental de la culture de Hallstatt, conduisant à l'adoption de l'art de « style animal » scythe et du tir à l'arc monté par les populations de ces régions dans la période suivante. C'est également à cette époque que les Scythes introduisent des types de ferronnerie qui suivent un modèle chinois en Eurasie occidentale, où ils sont adoptés par la culture de Hallstatt. Les activités des scythes sont attestées par des figurines étrusques en bronze représentant des archers scythes à cheval ainsi que dans les influences scythes dans l'art celte. Parmi les sites d'Europe centrale attaqués par les Scythes se trouve celui de Smolenice-Molpír en Slovaquie actuelle, où des flèches de type scythe ont été retrouvées. Ces raids des Scythes rappellent ceux des Huns et des Avars pendant les invasions barbares de la fin de l'Antiquité et ceux des Mongols à l'époque médiévale.

### Alliance avec les Assyriens

Expansion de l'Empire néo-assyrien (934 à 612 av. J.-C.).

Au cours de la première phase de leur présence en Asie du Sud-Ouest au VIIIe siècle av. J.-C., les Scythes sous le règne Išpakaia sont alliés aux Cimmériens et les deux groupes, en alliance avec les Mèdes ainsi que les Mannéens, menacent la frontière orientale du royaume d'Urartu sous le règne du Argishti II. Le successeur d'Argishti II, Rusa II, construit plusieurs forteresses à l'est du territoire d'Urartu, dont celle de Teishebani, pour surveiller et repousser les attaques.
La première mention des Scythes dans les archives de l'Empire néo-assyrien, date d'entre 680 et 677 lorsque le roi scythe Ispakaia rejoint une alliance avec les Cimmériens et les Mannéens contre l'empire néo-assyrien. À cette époque, les Scythes effectuent des raids loin au sud jusqu'à la province assyrienne de Zamua dans la région du lac d'Ourmia. Les forces alliées sont finalement vaincues par le roi assyrien Assarhaddon. Au milieu des années 670, en alliance avec les Cimmériens de l'Est, les Scythes pénètrent dans les provinces assyriennes de Parsua et de Bit Ḫamban. Ces forces conjointes menacent la communication entre l'Empire assyrien et le royaume vassal de Hubushkia. Dans le même temps les Mannéens, les Cimmériens et les Mèdes forment une grande coalition contre les Assyriens dirigée par le Mède Kashtariti. En 674, les Assyriens sortent vainqueurs du conflit. Les Scythes décident alors de se rapprocher des Assyriens par une politique matrimoniale : le roi Bartatua, qui a succédé à Išpakaia, demande en 672 la main de la fille d'Assarhaddon, demande qui est attestée dans les questions d'Assarhaddon à l'oracle du dieu-Soleil Shamash. Le mariage n'est pas formellement attesté dans les textes assyriens, mais l'alliance étroite entre les Scythes et l'Assyrie sous les règnes de Bartatua et de son fils Madyes suggère que les prêtres assyriens ont approuvé ce mariage entre une fille d'un roi assyrien et un seigneur nomade, ce qui n'ait encore jamais arrivé dans l'histoire assyrienne. Les Scythes se sont donc séparés à l'époque des Mèdes. Conformément à la loi assyrienne, les territoires gouvernés par le roi scythe sont devenus un fief accordé par le roi assyrien. Bartatua vient en aide aux Assyriens en battant les Mannéens. À cette époque, le roi d'Urartu Rusa II aurait également enrôlé des troupes scythes pour garder ses frontières occidentales.
L'alliance entre les rois scythes et assyriens placent les Scythes sous l'influence de la culture assyrienne. Parmi les concepts initialement étrangers aux Scythes et qu'ils ont adoptés des peuples mésopotamiens et transcaucasiens figure celui de l'origine divine du pouvoir royal, ainsi que la pratique des sacrifices humains lors des funérailles royales ; les rois scythes imitent désormais le style de domination des rois d'Asie du Sud-Ouest. Les Scythes adopte également de nombreux éléments des cultures d'Urartu et de Transcaucasie, notamment des armes plus efficaces comme l'épée acinace et les pointes de flèches en bronze à douille à trois tranchants. Au sein de la religion scythe, la déesse Artimpasa et la déesse aux pattes de serpent sont fortement influencées par les religions mésopotamienne et syro-cananéenne, et ont respectivement absorbé des éléments d'Astarté-Ishtar-Aphrodite pour Artimpasa et de Dercéto pour la déesse aux pattes de serpent.
Dans les années 660-659, le roi assyrien Assurbanipal envoie un général mener campagne contre les Mannéens. Après avoir tenté en vain d'arrêter l'avancée des Assyriens, le roi mannéen est renversé par une rébellion populaire et est tué avec la majeure partie de sa dynastie par la population révoltée ; son fils demande alors l'aide des Assyriens qui lui ait fournie par l'intermédiaire du roi scythe Bartatua. Après quoi les Scythes ont pu étendre leur domination sur le pays des Mannéens. Vers la même époque, les Scythes s'emparent également d'une partie importante des territoires du royaume d'Urartu.

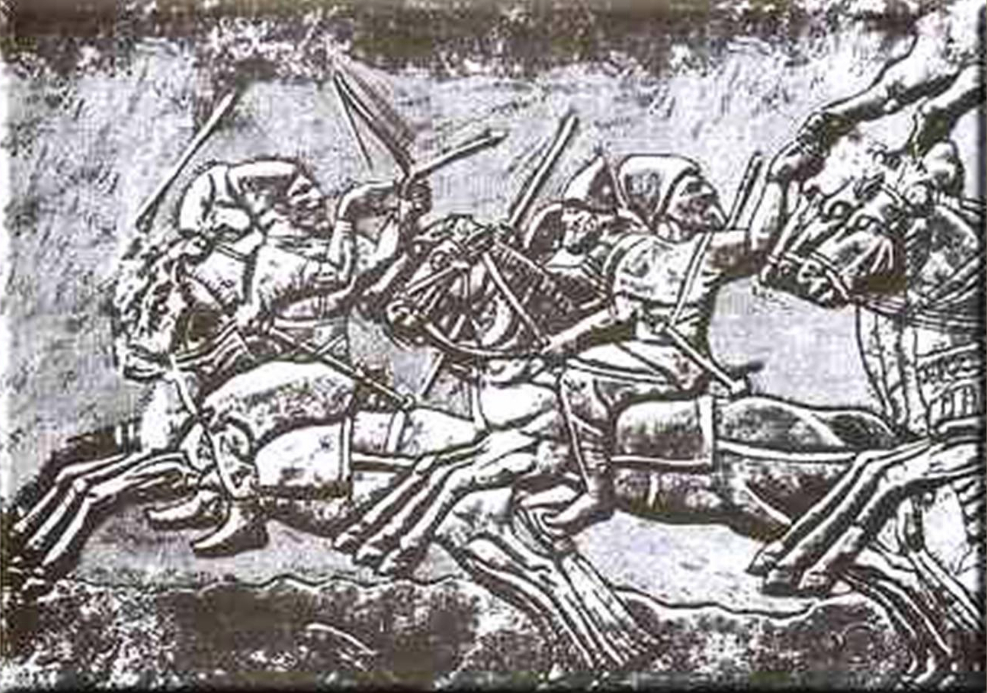
Cavaliers cimmériens sur un bas-relief assyrien.

Après une période de déclin de l'empire assyrien au cours des années 650, l'autre fils d'Assarhaddon, Shamash-shum-ukin, devenu roi de Babylone, se révolte contre son frère Assurbanipal en 652. Shamash-shum-ukin reçoit le soutien des Mèdes tandis que les Scythes, sous le règne de Madyes, viennent en aide à Assurbanipal en envahissant la Médie. Le roi mède Phraortès est tué au combat, soit contre les Assyriens, soit contre les Scythes. Ces derniers imposent alors leur domination sur les Mèdes pendant vingt-huit ans au nom des Assyriens, commençant ainsi une période que les auteurs grecs ont appelés la « domination scythe sur l'Asie », alors que la Médie, la Mannai et Urartu continuent d'exister en tant que royaumes sous suzeraineté scythe. Au cours de cette période, les Mèdes adoptent les techniques et l'équipement de tir à l'arc scythes en raison de leur supériorité sur ceux des peuples d'Asie du Sud-Ouest. Le commerce de la soie vers l'Eurasie occidentale aurait pu commencer à cette époque par l'intermédiaire des Scythes. La première présence de soie dans en Asie du Sud-Ouest a été retrouvée dans une forteresse ourartienne, vraisemblablement importée de Chine par l'intermédiaire des Scythes.
Dans les années 640-630 les Cimmériens menacent la sécurité de la frontière nord-ouest de l'empire assyrien et s'attaquent le royaume de Lydie. Après avoir pillé Sardes, les Cimmériens attaquent les cités grecques d'Ionie et d'Éolide. Ils reconnaissent la suzeraineté d'Assurbanipal avant de se rebeller une nouvelle fois contre les Assyriens. Puis avec la tribu thrace des Trères, les Cimmériens attaquent à nouveau la Lydie en 637 et conquiert Sardes. Les Cimmériens sont finalement battus par les forces conjointes des Scythes du roi Madyes et des Lydiens du roi Alyatte II vers 600. Dans son récit sur la défaite des Cimmériens, Polyen affirme que les Lydiens peuvent compter sur des « chiens de guerre » scythes. Ce terme est lié au rite de passage des kóryos commun chez les peuples indo-européens.
La puissance scythe en Asie du Sud-Ouest atteint son apogée au milieu VIIe siècle av. J.-C. sous le règne de Madyes, avec la domination sur des territoires s'étendant de la rivière Halys en Anatolie à l'ouest jusqu'à la mer Caspienne et les frontières orientales de la Médie à l'est, et de la Transcaucasie au nord aux frontières de l'Empire assyrien au sud. Au cours du VIIe siècle av. J.-C., un groupe scythe aurait pu quitter la Médie et migrer vers la région située entre le Don et la Volga près de la mer d'Azov ; après quoi ils auraient fusionné avec les Méotes, qui possèdent une culture matriarcale, pour former la tribu des Sauromates (ou proto-Sarmates).

### Raids au Levant et guerre contre les Assyriens

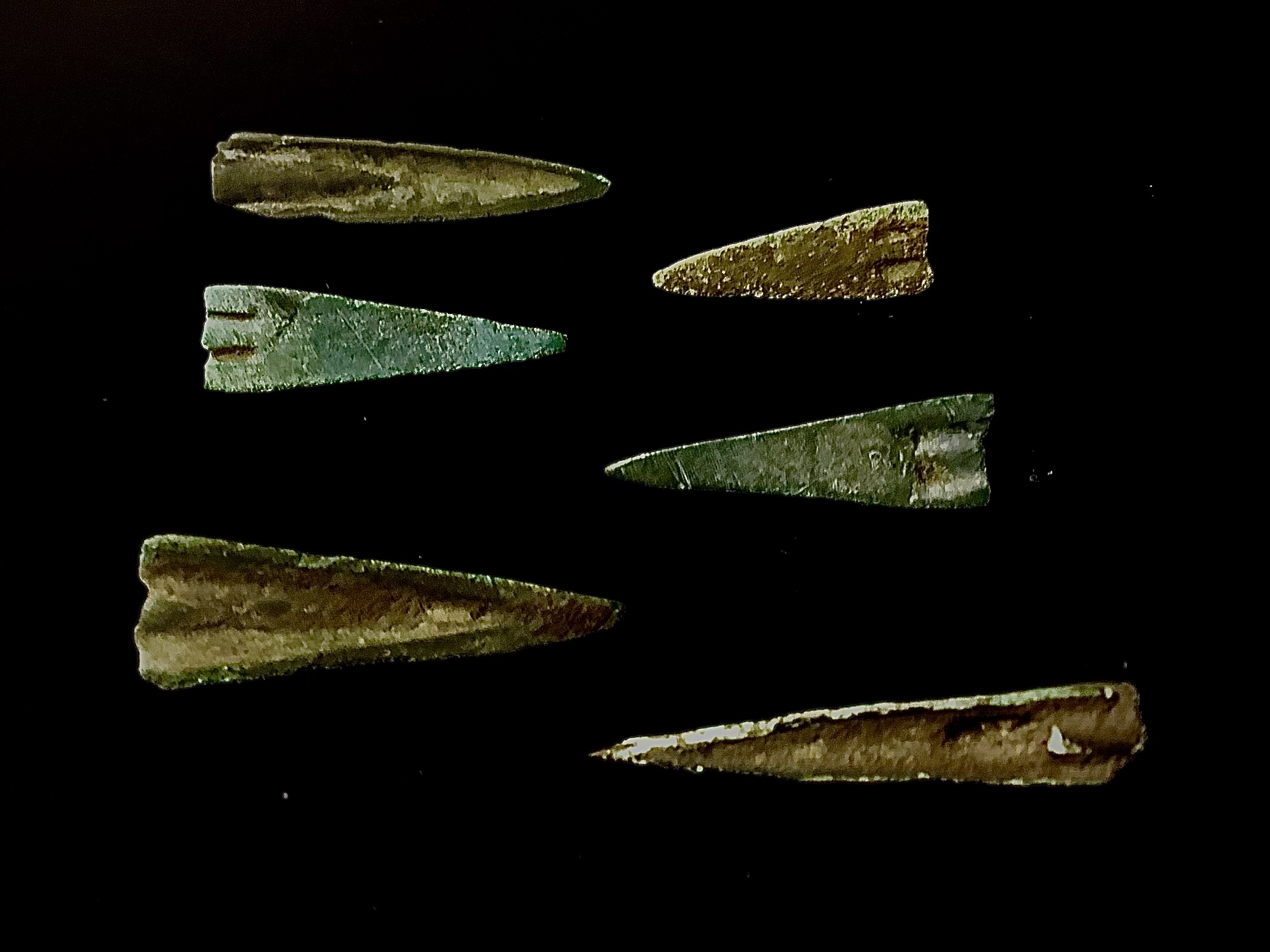
Pointes de flèches scythe en bronze, 700 à 300 av. J.-C.

Dans les années 620 av. J.-C., l'empire néo-assyrien commence à s'effondrer après la mort d'Assurbanipal. Outre l'instabilité interne en Assyrie elle-même, les Babyloniens se révoltent contre les Assyriens en 626 sous la direction de Nabopolassar. L'année suivante, les Mèdes renversent le joug scythe en invitant les dirigeants scythes à un banquet puis en les assassinant, y compris le roi Madyes, après les avoir enivrés. Peu de temps après l'assassinat de Madyes, entre 623 et 616, les Scythes profitent du vide de pouvoir créé par l'effondrement de leurs anciens alliés assyriens pour envahir le Levant ; mais cette tradition issue d'Hérodote ne fait pas consensus parmi les historiens. Selon Hérodote, ce raid scythe s'étend même jusqu'en Palestine. Il aurait été prédit par les prophètes judaïques Jérémie et Sophonie comme un « désastre venant du nord » et qui selon eux entraînerait la destruction de Jérusalem. Mais Jérémie est discrédité et perd la faveur du roi Josias car le raid scythe n'a pas affecté la Judée. L'expédition scythe aurait ensuite, toujours selon Hérodote, atteint les frontières de l'Égypte, où leur avancée est stoppée par les marais du delta du Nil. Après quoi le pharaon Psamétique Ier vient à leur rencontre et les convainc de rebrousser chemin en leur offrant des cadeaux. Les Scythes se retirent en passant par la ville philistine d'Ascalon sans incident, bien que certains retardataires pillent le temple d'Astarté qui est alors considéré comme le plus ancien de tous les temples de cette déesse. Les auteurs de ce sacrilège et leurs descendants auraient été maudits par Astaté d'une « maladie féminine » par laquelle ils sont devenus une classe de devins travestis appelés anarya (ou énarees / anarieis  en grec ancien), qui signifie littéralement « non viril » en langue scythe.
Selon les archives babyloniennes, les Scythes deviennent à partir de 615 les alliés des Mèdes contre les Assyriens, peut-être de manière contrainte. Le fait que les Scythes abandonnent leur alliance avec les Assyriens affaiblit la position de ces derniers. La découverte de pointes de flèches de style scythe aux endroits associées aux couches de destruction d'Assur, de Ninive et de Harran suggère que des contingents composés de Scythes ou de Mèdes auraient pu être recrutés dans l'armée néo-babylonienne, ou alors que les Babyloniens utilisent ce type de flèche. La présence des Mèdes, et donc des Scythes, du côté des Babyloniens à la bataille de Karkemish contre les Égyptiens, alliés des Assyriens, n'est pas clairement établie. Des contingents scythes, ou combattant dans le style scythe, aurait également pu participer aux campagnes néo-babyloniennes dans le sud du Levant, notamment à l'annexion du royaume de Judée en 586. Des figurines en argile représentant des cavaliers scythes, ainsi qu'un bouclier ionien et une hache de combat néo-hittite similaires à celles retrouvées dans les vestiges scythes de la steppe pontique témoignent de la présence de mercenaires scythes en Anatolie et au Levant à cette époque.

### Déclin des Scythes en Asie du Sud-Ouest
Les Scythes sont expulsés d'Asie du Sud-Ouest par les Mèdes vers 600 av. J.-C. Une grande partie des Scythes migrent alors de la Ciscaucasie vers la steppe pontique qui devient le centre du pouvoir scythe. Certains groupes scythes dissidents restent néanmoins en Asie du Sud-Ouest, en particulier dans le territoire correspondant à l'actuel Azerbaïdjan en Transcaucasie orientale. Cette région est appelée Sakašayana, ce qui signifie « terre habitée par les Sakas », par les Mèdes après qu'ils ont annexé cette région à leur empire. Ce territoire est appelé « pays des Skythēnoi » par Xénophon, Sacassani par Tite-Live et Sakasēnē par Ptolémée. Un de ces groupes scythes dissidents rejoint les Mèdes et participent à la conquête de l'Urartu. Des pointes de flèches scythes ont été trouvées dans les couches de destruction de forteresses ourartiennes qui ont été conquises par les Mèdes vers 600. Un groupe scythe forme alors un royaume dans l'actuelle l'Azerbaïdjan sous la suzeraineté mède ; mais des hostilités éclatent et finalement les Scythes quittent la Transcaucasie pour fuir vers la Lydie. Au milieu du VIe siècle av. J.-C., les Scythes restés en Asie du Sud-Ouest s'assimilent culturellement et politiquement aux Mèdes et n'existent plus en tant que groupe distinct. Dans le même temps, d'autres groupes scythes transcaucasiens se retirent vers le nord pour rejoindre les Scythes déjà installés dans la steppe bordant le Kouban.

### Royaume des Scythes pontiques

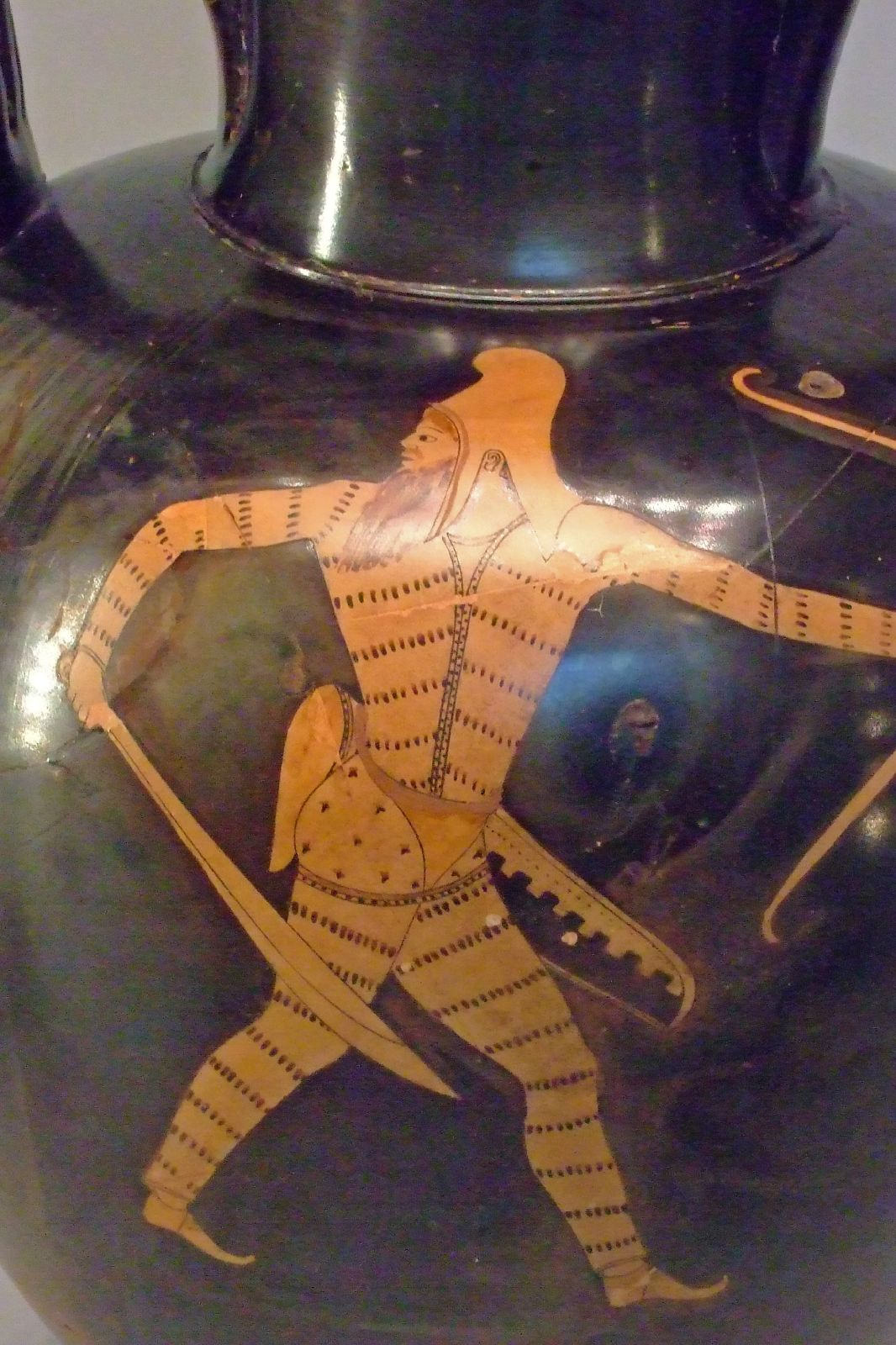
Amphore athénienne montrant un guerrier scythe, vers 480-470 av. J.-C.

Après leur expulsion d'Asie du Sud-Ouest à partir de la fin du VIIe siècle av. J.-C., la majorité des Scythes, notamment les « Scythes royaux » tels qu'appelés par Hérodote, migrent vers la steppe du Kouban en Ciscaucasie et surtout dans la steppe pontique qui devient le centre de leur pouvoir. Certains des groupes scythes déjà installés dans la steppe pontique orientale, à l'est du Dniepr, ont été déplacés par l'arrivée des Scythes royaux et se sont partis vers le nord dans la région de la zone forestière, en dehors du royaume pontique scythe proprement dit. Ces groupes forment les tribus des Androphages, des Budins et des Saudarates (ou Melanchlaeni).
Durant cette première phase du royaume pontique scythe, l'emprise des Scythes royaux sur la partie occidentale de la steppe située à l'ouest du Dniepr reste légère et ils se satisfont du tribut prélevé sur la population agricole sédentaire de la région. À cette époque, les Arotères, une tribu thrace sédentaire dirigée par une classe dirigeante scythe, importe de la poterie, des bijoux et des armes grecques en échange de produits agricoles, et les offre à leur tour en hommage à leurs suzerains scythes. Le pays de la tribu des Alazones semble lui s'appauvrir au début du VIe siècle av. J.-C. lorsque de nombreuses colonies pré-scythes construites sur leur territoire sont détruites par les Scythes royaux. En Crimée, les Scythes royaux prennent la majeure partie du territoire jusqu'au détroit de Kertch à l'est. Dans l'ouest de la Ciscaucasie, où les Scythes ne sont pas assez nombreux pour se répandre dans toute la région, ils ont plutôt conquis la steppe au sud du fleuve Kouban, où ils élèvent de grands troupeaux de chevaux.
C'est à cette époque que les Scythes apportent avec eux les connaissances du travail du fer qu'ils ont acquises en Asie du Sud-Ouest et l'introduisent dans la steppe pontique, dont les peuples sont encore à l'âge du bronze. Certains forgerons d'Asie du Sud-Ouest pourraient également avoir accompagné les Scythes lors de leur retraite vers le nord pour devenir les employés des rois scythes ; après quoi la pratique du travail du fer s'est rapidement étendue aux populations voisines. Au cours de cette période, la tribu des Scythes royaux enterre principalement ses morts aux limites des territoires qu'ils occupent, en particulier dans la région occidentale de la Cisaucasie, plutôt que dans la région steppique qui est alors le centre de leur royaume ; ces kourganes de Ciscaucasie sont pour certains d'entre eux très riches et appartiennent à des aristocrates ou à des membres de la royauté. Les sépultures des Scythes royaux dans la steppe du Kouban sont les plus somptueuses de tous les monuments funéraires scythes. Au début du VIe siècle av. J.-C., certains groupes de Scythes transcaucasiens migrant vers le nord parviennent dans la steppe pontique et se joignent aux Scythes royaux.
À cette époque, les empires mède, lydien, égyptien et néo-babylonien, avec lesquels les Scythes ont interagi pendant leur séjour en Asie du Sud-Ouest, sont supplantés par les Perses. Au début de la période achéménide, la société perse préserve encore de nombreux aspects iraniens archaïques qu'ils ont en commun avec les Scythes. La formation de l'empire achéménide semble avoir poussé les Scythes à rester au nord de la mer Noire.
Au cours du VIe siècle av. J.-C., le centre du pouvoir des Scythes royaux s'est déplacé de la steppe pontique orientale vers le nord-ouest, dans le pays de la tribu des Arotères, où se trouve le principal centre industriel de la Scythie, à la limite de la steppe et de la forêt. Durant cette période, les Scythes royaux enterrent leurs morts dans le pays de Gerrhos qui est situé dans la partie orientale du pays des Arotères. À cette époque, des liens étroits se tissent entre le nouveau centre politique des Scythes royaux dans le pays Gerrhos et la colonie grecque d'Olbia du Pont, alors que les membres de la famille royale scythe séjournent souvent dans la cité. Durant cette période, les Scythes sont gouvernés par une succession de rois dont les noms sont mentionnés par Hérodote : Spargapeithès, Lykos, Gnouros, Saulios et Idanthyrse, le neveu du philosophe Anacharsis. À l'époque d'Idanthyrse, et peut-être également plus tard, les Scythes sont gouvernés par une triple monarchie, avec Scopasis et Taxakis régnant aux côtés d'Idanthyrse. Scopasis est aussi le roi des Sauromates, qui entretiennent alors des relations pacifiques avec les Scythes, ce qui permet d'entretenir une longue route commençant en Scythie et se poursuivant vers les régions orientales de l'Asie.

### Relations avec les Perses

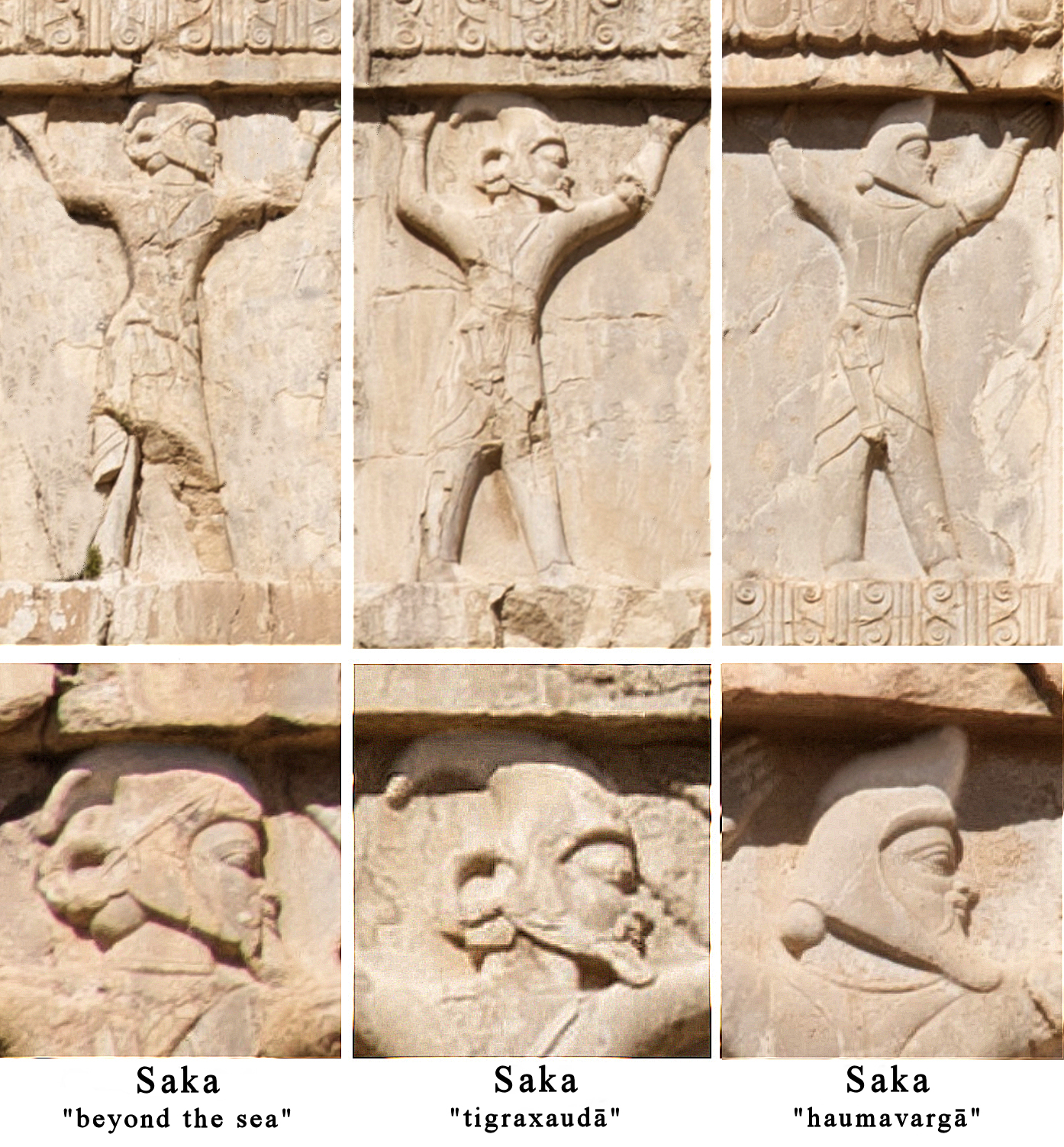
Reliefs représentant les soldats scythes de l'armée perse, tombe de Xerxès Ier, vers 480 av. J.-C.

Les Perses font référence aux peuples nomades se trouvant au nord de leur empire sous le nom de Sakas et les divisent en trois catégories : les Sakā tayai paradraya (« au-delà de la mer », vraisemblablement les Scythes royaux), les Sakā tigraxaudā (« avec des bonnets pointus ») et les Sakā haumavargā (« buveurs de Haoma », les plus à l'est). Les Scythes possèdent des liens de parenté culturels avec les anciens Perses, car ils partagent, au moins partiellement, des origines ethno-culturelles et linguistiques communes en Eurasie centrale, ces deux populations parlant notamment des langues iraniennes encore assez proches à l'époque. Mais alors que les Perses ont formé un vaste empire agricole, sédentaire et centralisé, les Scythes reste un peuple de cavaliers pastoraux nomades farouchement indépendants et politiquement éclatés. De ce fait les relations entre les deux blocs sont complexes, faites de nombreux conflits de pouvoir, d'invasions réciproques et d'alliances militaires.
En 513 av. J.-C., Darius Ier lance une campagne militaire contre les Scythes d'Europe vivant sur les rives de la mer Noire. Les motivations de Darius sont mal connues. Il aurait pu vouloir châtier les Scythes à la suite d'une éventuelle invasion de ces derniers en Perse, en soutien aux Sakas d'Asie centrale, ou alors il aurait eu pour projet d'intégrer toute la Scythie à un vaste empire pan-iranien qui rassemblerait tous les peuples de culture iranienne sous son autorité. Une autre hypothèse veut que cette campagne s'inscrive dans le cadre d'une stratégie plus globale de conquête de l'Europe, Darius ayant préalablement soumis une partie de la Thrace en alliance avec les Ioniens au sud du Danube. Selon Hérodote, Darius dirige pour envahir la Scythie la plus grande armée alors jamais vue (plus de 700 000 hommes, ce qui est probablement exagéré), arrivée dans une immense flotte que les Grecs voient passer stupéfaits. Les Scythes tiennent un grand conseil entre les rois des peuples scythes et des peuples voisins. Ils obtiennent le ralliement des Gélons, des Budins et des Sauromates, mais beaucoup d'autres peuples décident de ne défendre que leur propre territoire. Les Scythes coalisés se divisent en trois groupes commandés par trois rois : Idanthyrse (neveu du philosophe Anacharsis), Scopasis et Taxakis.

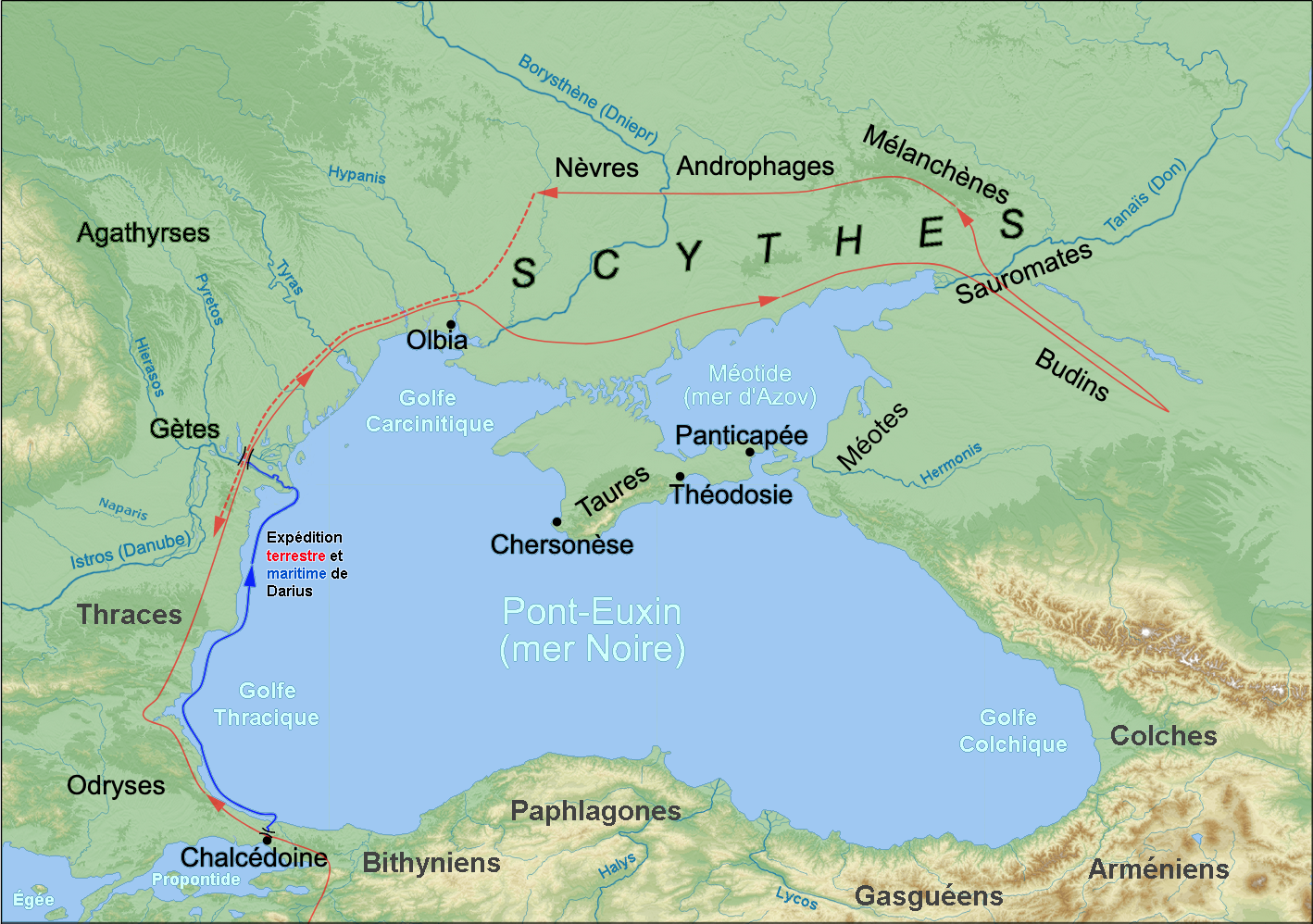
Itinéraire de la campagne de Darius contre les Scythes.

Les Scythes font évacuer les non combattants en zone protégée vers le nord dans une immense cohorte de chariots, puis ils attirent l'armée de Darius pour la perdre dans des territoires inconnus et arides. Les Perses s'épuisent dans un long périple à travers la Scythie d'Europe et le pays des Sauromates à l'est du Don. Une fois les Perses revenus à l'ouest du Don, un dialogue resté célèbre a lieu. Darius réclame selon la coutume iranienne « la terre et l'eau » en signe de soumission des Scythes. Idanthyrse réplique : « je te ferai pleurer pour avoir osé t'intituler mon maître ! ». Les Scythes, malgré leur infériorité numérique, se mettent à harceler jour et nuit l'armée perse, très majoritairement composée de fantassins, par des raids de cavalerie, et à couper le plus possible leurs ravitaillements. Ils tentent en vain de convaincre les Ioniens de trahir leurs alliés perses en coupant la retraite de ces derniers sur le Danube sur lequel les Perses ont installé des ponts de bateaux reliés. Au lieu de « la terre et l'eau » réclamées par Darius, les Scythes lui envoie un oiseau, un rat, une grenouille et cinq flèches, invitation à s'enfuir et signe d'un sort funeste. Enfin, les Scythes font mine d'accepter une bataille rangée, normalement suicidaire pour eux. Mais quand les deux camps se trouvent face à face, les Scythes se mettent à la chasse au lièvre à cheval dans la steppe devant les Perses. Darius, impuissant, avec son immense armée de fantassins assoiffés ordonne alors la retraite. Les Perses peuvent retraverser le Danube sur les ponts gardés par les Ioniens.
Cette campagne en Scythie, qui a duré 60 jours, est fort probablement exagérée sur de nombreux points dans le récit d'Hérodote au livre V ; Strabon en fait lui un récit plus modéré. Les inscriptions perses font référence aux « Saka qui habitent au-delà de la mer (Noire) », c'est-à-dire aux Scythes royaux, comme ayant été conquis par Darius, mais le résultat a été une défaite pour les Perses. À la suite de cette campagne, les Scythes gagnent auprès des Grecs une réputation d'invincibilité en raison de leur mode de vie nomade'.
Durant les guerres médiques, l'armée perse compte de nombreux Scythes d'Asie centrale (Sakas), où ils se distinguent aux batailles de Marathon et de Platées.

### Expansion des Scythes
Après avoir perdu leurs territoires dans la steppe du Kouban à la fin du VIe siècle av. J.-C. face à l'avancée des Sauromates, les Scythes sont contraints de se retirer complètement dans la steppe pontique, le centre du pouvoir des Scythes royaux se déplaçant vers le sud, dans le coude du Dniepr, où le site de Kamianka devient le principal centre industriel de la Scythie. La population sédentaire de cette ville est en grande partie composée de métallurgistes qui fondent les minerais de fer des tourbières en fer qui est transformé en outils, ornements simples et armes pour la population agricole de la vallée du Dniepr et d'autres régions de la Scythie. La ville est le principal fournisseur de produits en fer et en bronze des Scythes nomades et devient également la capitale des rois scythes, dont le siège est situé dans un acropole fortifiée. Au cours des années 550-500 av. J.-C. une vague de nomades sauromates venus de la steppe de la basse Volga migrent en Scythie et sont ensuite absorbés par les Scythes pontiques avec lesquels ils se mêlent''. Ces divers mouvements migratoires provoquent la destruction d'un grand nombre d'habitations dans les vallées des rivières steppiques et des changements matériels importants dans la culture scythe. Certains de ces changements proviennent de la culture sauromate, tandis que d'autres proviennent des Scythes du Kouban. Une culture scythe pleinement formée apparait alors dans la région du bas Dniepr, sans précurseurs locaux et comprenant notamment une notable augmentation du nombre de monuments funéraires scythes. Les Scythes connaissent une unification et une consolidation politique en réaction à l'invasion perse. Les noms de rois ayant régné sur les Scythes au cours du Ve siècle av. J.-C. sont connus (Ariapeithes, Scyles, Octamasadas), bien qu'il ne soit pas certain si ces rois ont régné uniquement sur les régions occidentales de la Scythie, entre le Danube et Olbia du Pont, ou sur tous les Scythes.
Les Scythes deviennent plus agressifs à cette époque, peut-être en raison de l'arrivée de nouveaux éléments nomades sauromates de l'est, ou de la nécessité de résister à l'expansionnisme perse. Ce changement se manifeste par la consolidation de la position dominante des Scythes royaux sur les autres tribus de la Scythie et par l'emprise grandissante des Scythes royaux sur la partie occidentale de leur royaume à l'ouest du Dniepr, où vivent les populations agricoles. Les Scythes auraient pu aussi à cette époque avoir eu accès aux plaines de Valachie (région) et de Moldavie actuelle, bien que l'Olténie et certaines parties de la Moldavie ont été plutôt occupées par les Agathyrses. Les Sythes montrent un expansionnisme accru, d'abord à l'embouchure du Danube, avec la mise sous tutelle des cités grecques de Kallatis et de Dionysopolis dans l'actuelle Dobroudja, puis vers 496-495 avec l'attaque des territoires thraces loin au sud du Danube jusqu'à la Chersonèse de Thrace sur l'Hellespont pour tenter de se protéger de l'empiètement des Perses. L'essor du royaume des Odryses au cours du Ve siècle av. J.-C. bloque les avancées des Scythes en Thrace, et les Scythes choisissent d'établir des contacts amicaux avec les Odryses, le Danube étant fixé comme frontière commune entre les deux royaumes. Une fille du roi des Odryses, Térès épouse le roi scythe Ariapeithes. Ces relations amicales voient des influences réciproques entre les Scythes et les Thraces dans l'art et le modes de vie. Cependant, le roi des Agathyrses, Spargapeithes, tue ensuite traîtreusement le roi scythe Ariapeithes. Au nord et au nord-ouest, l'expansionnisme scythe se manifeste par la destruction des colonies fortifiées de la steppe forestière et l'assujettissement de sa population.

### Relations avec les colonies grecques

Colonies grecques au nord de la mer Noire (Pont-Euxin) au

Au cours du Ve siècle av. J.-C., les Scythes tentent d'imposer leur domination sur les colonies grecques des rives nord de la mer Noire. La colonie grecque de Kremnoi à Taganrog sur le cours inférieur du Don, et qui est la seule colonie grecque dans cette région, a été détruite par les Scythes entre 550 et 525. En raison de la nécessité pour les Scythes de poursuivre le commerce avec les Grecs, elle estremplacée par une colonie scythe qui devint la principale station commerciale entre les Grecs et les Scythes dans cette région. Les relations entre les Scythes et les colonies grecques de la région pontique ont été jusqu'alors majoritairement pacifiques et que les cités grecques n'ont au départ aucun mur défensif et possèdent des colonies rurales non fortifiées dans l'arrière-pays. Mais l'hostilité entre Scythes et Grecs s'accroit et pendant les années 490, des fortifications sont construites dans de nombreuses colonies grecques dont les chôrai sont abandonnés ou détruites, tandis que des sépultures d'hommes tués par des pointes de flèches de type scythe apparaissent dans leurs nécropoles. Entre 450 et 400, Kerkinitis rend hommage aux Scythes. Les Scythes parviennent finalement à imposer leur domination sur les colonies grecques des côtes nord-ouest et de l'ouest de la Crimée, notamment Nikonion, Tyras, Olbia du Pont et Kerkinitis. Les relations étroites entre Olbia et le pouvoir scythe prend fin à cette époque.
L'emprise des Scythes sur la partie occidentale de la région pontique se renforce au cours du Ve siècle av. J.-C. Le roi scythe Scyles possède même une résidence dans la cité grecque d'Olbia du Pont qu'il visite chaque année, tandis que la colonie elle-même connaît une afflux important d'habitants scythes durant cette période. La présence de monnaies de Scyles à Nikonion atteste de son contrôle sur cette dernière. Cette présence scythe dans les colonies grecques permet aux Scythes d'entretenir des relations indirectes avec Athènes qui a établi des contacts en Crimée. La destruction des établissements ruraux des colonies grecques signifient cependant que celles-ci ont perdu leur arrière-pays céréalier, avec pour résultat que les Scythes instituent une politique économique par laquelle les populations sédentaires de la steppe forestière au nord deviennent les producteurs de céréales. Celles-ci sont ensuite transportées par les fleuves vers les cités grecques de la mer noire au sud, d'où elles sont exportées vers la Grèce continentale.
Les Scythes ne parviennent pas à conquérir complètement les cités grecques de la région du détroit de Kertch (ou Bosphore cimmérien) en Crimée. Ils s'emparent de Nymphaion ; mais les autres cités construisent ou renforcent leurs murs et se regroupent en une alliance sous la direction de Panticapée. Après s'être défendus avec succès, les cités grecques de la région se réunissent dans le royaume du Bosphore. Au même moment, les Scythes envoie une mission diplomatique à Sparte dans le but d'établir une alliance militaire contre l'Empire perse. Les auteurs grecs affirment que les Spartiates ont commencé à cette occasion à boire du vin non dilué, « à la scythe ». Le roi de Sparte Cléomène Ier serait même devenu fou à force de boire du vin non coupé d'eau. Ces rencontres diplomatique n'ont pas eu de suites militaires effectives.
À la fin du Ve siècle av. J.-C., des conflits internes éclatent au sein du royaume scythe et une nouvelle vague de Sauromates arrive en Scythie vers 400, ce qui déstabilise le royaume et met fin à l'activité militaire contre les colonies grecques des rives de la mer Noire. Le contrôle scythe sur les cités grecques pontiques prend fin entre 425 et 400 : ces dernières parviennent à reconstituer leur chorai ; Olbia repend le contrôle du territoire qu'elle a auparavant occupé, tandis que Tyras et Nikonion parviennent également à restaurer leur arrière-pays. Les Scythes perdent le contrôle de Nymphaion qui devient partie intégrante du royaume du Bosphore et parvient à étendre ses territoires sur la rive asiatique du Bosphore cimmérien. Avec l'arrivée d'une nouvelle vague d'immigrants sauromates, les Scythes royaux et les tribus alliées se déplacent vers les parties occidentales de la Scythie, s'étendant dans les régions au sud du Danube, correspondant à la Bessarabie et à la Bulgarie actuelles, et en Dobroudja. Ainsi, un rois scythe de la fin du Ve siècle av. J.-C. a été enterré dans un kourgane somptueusement meublé situé à Agighiol en Roumanie.

### Apogée des Scythes pontiques

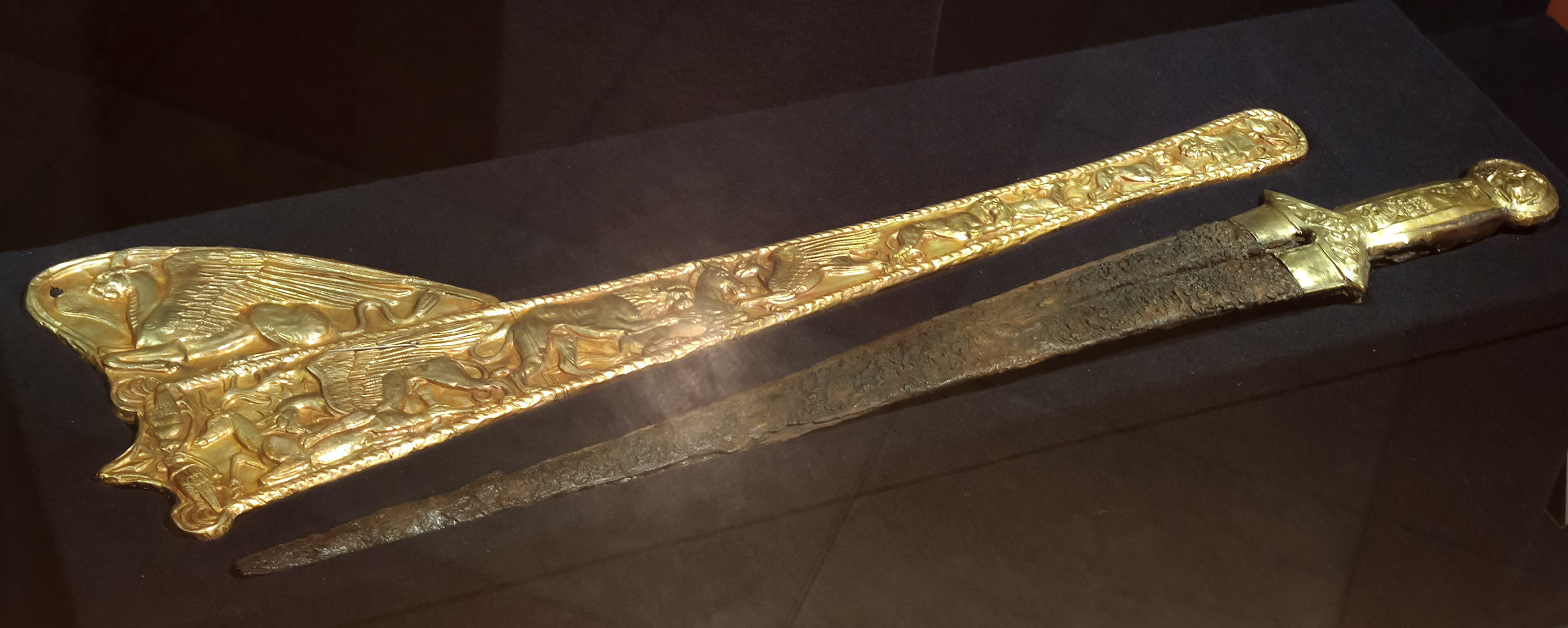
Épée en or scythe, kourgane de Tovsta Mohyla,

Le royaume scythe de la steppe pontique atteint son apogée au IVe siècle av. J.-C., au moment même où les colonies grecques de la côte prospèrent et où les relations entre Scythes et Grecs sont la plupart du temps pacifiques. Certains Scythes ont déjà commencé à devenir des agriculteurs sédentaires et à construire des colonies, fortifiées et non fortifiées, autour du cours inférieur du Dniepr à la fin du Ve siècle av. J.-C. Ce processus s'intensifie tout au long du IVe siècle av. J.-C., les Scythes nomades s'installant dans plusieurs villages sur l'estuaire du Dnister et dans de petites agglomérations sur les rives inférieures du Dniepr et des rivières de la steppe propices à l'agriculture. Dans le même temps, les Scythes vendent des fourrures, du poisson, des céréales et des esclaves aux Grecs en échange de vin, d'huile d'olive et de produits de luxe, tandis qu'il y existe une forte demande pour les produits scythes à travers les colonies grecques. Grâce à ce commercer les relations avec les cités grecques égéennes, et plus particulièrement avec Athènes, sont florissantes. L'importation de produits grecs par les peuples des steppes forestières diminue au cours du Ve siècle av. J.-C., tandis que les Scythes leur ont pris des territoires. Le fait que les cités grecques de la côte aient considérablement étendu leurs territoires n'a pas porté atteinte aux Scythes, qui possèdent encore d'abondants pâturages et dont les colonies sont toujours prospères. Des preuves archéologiques suggèrent que la population de Crimée, composée pour la plupart de Scythes, a augmenté au cours de cette période de 600 %.
Le règne des Spartocides dans le royaume du Bosphore est favorable aux Scythes. Les rois spartocides emploie des Scythes dans leur armée et la noblesse du Bosphore entretien des contacts avec les Scythes, qui aurait pu comprendre des relations matrimoniales entre les royauté scythe et bosphorienne. Au IVe siècle av. J.-C., le royaume du Bosphore devient le principal fournisseur de céréales de la Grèce, en partie à cause de la guerre du Péloponnèse. Alors que la plupart des céréales que les Scythes vendent aux Grecs sont produites par les populations agricoles de la steppe forestière du nord, les Scythes eux-mêmes essayent de produire davantage de céréales au sein même de la Scythie, ce qui est explique la sédentarisation de nombreux Scythes qui a été plus intense dans les régions adjacentes au royaume du Bosphore. La royauté et l'aristocratie scythes obtiennent d'énormes profits de ce commerce de céréales. Cette période voit la culture scythe prospérer mais alors que la société scythe connait une hellénisation importante. Kamianka reste la capitale politique, industrielle et commerciale des Scythes au cours des VIe et IIIe siècles av. J.-C., période durant laquelle les Scythes fonde une nouvelle colonie à Elizavetovskaya qui fonctionne comme le centre principal des régions du cours inférieur du Don et du nord de la mer d'Azov, tout en étant la résidence des seigneurs scythes locaux. Le principal centre funéraire des Scythes au cours de cette période est situé dans la région de Nikopol et de Zaporijjia sur le Dniepr, où se trouvent des kourganes. De riches sépultures attestent de la richesse acquise grâce au commerce des céréales par l'aristocratie scythe qui est enterrée avec d'autres parents, serviteurs et objets funéraires, comme des objets en or et en argent selon la technique de la toreutique, et des bijoux de fabrication grecque. Les roturiers scythes ne tirent aucun revenu de ce commerce et les objets de luxe sont absents de leurs sépultures. Malgré la pression de certains groupes sarmates, plus petits et isolés à l'est, la période est inhabituellement paisible. L'hégémonie scythe dans la steppe pontique est restée intacte, les nomades scythes continuant de former la majeure partie de la population de la région pontique du nord'.

### Face aux Macédoniens

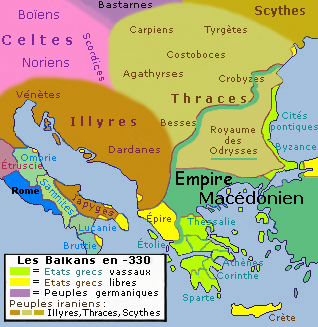
Les Balkans en 300 av. J.-C.

Le roi scythe le plus important du IVe siècle av. J.-C. est Ateas dont le long règne commence vers 400. À cette époque, les tribus scythes sont déjà installées de manière permanente sur les terres au sud du Danube, où vivent les sujets d'Ateas avec leurs familles et leur bétail. Ateas unifie les tribus scythes pour former un État rudimentaire et règne sur les territoires traditionnels du royaume scythe de la steppe pontique, au moins jusqu'en Crimée. Vers 350 av. J.-C., il s'empare de territoires au sud du Danube aux dépens des Gètes. Sous son règne, les cités grecques au sud du Danube sont également tombées sous son hégémonie, dont Kallatis où il émet probablement ses pièces de monnaie. Les Scythes contrôlent une grande partie de la rive droite du Danube comme l'attestent ses campagnes contre les Triballes et les Gètes et ses menaces contre Byzance. Il se rapproche un temps du roi de Macédoine Philippe II dans sa campagne contre la cité grecque d'Histria en Thrace ; mais étant parvenu à vaincre seul les Histriens, il repousse cette alliance et une guerre éclate entre avec les Macédoniens en 340-339. Ateas trouve la mort à l'âge de 90 ans et son armée est mise en déroute dans une bataille livrée le long du Danube. Les Macédoniens capturent le camp des Scythes et mettent la main sur 20 000 femmes et enfants et plus de 2 000 chevaux'. La défaite des Scythes semblent avoir entraîné la perte de territoires des deux côtés du Danube. Les Gètes se déplacent alors vers le nord à travers le Danube et s'installant dans les terres situées entre le Dniepr et le Prout. Ces changements n'affectent pas la puissance scythe : les Scythes continuent toujours à nomadiser et à enterrer leurs morts dans de riches kourganes dans les zones situées au nord-ouest de la mer Noire ; la capitale scythe de Kamianka continue d'être prospère même après la mort d'Ateas. En 331, Zopyrion, le stratège d'Alexandre le Grand en Thrace, mène une armée de 30 000 hommes dans une campagne contre les cités grecques du Pont-Euxin qui sont en bonnes relations avec les Scythes et échappent à l'hégémonie macédonienne. Zopyrion se dirige vers Olbia qu’il assiège. Mais les Scythes et les Milésiens la ravitaillent et Zopyrion se retrouve à son tour encerclé par les Gètes et les Scythes, qui anéantissent l'armée macédonienne. Zopyrion trouve la mort dans la bataille. En 329, Alexandre entend faire une démonstration de puissance envers les Sakas et traverse avec son armée le Syr-Daria, contraignant les Sakas à fuir dans la steppe. Par la suite, une ambassade permet de conclure un pacte de non-agression.

### Déclin et disparation du royaume scythe

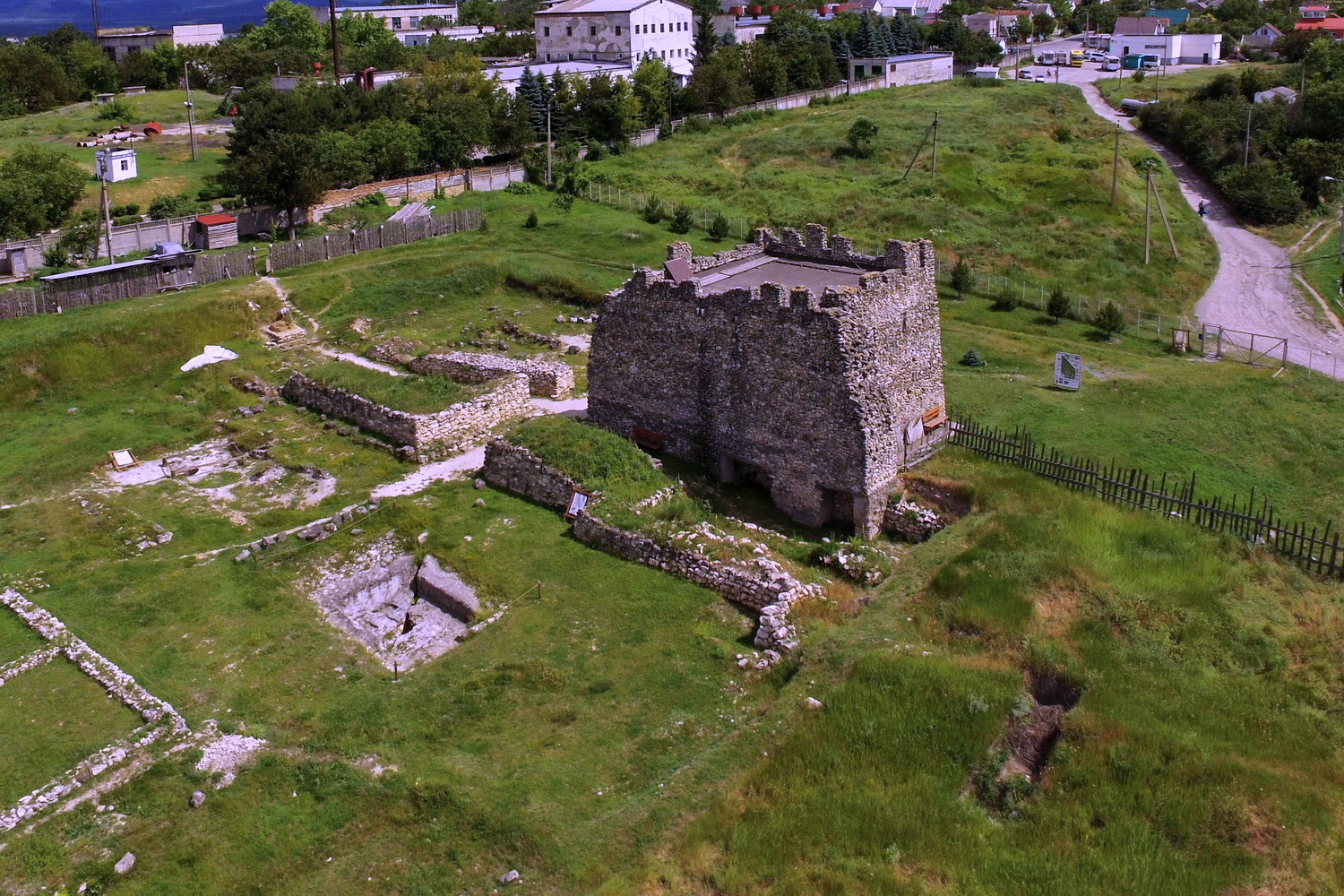
Vestiges de Néapolis Scythe (Ukraine).

En 313 av. J.-C., les Scythes sont vaincus par le Diadoque Lysimaque, gouverneur de Thrace depuis les accords de Babylone. Après cela, les Scythes connaissent une nouvelle défaite militaire lorsque leur roi Agaros participe à la guerre civile du royaume du Bosphore en 309 du côté de Satyros II. Après la défaite de ce dernier, son fils Paerisades s'enfuit auprès des Scythes.
Les conséquences du conflit entre les Scythes et les Macédoniens coïncident avec des changements climatiques et des crises économiques provoquées par le surpâturage, produisant une période défavorable pour les Scythes. À la suite de leurs revers, les Scythes commencent à subir la pression des Celtes, des Gètes et des Bastarnes. À partir de la fin du IVe siècle av. J.-C., un peuple iranien nomade apparenté, les Sarmates, se déplacent de l'est vers la steppe pontique, où leurs groupes plus petits mais plus actifs submergent les Scythes, plus nombreux mais devenus sédentaires, et prennent le contrôle des pâturages scythes. Cette arrivée des Sarmates privent les Scythes de leur ressource la plus importante, provoquant l'effondrement du pouvoir scythe et, par conséquent, la culture scythe disparait soudainement du nord de la mer Noire au début du IIIe siècle av. J.-C. Au cours du siècle suivant, les Celtes et les Bastarnes chassent les Scythes des Balkans. Une inscription, écrite entre 220 et 200, rapporte que les Scythes et les deux tribus sarmates cherchent refuge contre les forces coalisés des Celtes et des Skires germaniques. En raison des empiètements des Sarmates, des Gètes, des Celtes et des Germains, le royaume scythe prit fin dans les dernières décennies du IIIe siècle av. J.-C. et les kourganes scythes disparaissent de la région pontique. Les Sarmates remplacent les Scythes comme puissance dominante dans la steppe pontique, tandis que « Sarmatie » remplace « Scythie » comme nom de la région dans les sources. Vers 200, après leur défaite face aux Sarmates, les populations scythes restantes quittent leur capitale de Kamianka et s'enfuient vers la Petite Scythie en Crimée et en Dobroudja. Les populations y vivent dans des enclaves fortifiées. Sédentarisés et hellénisés, les anciens Scythes de la mer Noire constituent sous l'autorité du roi Scilurus à la fin du IIe siècle av. J.-C. un royaume réduit entre le bas Dniepr et le nord de la Crimée avec pour capitale Néapolis Scythe. La cité grecque d'Olbia du Pont est intégrée comme vassale de ce royaume mixte gréco-scythe. Scilurus trouve la mort en luttant contre Mithridate VI du Pont. Les Scythes sont définitivement vaincus vers 108 et leurs derniers territoires incorporés au royaume du Bosphore. Au IIe siècle av. J.-C., ce sont les seuls endroits encore habités par les Scythes proprement dits. Entre 50 et 150 apr. J.-C., la plupart des Scythes sont assimilés par les Sarmates. Ces derniers sont conquis au IIIe siècle par les Goths et d'autres tribus germaniques qui détruisent Néapolis scythe. Au cours des siècles suivants, les Scythes et les Sarmates restants sont largement assimilés par les premiers Slaves. D'autres peuples « scythiques » plus tardifs, dérivés des Sarmates, jouent un rôle dans l'histoire européenne durant l'Antiquité tardive et jusqu'aux invasions barbares, comme les Iazyges, les Taïfales, les Roxolans et les Alains, ces derniers étant les ancêtres des Ossètes.

### Les Indo-Scythes

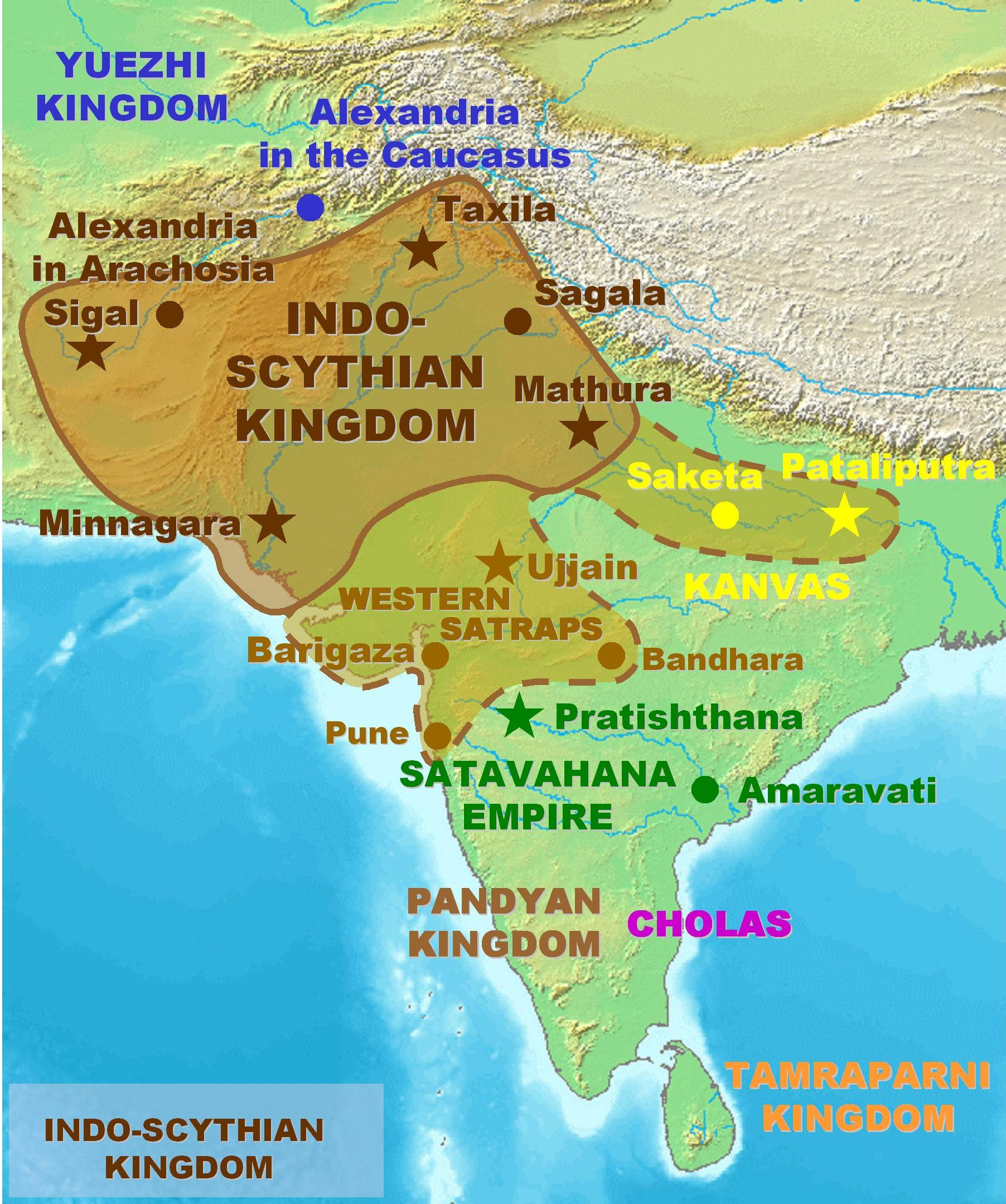
Le royaume indo-scythe à son apogée au

Au milieu du IIe siècle av. J.-C., les Sakas sont poussés vers le royaume gréco-bactrien puis vers le sous-continent indien à cause de l'avancée en Asie centrale des Yuezhi, un peuple lié aux Tokhariens, eux-mêmes contraints de fuir l'avancée des Xiongnu, une confédération de peuples nomades venue de l'actuelle Mongolie. Cette « invasion indo-scythe » constitue un chapitre important des événements déclenchés par la migration des nomades d'Asie centrale qui ont eu des effets durables sur la Bactriane, le sous-continent indien ainsi que sur l'empire parthe.
Au Ier siècle av. J.-C., le roi scythe Mauès (en) agrandit le royaume dans une grande partie du nord de l'Inde sur la totalité du bassin de l'Indus et l'ouest de la plaine du Gange, en remplaçant en grande partie les royaumes indo-grecs. Les rois indo-scythes conservent en grande partie leur culture scythe avec des apports helléniques provenant des Gréco-Bactriens et indo-grecs. Ils ont laissé du vocabulaire qui s'interprète principalement grâce au khotanais, une langue langue iranienne. Par exemple, le terme maja « ravissant » correspond au khotanais māja « ravissant ». Le nom de Mauès s'explique probablement le khotanais mauya ou muyi, qui signifie « tigre ».
Le royaume indo-scythe est supplanté par les Indo-Parthes à partir du début du Ier siècle de notre ère, et à partir du IIe siècle par les Kouchans, une tribu issue des Yuezhi, qui fondent l'Empire kouchan. Les Scythes émigrent alors vers le Gujarat et le Malva. Ces Scythes d'Inde, indianisés et hellénisés, subsistent en principautés jusqu'au IVe siècle, principalement à travers les Satrapes occidentaux, mais aussi dans la plaine du Gange. Une dynastie installée à Ujjain règne sur une partie du Rajasthan jusque dans les années 380. On doit à l'un de ses plus rois, Rudradâman, mort en 150, la plus ancienne inscription dans la forme classique du sanskrit, trouvée à Gimar. Les dernières principautés scythes d'Inde sont détruites par la dynastie Gupta sous Chandragupta II (376-415).

## Culture scythe

### Nomadisme
Les Scythes au sens large, qu'il convient plutôt d'appeler « peuples scythiques », font figure de fondateurs de la civilisation de la steppe eurasienne en cela qu'ils ont été les premiers porteurs de traits caractéristiques qui se sont largement transmis aux nomades des époques postérieures, qu'ils soient Alains, Huns, Turcs ou Mongols, dans les techniques militaires, dans la tenue vestimentaire, certaines pratiques funéraires et sociales.
Les Scythes sont surtout des éleveurs nomades, mais aussi semi-nomades ou des agriculteurs sédentaires, selon les conditions locales et les opportunités. Le nomadisme scythe est « territorial », il n'a pas de rapport avec un nomadisme errant ou sous-développé, mais est le fruit d'un long développement de techniques complexes et très rodées, après avoir longtemps expérimenté l'agriculture et l'élevage sédentaire qui a peu à peu évolué vers le nomadisme. Les tribus scythes connaissent, possèdent et défendent chacune leur propre territoire qu'elles parcourent. Le nomadisme a pris son essor notamment grâce au développement de la cavalerie montée, qui a permis de mieux tirer parti de toutes les ressources du territoire très particulier qu'est la steppe, cet océan d'herbe qui demande à être conquis par des techniques novatrices, aboutissant ainsi à une véritable civilisation du cheval et de la steppe très sophistiquée. Le nomadisme errant n'a existé que lorsqu'une tribu perd le territoire de ses ancêtres et doit alors en rechercher un autre.
Dans les grandes steppes et prairies eurasiatiques, le nomadisme constitue en une transhumance des troupeaux afin de suivre les zones de pâturage abondant en fonction des saisons, selon un cycle régulier. Les distances parcourues surtout nord-sud peuvent être de 400  à   1 500 km. Ainsi les prairies et steppes boisées plus septentrionales au climat plus frais et humide sont pâturées en été lorsqu'elles ne sont pas couvertes de neige, tandis que les steppes plus maigres et surtout les vallées alluviales marécageuses des régions plus méridionales au climat plus aride sont pâturées en hiver et au printemps. Dans les régions plus montagneuses les déplacements, plus courts, se font entre pâturages d'été en altitude et pâturages d'hiver dans la plaine. La topographie et les climats locaux étant très variés en Asie centrale, différents types de transhumance existent. Dans le même temps, grâce à une métallurgie très sophistiquée, les Scythes ont pu développer des techniques d'attelage et de harnachement des chevaux de plus en plus élaborées et devenant un des supports les plus importants de l'art scythe. Le bétail est varié : il est essentiellement constitué de bovins ou de moutons suivant les zones. L'animal le plus précieux est le cheval qui est à la fois objet de légendes, monture du cavalier, animal de trait indispensable au nomadisme, fournisseur de lait de jument ainsi qu'un animal de guerre.

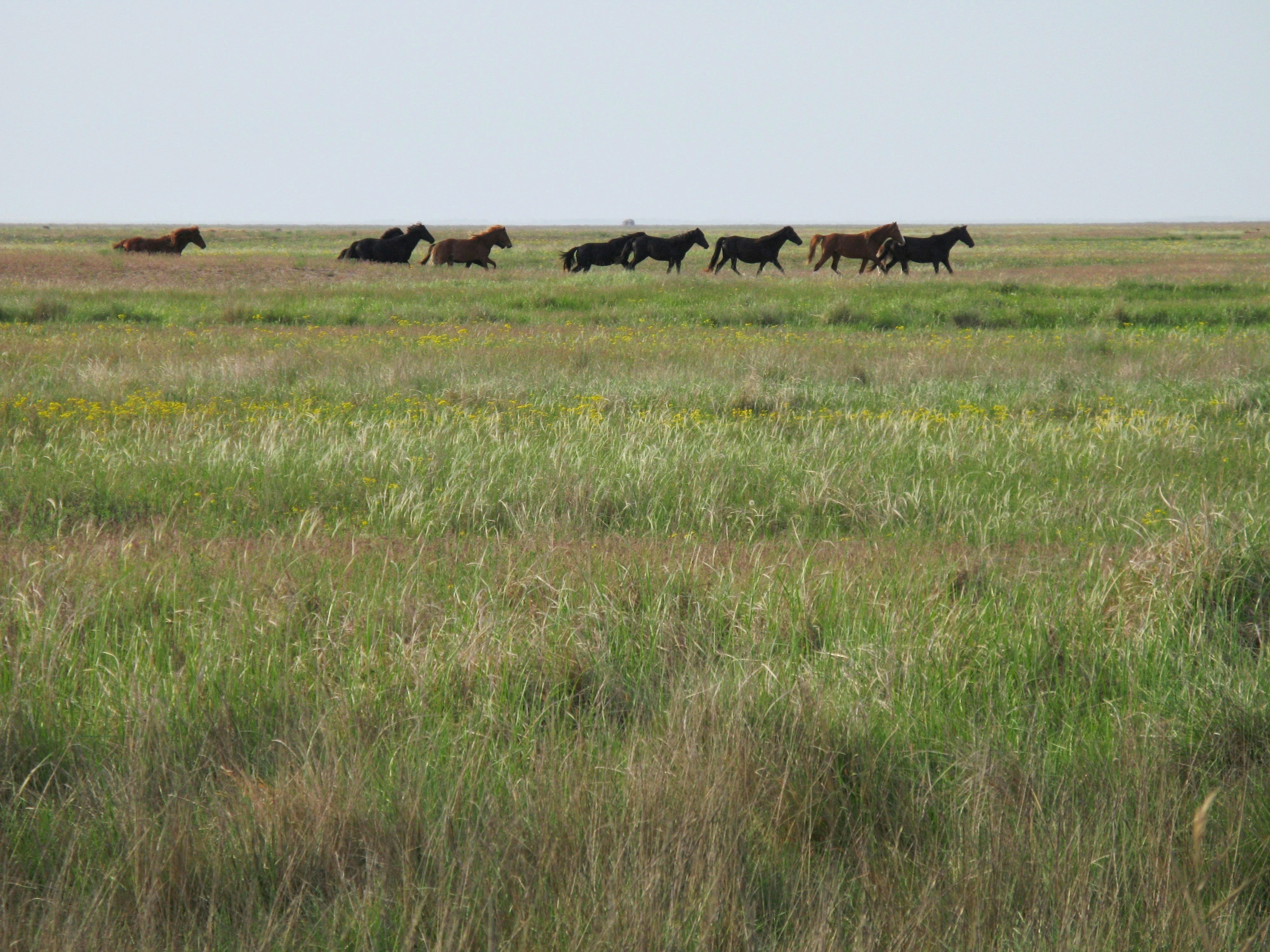
La steppe pontique dans le parc national d'Azov-Syvach (Ukraine), avec des chevaux réensauvagés.

Le lait, et surtout ses produits dérivés, est l'aliment de base des nomades, plus encore que la viande dont la productivité est moindre en comparaison mais celle-ci est aussi un des aliments les plus importants. Le lait de jument fermenté est le plus apprécié et est bu dans des rhytons en corne de vache décorée pour les plus modestes, en bronze, ou en or massif ornée d'une tête d'animal (mouflon, félin, bouquetin) pour les nobles. De plus le territoire parcouru par les Scythes étant riche en cours d'eau, marais, lacs et mers intérieures poissonneuses, le poisson s'avère donc aussi une ressource non négligeable. De nombreux animaux sont également chassés (une grande faune sauvage existe encore à cette époque dans les steppes) mais cela constitue plus une activité de prestige qu'une ressource importante comparé à l'élevage. À cela s'ajoutent les produits végétaux et les céréales localement cultivés et échangés. Selon Hérodote, les Scythes d'Europe sont également de grands buveurs de vin, qu'ils boivent « à la scythe » c'est-à-dire pur et non coupé d'eau contrairement aux Grecs.
Les nomades vivent principalement dans de grands chariots à quatre roues à rayons, couverts d'une tonnelle en feutre. Ils sont souvent tirés par des bœufs, plus endurants que les chevaux à l'époque pour le trait. D’après les sources grecques, lors des déplacements les femmes et les enfants conduisent les chariots tandis que les hommes sont à cheval pour conduire les troupeaux et mener la garde. Les chariots des personnes de haut rang peuvent être richement meublés à l'intérieur et confortablement aménagés à l'aide de tapis peut-être importés de Perse (les plus anciens connus proviennent des kourganes scythes), des étoffes de feutre aux couleurs vives, et du mobilier à base de bois, d'os, de métaux, de dorures, de fourrure et de cuir travaillé et décoré. Les kourganes gelés de l'Altaï ont permis d'avoir un rare aperçu sur le confort et le luxe que peut atteindre ce type d'habitat. Les nobles et les rois peuvent posséder plusieurs dizaines de chariots conduits par des serviteurs, constituant des sortes de palais roulants, et de nombreux chevaux aux harnachements riches et pompeux. Il est fréquent que la tête des chevaux soit surmontée de longues cornes de bouquetin ou de bois de cerf ou d'élan, leur donnant l'aspect d'animaux fantastiques. Toutes ces richesses sont enterrées dans les kourganes avec leurs propriétaires défunts pour être emportées dans l'au-delà. Des tentes, ancêtres des yourtes des peuples turciques et mongols, aménagées en camps temporaires sont aussi mentionnées ; mais le peu de vestiges ne permet pas d'en comprendre l'aspect exact.

### Équitation
La plupart des Scythes étant, au début de leur histoire, des nomades équestres, ils sont réputés pour être d'excellents cavaliers, les hommes scythes passant la majeure partie de leur vie à cheval. Les Scythes élèvent une race de chevaux petite mais très rapide qu'ils montent directement et qu'ils utilisent également pour tirer des charrettes. Les auteurs gréco-romains affirment que les Scythes et les Sarmates castrent leurs chevaux pour qu'ils ne soient pas trop turbulents.
Les Scythes commencent à utiliser des selles au VIIe siècle av. J.-C. Celles-ci se composent de deux coussins en feutre rembourrés de poils de cerf et montés sur des bandeaux en feutre ; dans certains cas, les coussins sont attachés à des cadres de selle en bois placés à l'arrière et à l'avant. Les selles scythes ont quatre traversins surélevées à chaque coin, ce qui, à une époque où l'étrier n'a pas encore été inventé, permet aux cavaliers de s'appuyer dessus et de se relever sans être gênés par les rebonds de leurs chevaux. Les selles scythes sont très colorées et teintes en rouge, jaune, bleu foncé, noir et blanc ; elles sont également entièrement décorés de laine, de cuir appliqué et de feutre, ainsi que de sculptures en bois décorées à la feuille d'or.

### Agriculture, sédentarité, urbanisation

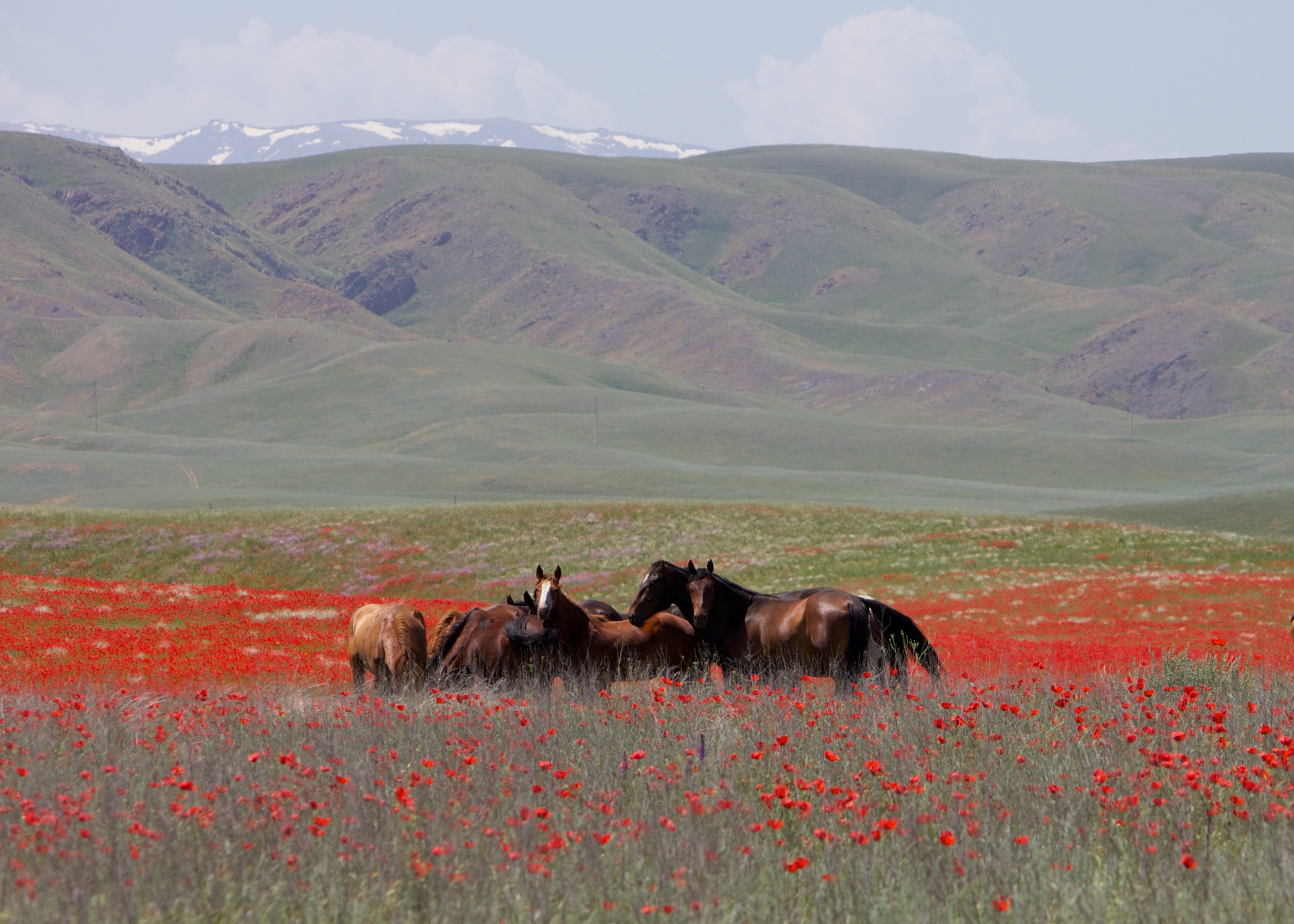
Paysage de la steppe pâturée au Kazakhstan en été.

Le nomadisme généralisé concerne surtout la steppe herbeuse et les régions montagneuses d'Asie centrale ; mais il existe aussi divers modes de vie mixtes, semi-nomades ou semi-sédentaires agricoles dans laquelle seule une partie de la population se déplace pour la transhumance.
Dans la zone plus favorable de la steppe boisée européenne, des franges plus septentrionales, une agriculture est pratiquée par des groupes sédentarisés dans de nombreux villages bien organisés, cultivant blé, orge, millet, lentilles, pois, oignons et ail sur les riches terres noires. De nombreux fruitiers sont également plantés (pruniers, pommiers, cerisiers). Des animaux plus sédentaires y sont élevés comme les porcs et les volailles (oies, canards, poules). Les bovins y sont plus prépondérants que les chevaux, signe de sédentarité. On y a retrouvé des faucilles, des meules de pierre, des silos, des grands fours complexes de séchage de grain et de fruits, qui caractérisent une économie agricole sédentaire. Une partie de la production de ces régions, notamment des céréales, est exportée par les fleuves vers les Scythes nomades de la steppe herbeuse (qui probablement dominent les tribus sédentaires), mais aussi vers les cités grecques de la mer Noire puis exportée en Méditerranée, en échange de vin et de céramiques grecs importés en grande quantité en Scythie. Ce commerce a fait la richesse des cités grecques de la mer Noire et des Scythes nomades d'Ukraine. Une agriculture sédentaire scythe est également développée en Crimée avec des apports grecs.
Sous l'influence de la civilisation hellénique, mais aussi sous l'influence de cultures sédentaires plus anciennes, les Scythes d'Europe ont été assez prompts à se sédentariser partiellement, y compris dans certaines zones de la steppe herbeuse. Des établissements urbains importants se développent alors dès le VIIe siècle av. J.-C. et se multiplient au IVe siècle et IIIe siècle av. J.-C. Ils sont fréquemment associés à des exploitations minières et à l'activité métallurgique. D'autres fois ils semblent être des « capitales » de tribus scythes (à l'image des oppidums gaulois). Ces villes sont fortifiées et généralement construites en des lieux stratégiques, notamment aux confluences des grands cours d'eau. Elles comportent généralement une « acropole » légèrement surélevée et fortifiée. La ville la plus importante connue dans la steppe boisée est de loin Bil's'ké Horodychtché près de Kiev au bord du Dniepr, construite aux VIIe siècle av. J.-C. et VIe siècle av. J.-C. Elle couvre 4 000 hectares, avec une enceinte en bois (soutenant un terre plein en terre) de 33 km de long qui doit atteindre 9 m de haut et doublée de fossés de 5 m de profondeur. Elle est entourée de trois forts importants. La population urbaine permanente y est estimée à 40 000  ou   50 000 habitants. Hérodote parle aussi d'une mystérieuse grande ville appelée Gélônos chez les Boudines dans une région de forêts et de marais au Nord des Sarmates au bord d'un grand et profond lac. On y chasse alors la loutre et le castor. Non localisée par les historiographes (parmi les nombreuses villes connues archéologiquement), elle est décrite fortifiée et construite entièrement en bois, les maisons comme les temples, mais avec des formes grecques, la population y vit à la grecque, s’habille comme des Grecs et rend un culte à Dionysos. La ville, actuellement situé à Bilsk aurait été fondée par les Gelons (semi-légendaires) qui sont d'origine grecque et qui se sont mélangés aux Boudines ; leur langue est composée de scythe et de grec, et selon Hérodote ce serait une population d'agriculteurs.

### Artisanat

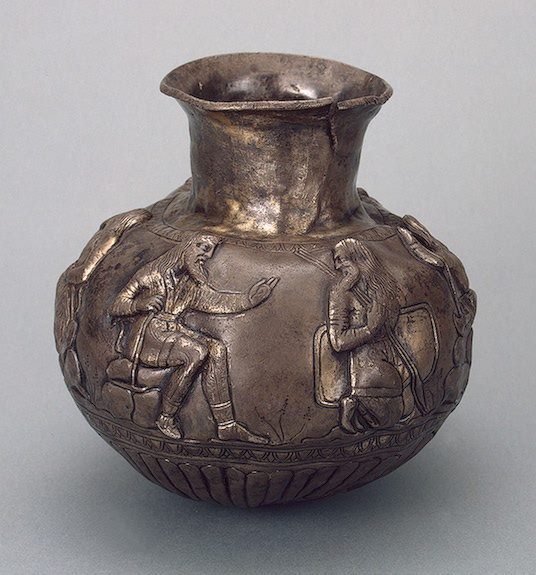
Vase trouvé près de Voronej, à Chastykh Kurganakh. Le roi Targitai, l'ancêtre des Scythes, donne l'arc — un symbole de puissance — à son plus jeune fils Kolaksai, musée de l'Ermitage.

La métallurgie est très développée chez les nomades scythes qui travaillent tous les métaux connus de l’époque et exploitent des gisements, pour la fabrication d'armes, d'objets usuels comme les attelages et harnachements, mais aussi d'objets d'art. L'artisanat peut être pratiqué dans des camps saisonniers. Les nomades travaillent aussi tous les produits dérivés de leurs cheptels : cuir, laine, os, corne, à des fins autant utilitaires (tentes, courroies, vêtements, outillage, etc.) que décoratives et pour le commerce, ils excellent notamment dans le travail du cuir et de la fourrure. La céramique scythe quant à elle est assez grossière et a beaucoup régressé, comparée aux cultures proto-scythes plus anciennes, et les Scythes d'Europe préfèrent importer de la céramique grecque trouvée en quantité dans certaines tombes. L'ébénisterie semble avoir été développée chez les Scythes, et des meubles démontables en bois sophistiqués à motifs animaliers sculptés typiquement scythes, souvent incrustés d'or, ont été découverts dans les kourganes gelés de l'Altaï.[réf. nécessaire]

### Commerce
Le commerce est un élément très important de la culture scythe, qui commercent avec tous les peuples qui les entourent et entre eux. Les Grecs sont les principaux partenaires commerciaux en Scythie européenne, en Asie centrale ce sont les Perses et les Chinois, notamment avec le développement de la route de la soie.
L'économie des sociétés nomades apparaît être moins attractive que l'économie des sociétés agricoles et urbaines. Les nomades éprouvent donc la nécessité de posséder des produits agricoles et artisanaux, s'efforçant pour cela de créer des liens commerciaux ou politiques avec les sociétés sédentaires. Au IVe siècle av. J.-C., les Scythes commencent à amasser beaucoup de richesse grâce au commerce avec les Grecs. Les historiens ont longtemps supposé que des quantités importantes de blé ont afflué vers les cités grecques du littoral du nord de la Mer Noire depuis les régions agricoles de la steppe boisée par l'intermédiaire des Scythes qui reçoivent un tribut de la part de populations vassalisées. Le blé est ensuite acheminé vers les centres grecs de Méditerranée orientale qui fournit du vin, de l'huile, des objets d'art et d'artisanat. Mais il s'avère que cette richesse provient plutôt du commerce des esclaves et que la Scythie est vue par les Grecs comme un réservoir à esclaves. Dès la seconde moitié du VIe siècle av. J.-C. siècle, le nom de « Scythe » commence à apparaître parmi les esclaves figurant sur les inscriptions grecques. À Athènes, durant l'époque classique, des Scythes sont esclaves d'État chargés de le maintenir l'ordre public dans la cité et lors des assemblées. Polybe et Strabon mentionnent le fait que les Scythes vendent beaucoup d'esclaves aux Grecs ; mais ces derniers peuvent aussi acheter d'autres biens comme les métaux précieux, sachant par ailleurs que les métallurgistes scythes sont réputés pour leurs objets décoratifs portables, souvent en or, et cousus sur les vêtements d'apparat ou les accessoires. Mais il convient de ne pas surestimer l'importance du commerce gréco-scythe. En effet les activités commerciales des établissements grecs, notamment dans le royaume du Bosphore, sont davantage tournées vers les métropoles et les intérêts des colons résident plus dans la mise en valeur des terres fraîchement colonisées que dans le commerce avec les barbares.

### Kourganes

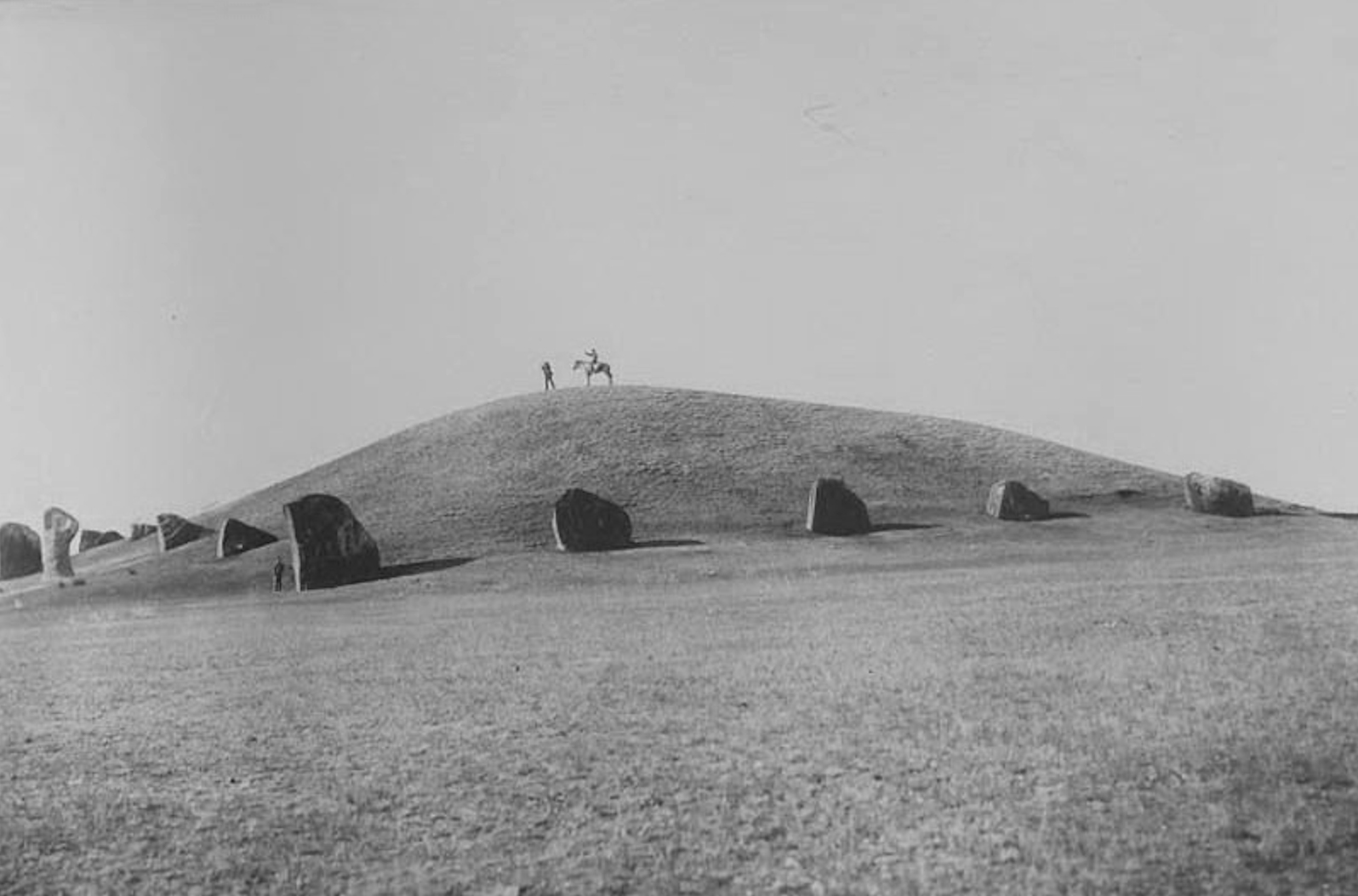
Kourgane de Salbyk, dans la steppe de Sibérie russe datant du

Les tombeaux des Scythes sont des tumulus, appelés kourganes par les archéologues de l'école russe. Ils peuvent atteindre une taille monumentale. La tombe proprement dite est constituée d'une ou plusieurs chambres funéraires enterrées construites en bois ou en pierre, dans laquelle sont parfois accumulées de nombreuses richesses que le défunt doit emporter dans l’au-delà. Ce type de tombe est aussi le fruit d'un important culte des ancêtres dont le souvenir est ainsi pérennisé pour les générations suivantes dans le paysage des grandes prairies, ainsi de nos jours les steppes d'Europe et d'Asie sont encore marquées par ces nombreuses collines artificielles parfois organisées en vastes groupes ou en lignes de plusieurs kilomètres. Ce type d'inhumation est caractéristique des différentes populations indo-européennes semi-nomades de la steppe eurasienne qui se sont succédé depuis la culture Yamna. Les différences de taille reflètent des différences de statut social : les plus grands tumulus sont ceux des rois''.
Le kourgane d'Arzhan (en), sur un affluent du fleuve Ienisseï dans la Touva en Sibérie méridionale, daté du VIIIe siècle av. J.-C. c'est-à-dire des débuts de la culture scythe proprement dite, est constitué d'un remblai en pierres de 120 m de diamètre et de 3 à 4 m de haut qui recouvre une structure constituée de 70 cages en rondins rayonnant autour d'un double noyau central. On y a retrouvé les restes de 300 chevaux qui doivent provenir d'un festin funéraire. L'archéologue M. P. Griaznov a estimé que 1 500 hommes ont dû travailler durant une semaine pour édifier cette structure. Un homme et une femme vêtus de fourrures richement ornées sont enterrés au centre, dans des sarcophages. Ils sont accompagnés par quinze hommes et par 160 chevaux entièrement harnachés. On y a retrouvé des tapis rehaussés d'or et d'argent, ainsi que des armes et des sculptures, et des milliers d'objets en or finement ouvragés. Ils fournissent des exemples de l'art animalier caractéristique des Scythes.
De grands kourganes, de 100 à 200 m de diamètre et d'une hauteur atteignant les 17 m, parsèment également l'Altaï, ainsi que, plus à l'ouest, le Kazakhstan. Les kourganes de Pazyryk, en Sibérie méridionale, sont d'un intérêt exceptionnel. Ils sont datés du VIe au IVe siècle av. J.-C. Les plafonds de leurs chambres funéraires s'étant effondrés, elles se sont remplies d'une eau qui a ensuite gelé, permettant une excellente préservation de leur contenu. On y a trouvé des objets en cuir et en bois, des tentures de feutre, des tapis et des coussins rembourrés de poils d'animaux ou d'herbe, qui contribuent au confort des nomades. Ils dorment, semble-t-il, sur des tapis, la tête posée sur un oreiller en bois recouvert de cuir. Ils possèdent des tables basses ou des plateaux. L'une de ces tables a des pieds démontables. Le tapis de Pazyryk est l'un des plus anciens tapis jamais retrouvés. Le seul animal fantastique de la culture de Pazyryk retrouvé est le griffon, commun chez les Scythes d'Europe et les Perses. Par la suite, la « Princesse de l'Altaï », une jeune femme dont le corps a été momifié par la glace, a été mise au jour dans un autre kourgane de la culture Pazyryk par l'archéologue russe Natalia Polosmak en 1993. L'origine ethnique de la femme reste un sujet de débats.

### Art militaire

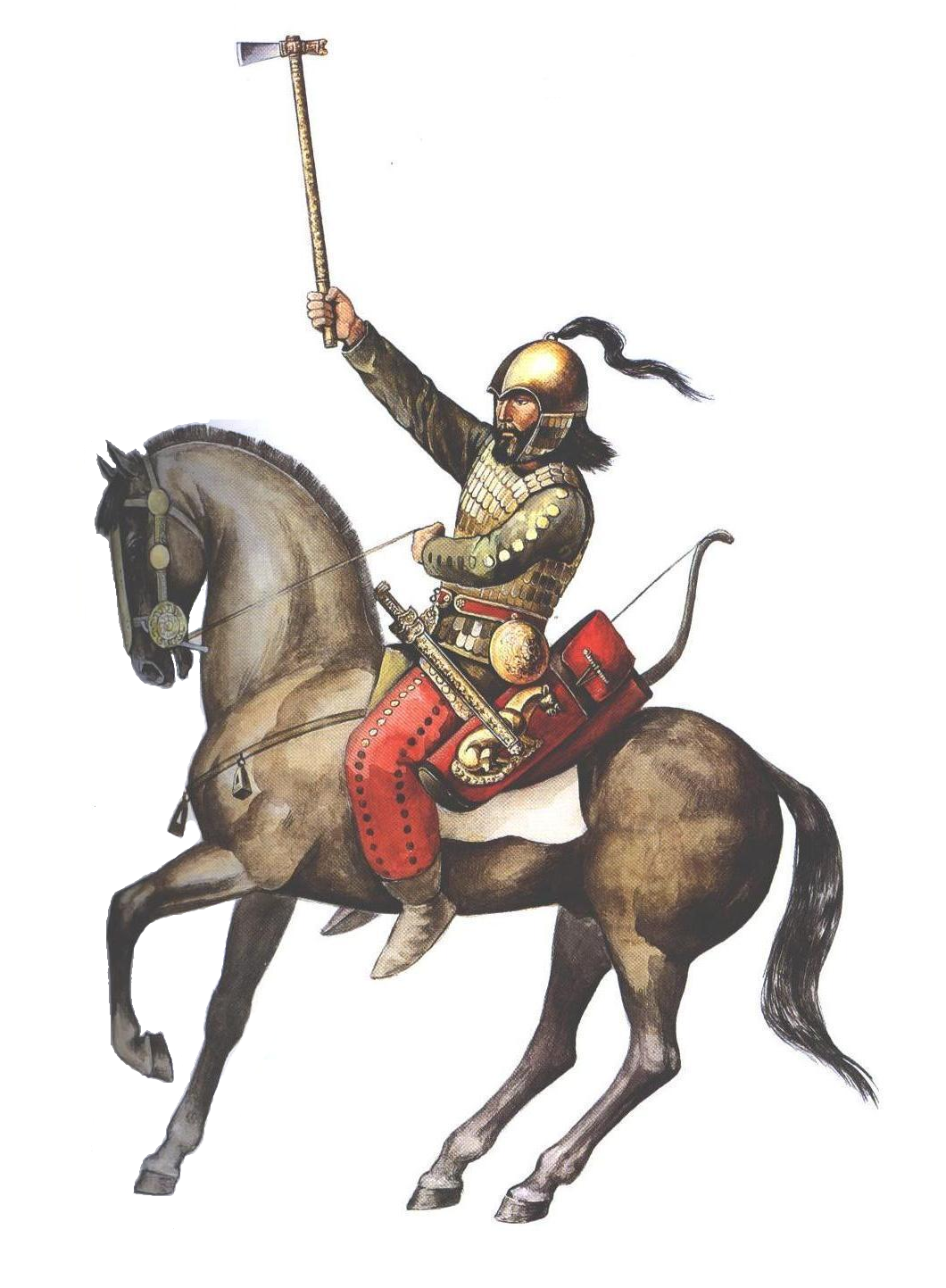
Reconstitution d'un cavalier scythe.

En tant qu'éleveurs nomades dans les steppes eurasiennes, les Scythes sont les grands maîtres de la cavalerie dans l'Antiquité. On attribue aux Scythes les principaux développements de la cavalerie montée. À leur suite, les Sarmates développent la cavalerie lourde aristocratique et les premiers cataphractaires entièrement en armure, sélectionnent des races de chevaux plus fortes. Déjà engagés par les Achéménides, les cataphractaires constituent plus tard la force principale des Parthes. Il convient souligner une erreur récurrente dans certaines sources : les chars à faux utilisés par les Perses et les Séleucides ne sont pas des « chars scythes ». Cette dénomination erronée provient du fait qu'en langue anglaise « faux » s'écrit « scythed », un mot d'origine germanique sans aucun rapport avec le peuple scythe. Au gré des alliances, les cavaliers scythes servent comme mercenaires dans les armées des États pour lesquels ils constituent un atout majeur. Ils s'engagent en particulier auprès des Assyriens et des Perses, et plus sporadiquement auprès des cités grecques. Ainsi au Ve siècle av. J.-C., Athènes utilise une police mercenaires d'archers scythes. Par la suite, ils forment des contingents de mercenaires au service des Séleucides.
L'arme principale des Scythes est l'arc et les archers montés à cheval constituent le principal corps de bataille des royaumes scythes. Le tir à l'arc monté est permis par les selles scythes à quatre traversins surélevées à chaque coin, ce qui, à une époque où l'étrier n'a pas encore été inventé, permet aux cavaliers de s'appuyer sur dessus pour pouvoir tirer leurs flèches à cheval. Ce type de selle préserve aussi l'archer monté des rebonds des chevaux, permettant ainsi aux archers montés scythes d'opérer à des niveaux de performance très élevés. Les Scythes, ou du moins leurs ancêtres directs (cultures de Sintachta et d'Andronovo), sont considérés comme les inventeurs de l'arc composite. Cet arc est formé de plusieurs matériaux différents : le corps principal est fabriqué à partir de bois, offrant la flexibilité nécessaire pour la courbure de l'arc. Des morceaux d'os sont intégrés pour renforcer la structure et améliorer la résistance à la compression. Ces morceaux d'os sont généralement placés du côté de l'arc qui est sous tension lorsque l'arc est bandé. La corne d'origine animale est utilisée pour la partie comprimée de l'arc. La corne a la capacité de conserver une grande quantité d'énergie élastique lorsqu'elle est pliée et relâchée, ce qui contribue à la puissance de l'arc. Les tendons animaux, souvent issus de bovins, sont utilisés pour lier les différentes parties et agissent comme une sorte de corde d'arc supplémentaire. L'utilisation de ces matériaux permet donc d'obtenir des armes puissantes et adaptées au mode de vie nomade, à la chasse et au combat à cheval. L'arc scythe possède un profil très reconnaissable : il est d'une taille modérée, à double courbure prononcée et avec des extrémités recourbées. Les Scythes utilisent le gorytos, un boîtier servant à la fois d'étui pour l'arc et de carquois pour les flèches. En dehors de l'arc, les Scythes utilisent : la lance, mesurant entre 1,70 et 2,20 m de long avec des pointes en fer en forme de feuille de laurier ; l'épée longue au début de leur histoire ; un poignard (l'acinace) emprunté aux peuples transcaucasiens ; la hache de combat ; le lasso.
Selon Hérodote, les Scythes ont pour coutume de boire le sang de leur premier ennemi tué au combat, de couper les têtes de leur ennemis pour les amener à leur roi et aussi d'utiliser leur peau pour confectionner du cuir. Ce dernier fait est soutenu archéologiquement, d'après analyse du cuir de carquois trouvés dans des sépultures scythes: la majorité des carquois analysés était constituée de cuir animal mais une petite partie de certains d'entre eux semble avoir été fabriquée à partir de peau humaine, selon une étude de 2023[source secondaire nécessaire].

## Religion scythe

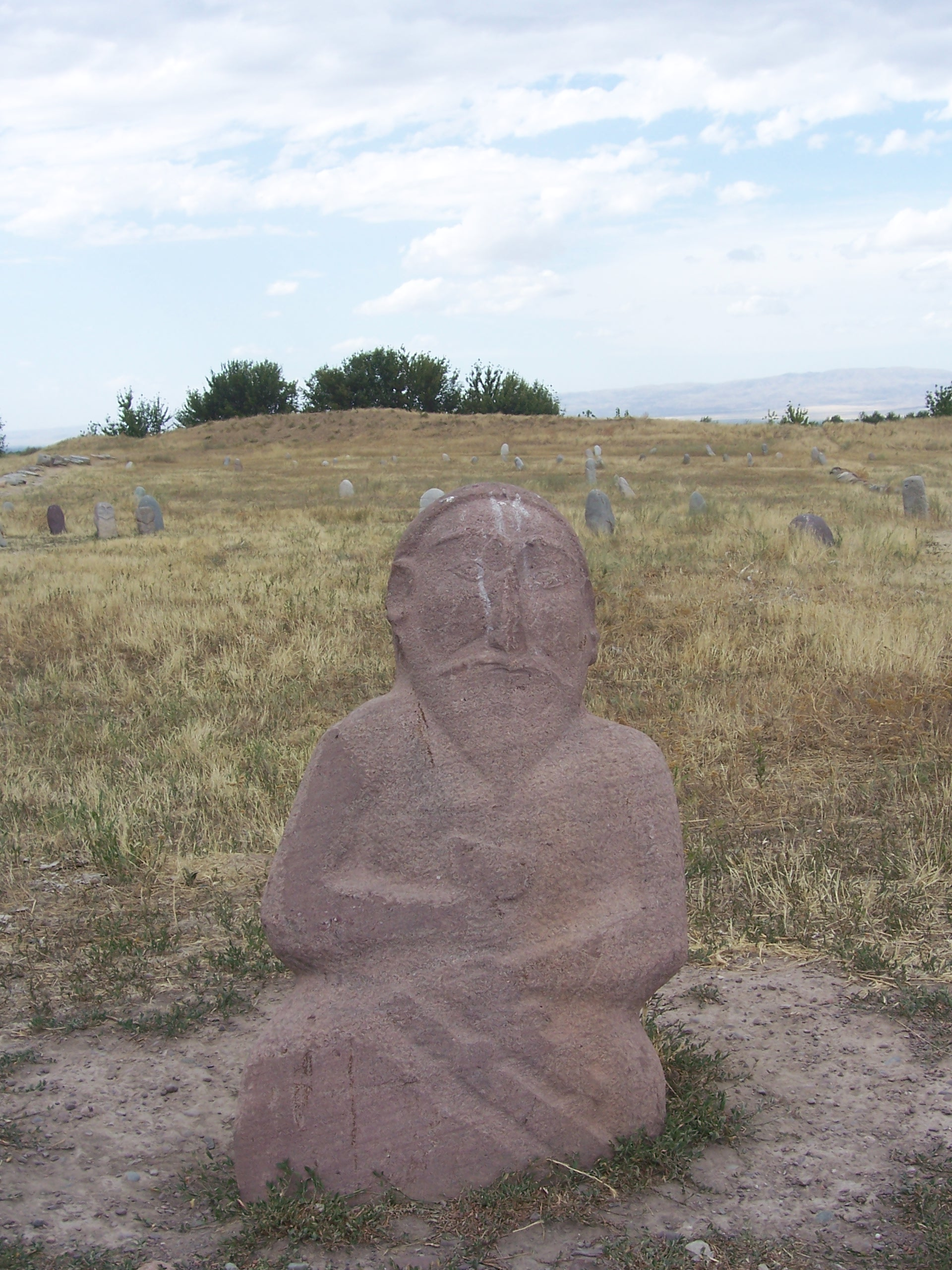
Stèle anthropomorphe scythe au Kirghizistan.

### Généralités
La religion des Scythes, complexe et polythéiste, entretient de nombreuses similitudes avec les religions grecque, thrace, celte, germanique, iranienne (perse) et hindoue. Les récents travaux montrent que les Scythes baignent dans une atmosphère religieuse. Pourtant, ils n'ont pas de classe de prêtres, contrairement à leurs cousins indo-européens. Hérodote (IV, 67) mentionne des devins qui manipulaient des faisceaux de baguettes de saule et d'autres, les Enarées « hommes-femmes » (d'un composé iranien *a-narya « non-mâle »), qui se servent de morceaux d'écorce de tilleul. Ces personnages n'ont rien de sacré. Quand un roi tombe malade, ils pensent généralement que quelqu'un a juré un faux serment sur le feu royal. Ce que les Scythes ont de plus sacré est sûrement leurs sépultures : symbolisant la pérennité des ancêtres dans le paysage, ils les construisent aussi loin que possible de leurs ennemis et sont prêts à mourir pour les défendre.

### Dieux scythes
Hérodote donne une liste de divinités scythes avec leurs équivalents grecs. Pour certaines d'entre elles, il précise leur nom scythe, mais prononcé à la manière grecque :
- Tabiti, déesse équivalente à Hestia, la déesse grecque du feu et du foyer ;
- Papaios, dieu équivalent à Zeus ;
- Apia, la Terre, épouse de Papaios ;
- Thagimasadas, dieu équivalent à Poséidon ;
- Oitosuros, dieu équivalent à Apollon ;
- Argimpasa, déesse considérée comme « Aphrodite céleste » ;
- un dieu équivalent à Héraclès et un dieu équivalent à Arès, le dieu de la guerre des Grecs.

L'Héraclès scythique devait être très proche de son homologue grec, puisque les Grecs de la mer Noire ont mélangé leurs mythes : ils lui ont attribué le dixième travail de leur propre héros, celui où il vole les bœufs de Géryon (lesquels se transforment en juments dans la suite de leur récit).

### Dieux scythes et grecs
L'identification de ces dieux est problématique, mais ce travail a bénéficié de l'avancée des études indo-européennes. Les Indo-européens mettaient le dieu du feu en tête de leur panthéon, ce qui est le cas ici. Tabiti correspond à une ancienne déesse indienne[réf. nécessaire] dont le nom est lié au sanskrit tapati « brûler ». Georges Dumézil a retrouvé ses traces dans les légendes des Ossètes, peuple iranien du Caucase. Il a également reconnu en l'Arès scythique un héros ossète, Batraz. Ces deux personnages s'identifient notamment tous les deux à une épée.
Dans le nom d'Apia, les spécialistes s'accordent à reconnaître l'iranien āp- « eau ». Selon Hérodote, c'est la Terre, mais l'analyse de la mythologie indo-européenne montre que la Terre était représentée sous la forme d'une montagne « sécrétant » une rivière, c'est-à-dire d'une montagne-source. Les Indo-Iraniens ont accentué son aspect humide. Dans les textes grecs, le dieu iranien Mithra est identifié à Apollon, ce qui permet de considérer qu'Oitosuros est Mithra. Ce nom devait être un composé Oito-suros dont le deuxième membre provenait du vieil iranien sūra- « fort ». Dans l'Avesta, ce qualificatif est attribué à Mithra. Quant au terme oito, selon l'analyse de François Cornillot, il était la graphie grecque de *witāw, de *hwatāwah « souverain ». Ainsi, les Scythes surnommaient Mithra le « Souverain Fort ». Ce même auteur a proposé une autre lecture du nom des Sakā haumavargā (une confédération de Saces nommée ainsi par les Perses) : il fait dériver son deuxième membre de hauma warāgan, où le terme warāgan signifie « vainqueur de *Wāra » et aboutit à l'ossète Wœrgon. De la sorte, les Sakā haumavargā sont les « Saces adeptes du culte du Haoma vainqueur de *Wāra ». Pour comprendre la signification de cet ethnonyme, le Haoma est une plante divinisée et son ennemi *Wāra, appelé Vritra dans les textes indiens, est un démon qui cherche à faire disparaître le soleil et à obstruer la rivière qui descend de la montagne-source. Comme *Wāra représente la mort, la victoire du Haoma (plante d'immortalité) est celle de la vie sur la mort.
Les Sogdiens, fondateurs de la cité de Samarcande, sont d'anciens Sakā haumavargā, car le nom de cette cité pourrait s'expliquer[réf. nécessaire] comme Saka-Haumawarga-kantha « ville des Saces Haumawarga » → *Sai-Maragkanda → *Sā-maragkanda (la transformation de saka en sai est un phénomène attesté ailleurs). Enfin, le hauma-wāragan est aussi connu sous le nom de xwarnah (ou khvarnah). C'est une entité multiforme, lumineuse, assimilée à un feu mais qui séjourne sous les eaux. Selon un texte iranien, le Bundahishn, il est gardé par la déesse Aredvi Sūrā Anāhitā. Celle-ci est donc la xwarnah-pāthrā, « [déesse] assurant la garde du hauma-wāragan » (ou th se prononce comme « thank you » en anglais). En inversant les termes hauma et wāragan, puis par transformations successives, on obtient : wārag[an]-hauma-pāthrā → *wārgumpāsā → * argempāsā. On reconnaît le nom de la déesse Argimpasa.

## Art scythe

### Art animalier
L'« art animalier » des Scythes est typique des nomades de la steppe eurasienne et représente une gamme d'animaux dans des poses canoniques très spécifiques. Cet art au style zoomorphique est une variante de l'art des steppes, qui s'est initialement développé dans les steppes eurasiennes orientales d'Asie centrale et de Sibérie au IXe siècle av. J.-C. sous l'influence partielle de l'art chinois ancien et de l'art naturaliste « statique » des habitants des forêts sibériennes. Ce style est arrivé en Europe orientale au cours du VIIIe siècle av. J.-C.. Le style artistique distinctif caractéristique des Scythes proprement dits émerge lors de leur séjour en Asie du Sud-Ouest au VIIe siècle av. J.-C., et surtout pendant leur occupation de la Médie. En conséquence de quoi l'art des Scythes absorbe de nombreux motifs et thèmes d'Asie occidentale. À partir du Ve siècle av. J.-C., l'art scythe connait l'influence des Sauromates arrivant de l'est ainsi que celle des Thraces, des Grecs et des Perses. Cet art scythe, formé de diverses influences, s'est ensuite répandu à l'ouest, dans la région qui correspond à l'actuelle Roumanie et apporte finalement des influences orientales dans l'art celte.
Les Scythes couvrent leurs objets de représentations de cerfs stylisés à très longs bois en « galop volant », de bouquetins, de félins enroulés ou de rapaces, dans une stylisation bien particulière et des conventions de représentation constantes depuis l'Ukraine jusqu'à la Mongolie sur plusieurs siècles. Le loup est présent surtout en Sibérie méridionale. Le cerf semble être un animal important et symbolique de cette culture. Il y a aussi le griffon, commun à tous les peuples iraniens, et des animaux imaginaires et composites. Il existe aussi des représentations très réalistes de combats d'animaux. Nous ignorons ce que ces symboles animaliers peuvent signifier ; mais il semble certain qu'ils renvoient à des idées mythologiques complexes. Les momies scythes de l'Altaï, dont celle de la Princesse de l'Altaï, qui ont une peau bien conservée, comportent de nombreux tatouages virtuoses de motifs animaliers complexes ; ce sont les plus anciens tatouages parvenus jusqu'à nos jours avec ceux des momies du Tarim. Les représentations humaines sont aussi importantes : le guerrier scythe et les chevaux sont très souvent représentés ainsi que des scènes pastorales, mais essentiellement dans la steppe pontique par suite de l'influence hellénique.[réf. nécessaire]

### Orfèvrerie

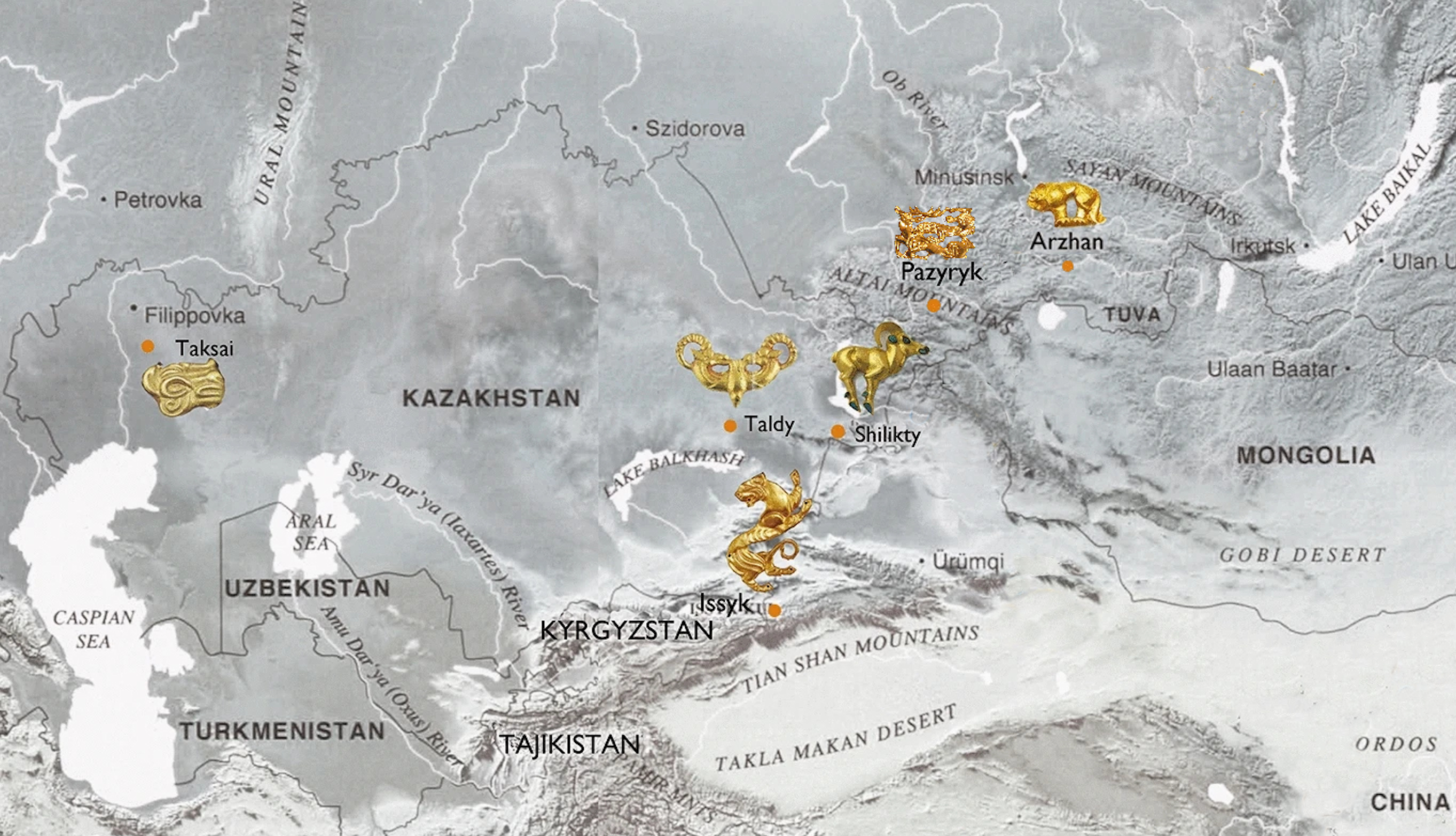
Répartition des objets en or scythes retrouvées en Asie.

Les Scythes sont des métallurgistes particulièrement réputés. Ils fabriquent beaucoup d'objets légers de bronze et d'argent, en particulier des plaques ornementales ajourées représentant des scènes animalières en mouvement ; ces plaques sont cousues sur les vêtements et accessoires des personnes et des chevaux qui peuvent être très richement ornés. Les Scythes sont aussi réputés parmi les meilleurs orfèvres de l'Antiquité. De nombreuses tombes (kourganes), richement meublées, dans toute l'aire de répartition des Scythes, ont livré de très grandes quantités d'objets en or, jusqu'à plusieurs milliers d'objets d'or massifs pour les tombes princières, particulièrement remarquables par la finesse de leur travail, la diversité des techniques utilisées, le réalisme des représentations, l'équilibre des proportions et un grand sens de la représentation du mouvement. Le style de l'orfèvrerie scythique montre quelques liens évidents de parenté avec l'art celte, grec, thrace, perse et même assyrien, mais possède aussi son style propre,. De nombreux objets en or sont des ornements cousus sur les vêtements d'apparat et les accessoires des hommes et des chevaux. En Scythie européenne, au nord de la mer Noire, l'art scythe a fusionné avec l'art grec, donnant naissance à une riche orfèvrerie gréco-scythe.

Orfèvrerie scythe
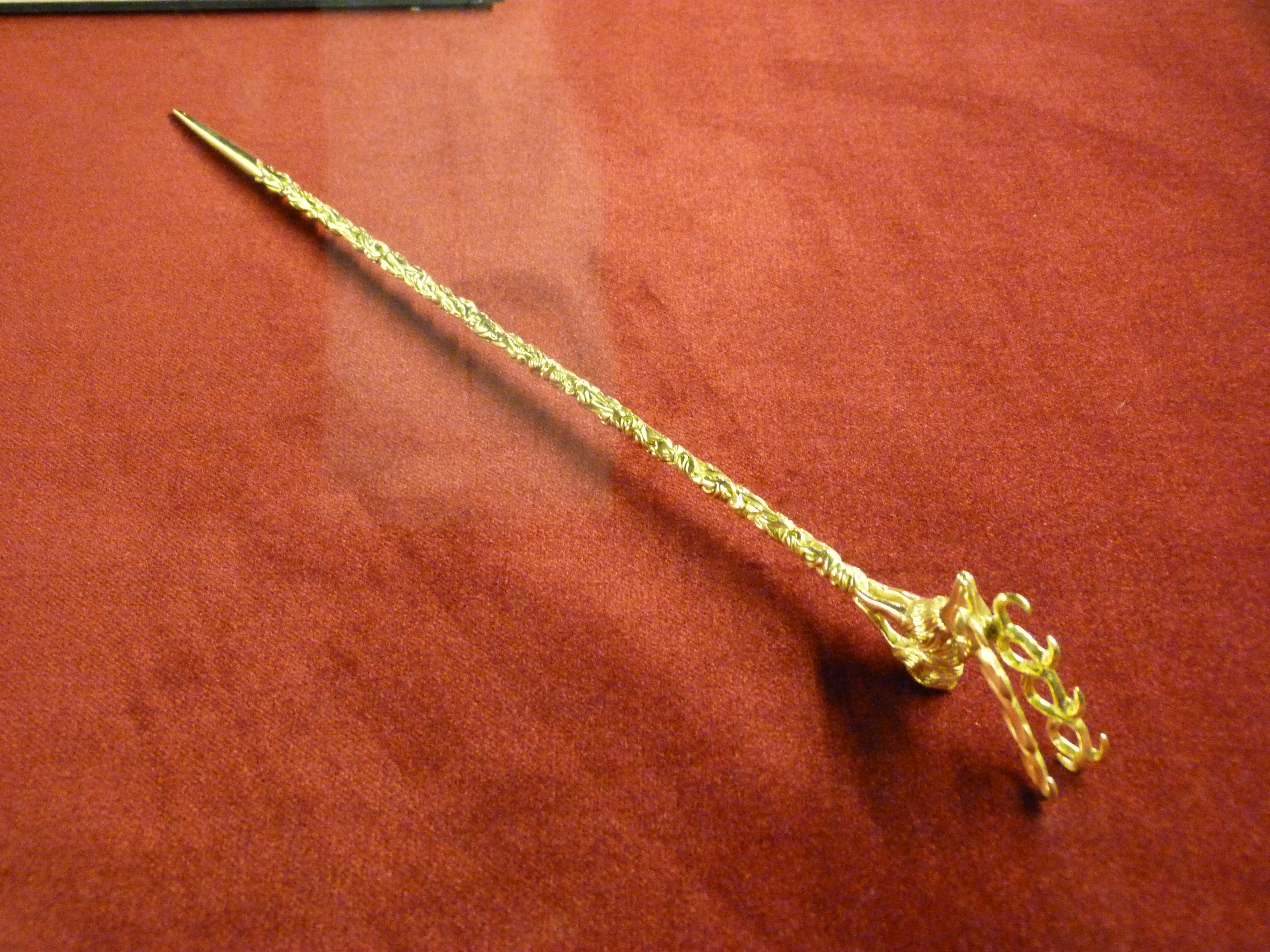
Une épingle à cheveux en or, kourgane d'Arjan, VIIIe siècle av. J.-C., de la Touva dans le Sud de la Sibérie russe.
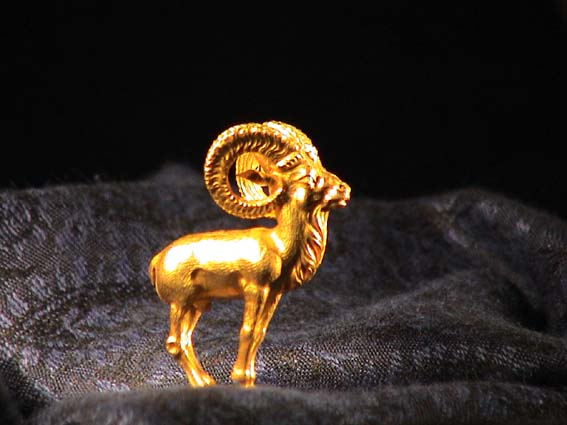
Mouflon en or, kourgane de Tillyan tepe, Ier siècle av. J.-C., 5,2 × 4 cm, musée national d'Afghanistan.
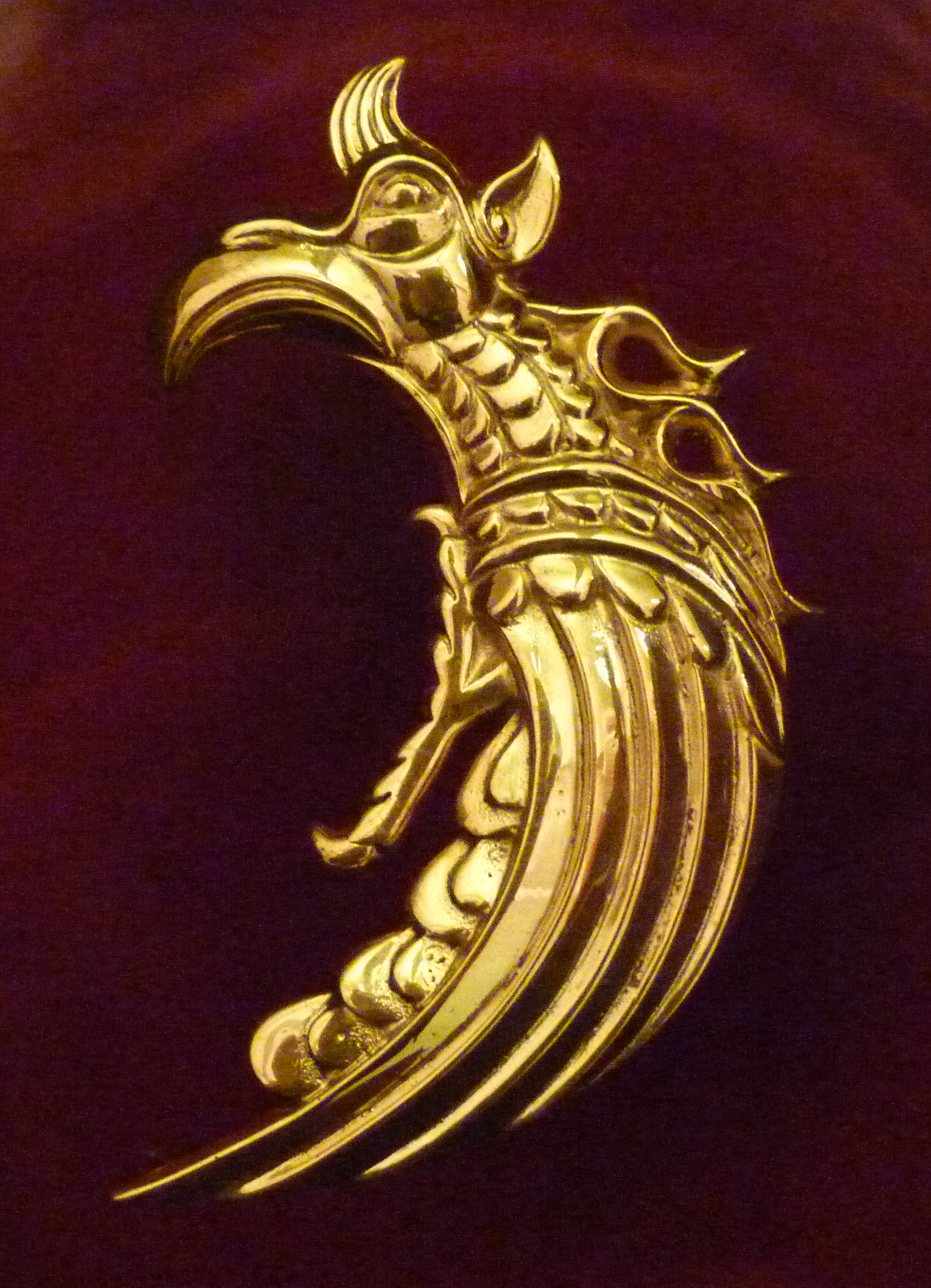
Plaque ornementale en or représentant un animal composite, représentatif de l'art animalier scythe, provenant d'un kourgane du Kazakhstan, Ve siècle av. J.-C.
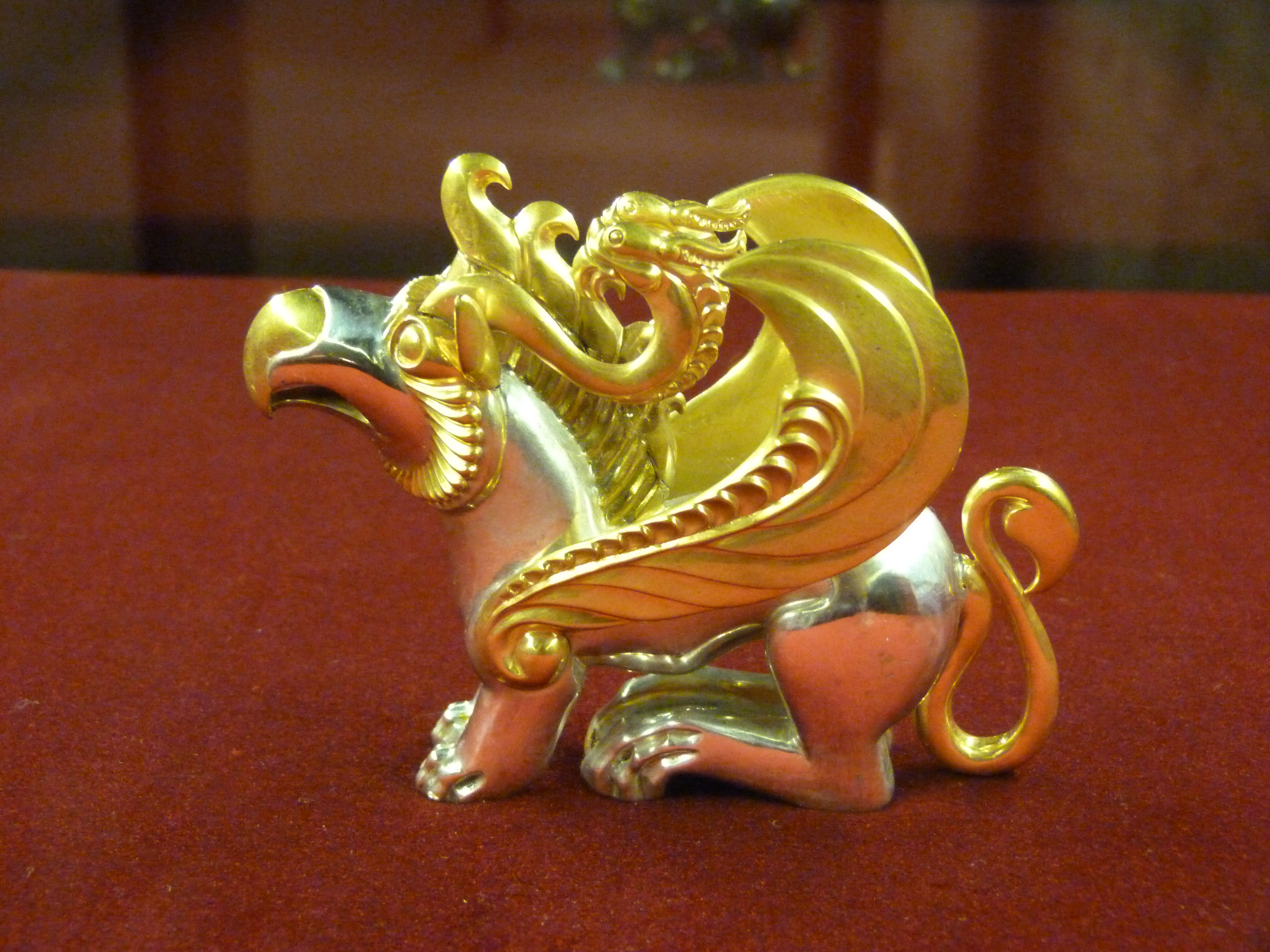
griffon en or et argent, provenant d'un kourgane du Kazakhstan, IVe siècle av. J.-C.
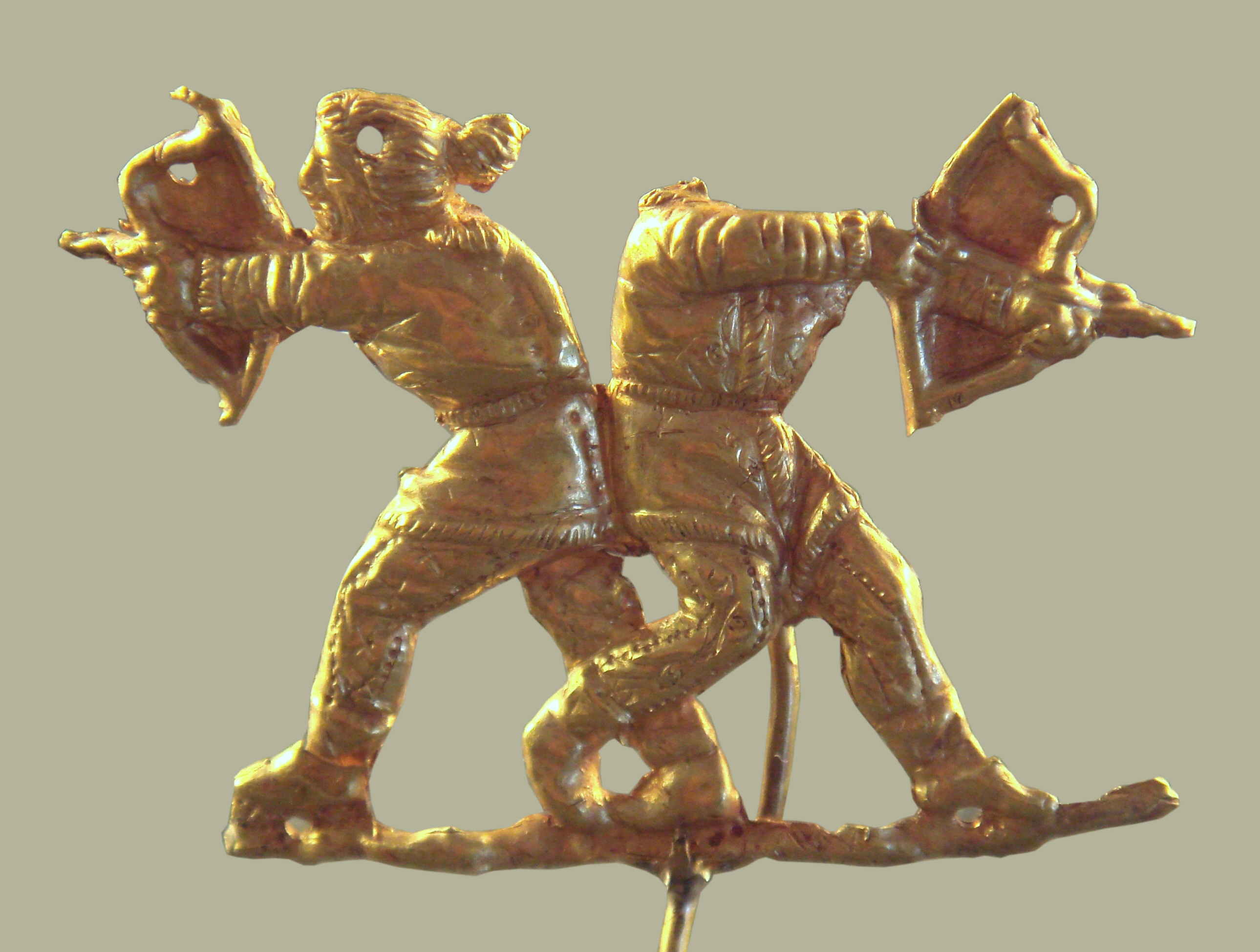
Applique en or représentant des guerriers scythes avec des arcs, Panticapeum, Crimée, IVe siècle av. J.-C., musée du Louvre.
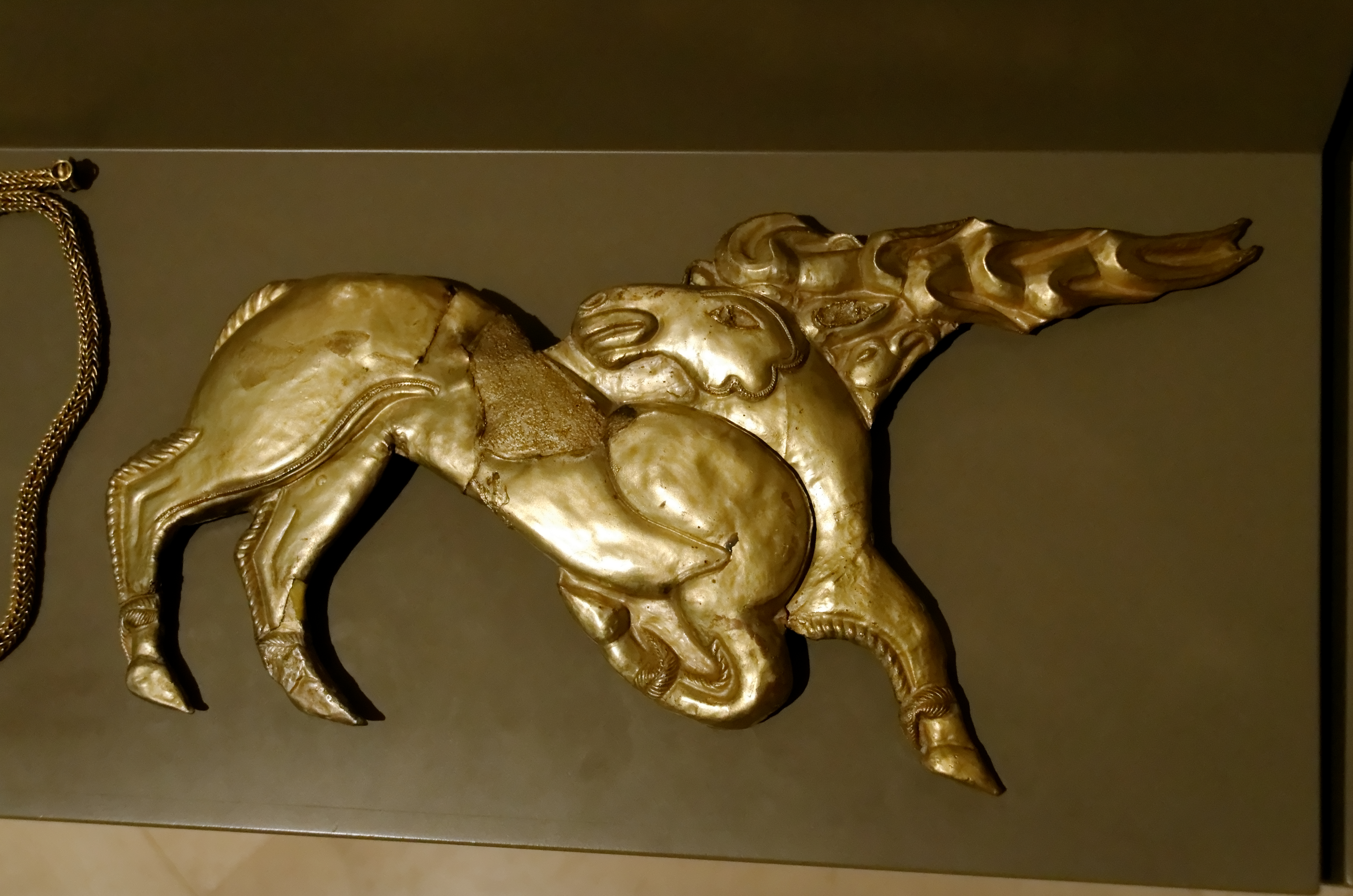
Cerf d'or en or, vers le VIe siècle av. J.-C., ornant le bouclier d'un prince scythe de Hongrie, musée national hongrois.
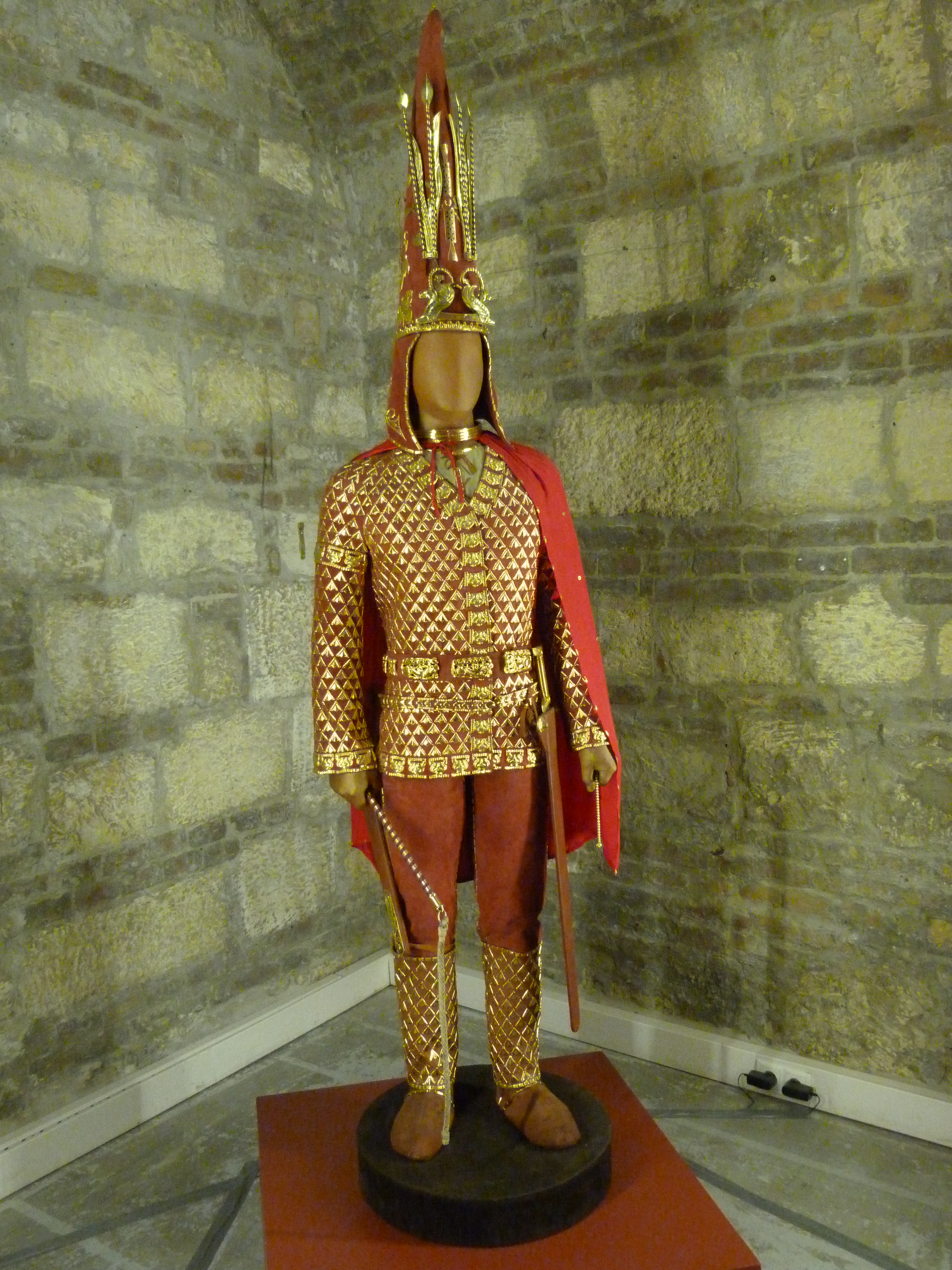
Reconstitution de la tunique d'or d'un prince scythe à partir d'artefacts du kourgane d'Issyk, Kazakhstan.
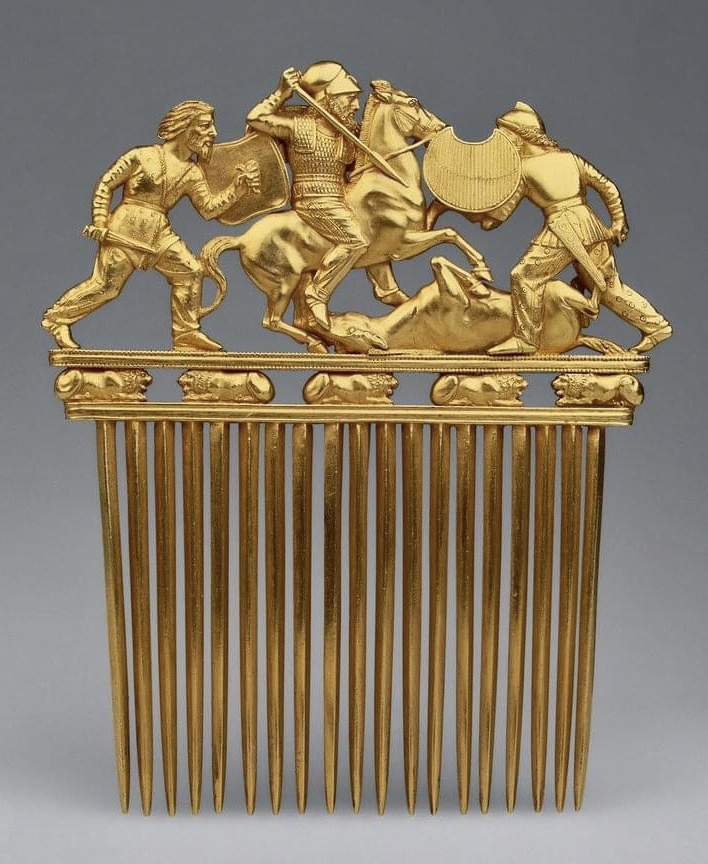
Peigne scythe en or de Solokha (Ukraine), IVe siècle av. J.-C., musée de l'Ermitage.
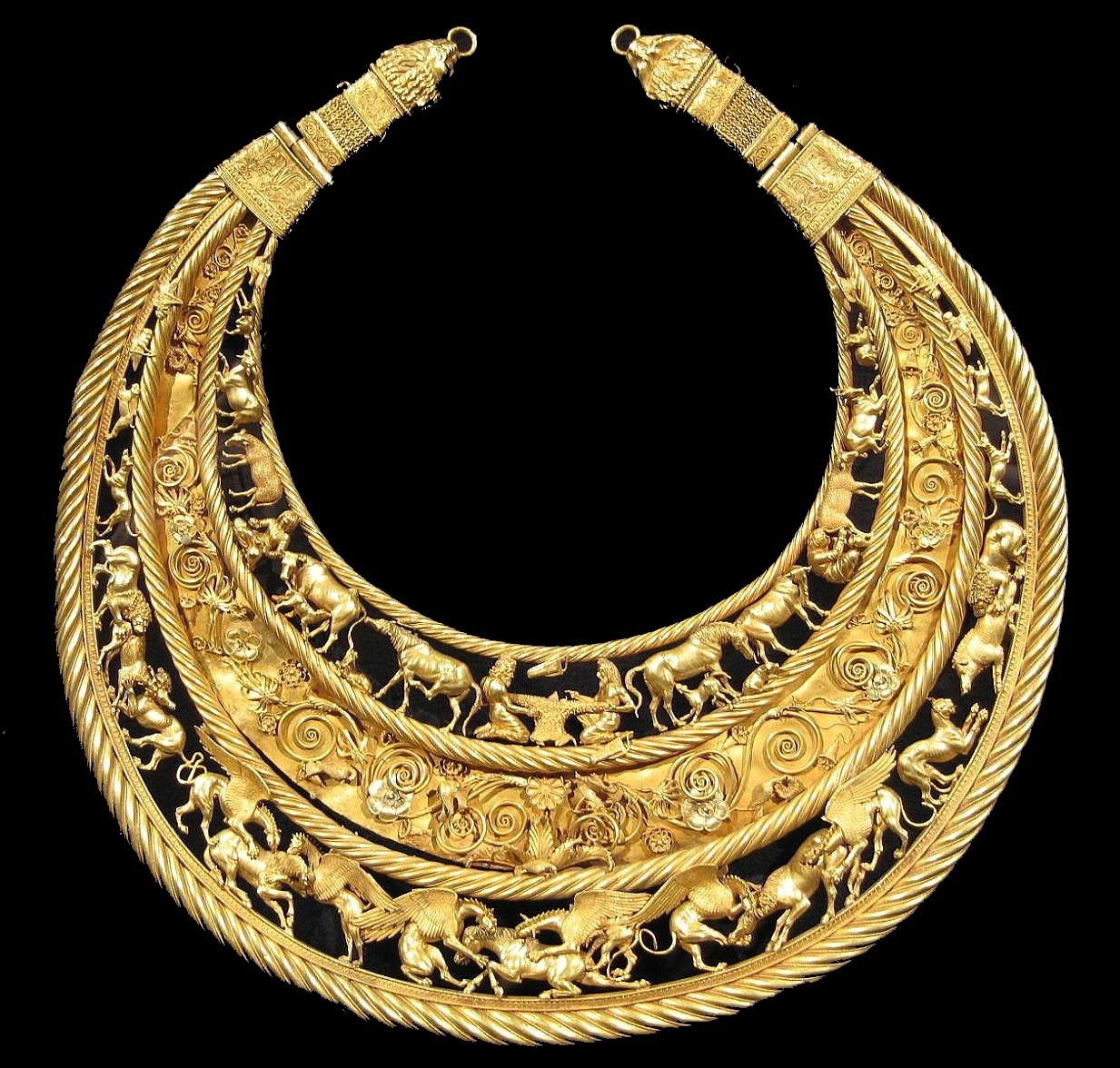
Collier-pectoral gréco-scythe en or du kourgane royal de Pokrov (ex-Ordjonikidze, Ukraine), seconde moitié du IVe siècle av. J.-C., musée des trésors historiques de l'Ukraine, Kiev.
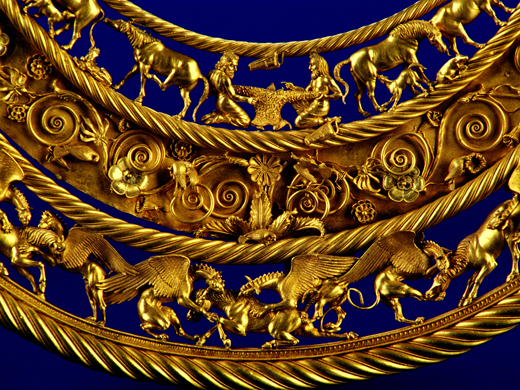
Collier-pectoral gréco-scythe en or du kourgane royal de Pokrov (ex-Ordjonikidze, Ukraine), seconde moitié du IVe siècle av. J.-C.
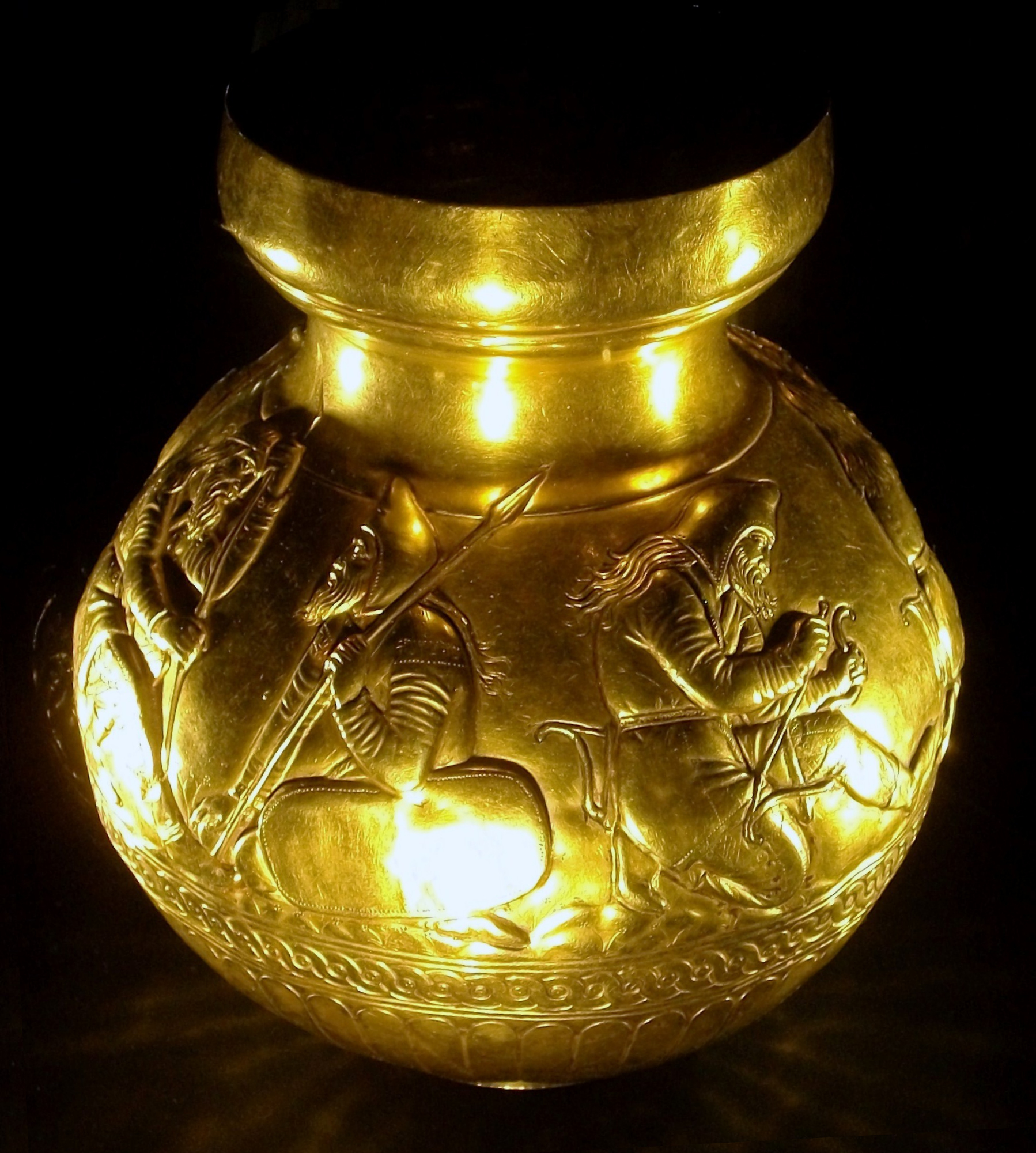
Vase en or gréco-scythe du kourgane de Koul-Oba, Crimée, représentant des guerriers scythes.

### Influences scythes en Asie orientale

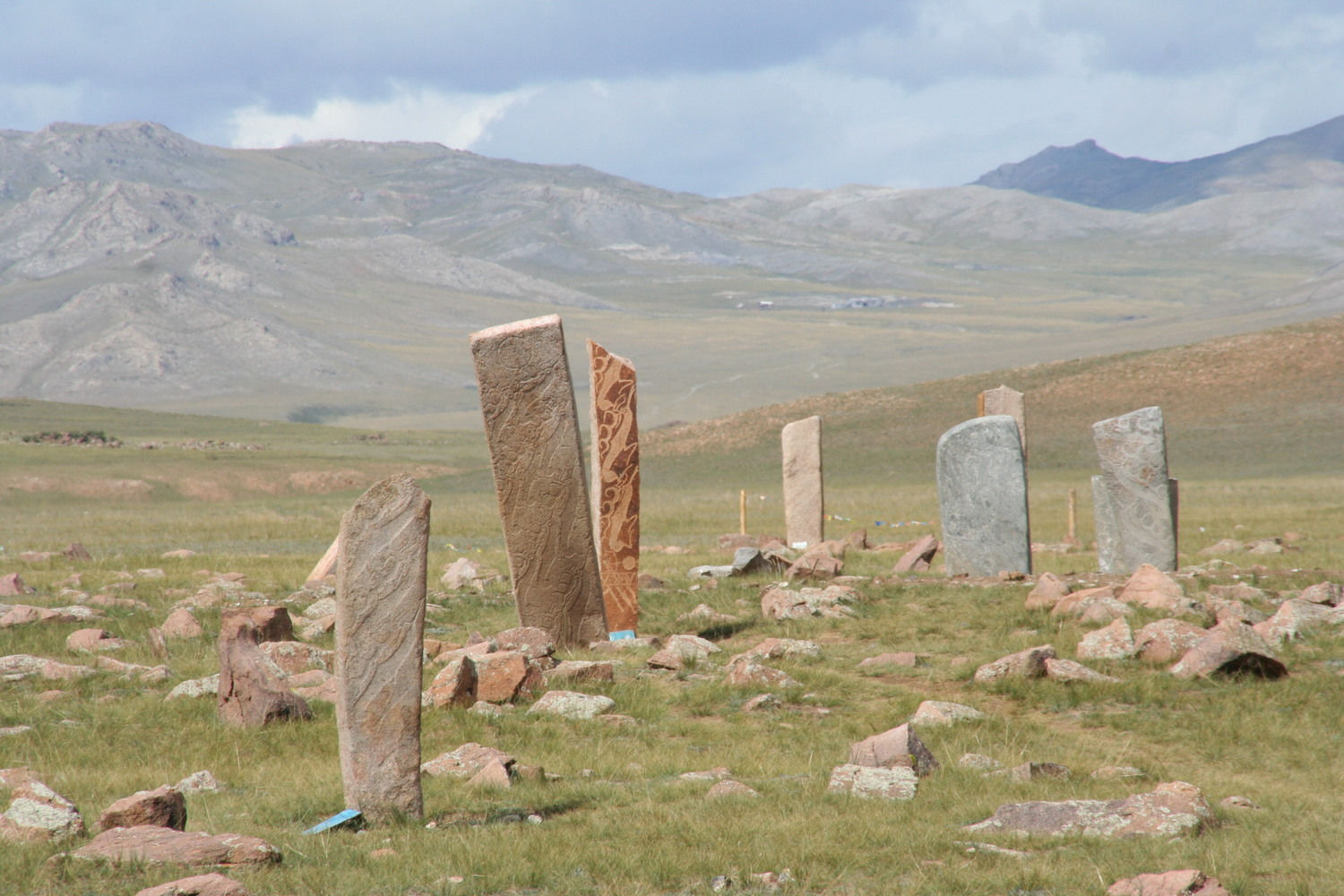
Ensemble de pierres à cerf près de Mörön, dans la province mongole de Hövsgöl.

Une influence artistique antique provenant de l'Asie centrale nomade est identifiable en Chine à partir du VIIIe siècle av. J.-C., à la suite de contacts avec les Scythes frontaliers de l'ouest et du nord-ouest de la Chine antique. Par ailleurs, la présence d'une culture de type scythique, ou du moins d’influence scythique, est également connue archéologiquement dans la grande boucle du Fleuve jaune, au cœur de la Chine antique : la culture de l'Ordos.
Après leur expulsion du Tarim par les Yuezhi au IIe siècle av. J.-C., certains Scythes pourraient aussi avoir migré vers le Yunnan en Chine du sud, où leurs talents de métallurgistes auraient été mis à profit. Des guerriers scythes pourraient également avoir servi comme mercenaires pour les différents royaumes de la Chine ancienne. Les objets d'art anciens du royaume de Dian dans le Yunnan ont révélé des scènes de chasse de cavaliers europoïdes et des représentations animalières dans un style typique des Scythes d'Asie centrale.
Des influences scythes ont également été identifiées en Corée et au Japon. Divers artefacts coréens, comme les couronnes royales en or du royaume de Silla, sont peut-être de conception scythe. Des couronnes similaires, apportées par des contacts avec le continent, peuvent également être trouvées durant la période Kofun au Japon. Via les steppes d'Asie du nord-est des groupes scythes auraient facilement pu atteindre la Corée où le savoir-faire des orfèvres aurait pu être mis à profit, les Coréens adoptent également à cette époque le principe des kourganes pour les inhumations nobles.

## Dans la mythologie gréco-romaine

### Mythe de Scythès
Hérodote relate trois légendes différentes concernant l'origine des Scythes. Parmi celles-ci, il en attribue une aux Grecs pontiques. Elle semble être une transmission fidèle d'une source scythe : 
Après qu'Héraclès se soit accouplé avec le monstre Échidna, cette dernière met au monde trois garçons. Puis vient le moment pour Héraclès de continuer sa route. Mais le jour du départ, Échidna demande à son amant ce qu’elle devrait faire de leurs enfants, une fois parvenus à l'âge adulte. Héraclès prend l'un de ses deux arcs et son baudrier qu'il donne à Échidna. Il ajouta que celui des trois qui parviendrait à positionner le baudrier et à bander l’arc comme lui-même le fait, deviendrait le roi du pays. Les deux autres frères devraient alors s’exiler. Quand ils parviennent à l'âge adulte, Échidna rassemble ses trois enfants, Agathyrsos, Gélonos et Scythès. Le test peut alors commencer. Seul Scythès parvint à réussir les deux épreuves. Comme l'a exigé Héraclès, Échidna offre le pouvoir suprême au vainqueur, tandis que ses deux autres enfants s’exilent. À ce moment, Scythès donna son nom à cette région et à son peuple.

### Visions gréco-romaines
Pour les Grecs et les Romains, le monde dans lequel évoluent les scythes est marqué par le froid et la neige : Homère parle d'une terre froide, Hérodote du ciel neigeux ; Ovide dans les Métamorphoses d'un monde de glaces éternelles et de mer gelée. Ce contact avec le climat continental déstabilise les auteurs méditerranéens, peu habitués aux vents. Lucien signale que les invocations des Scythes se font souvent « par le fer et par le vent ».

### Lien avec les Amazones

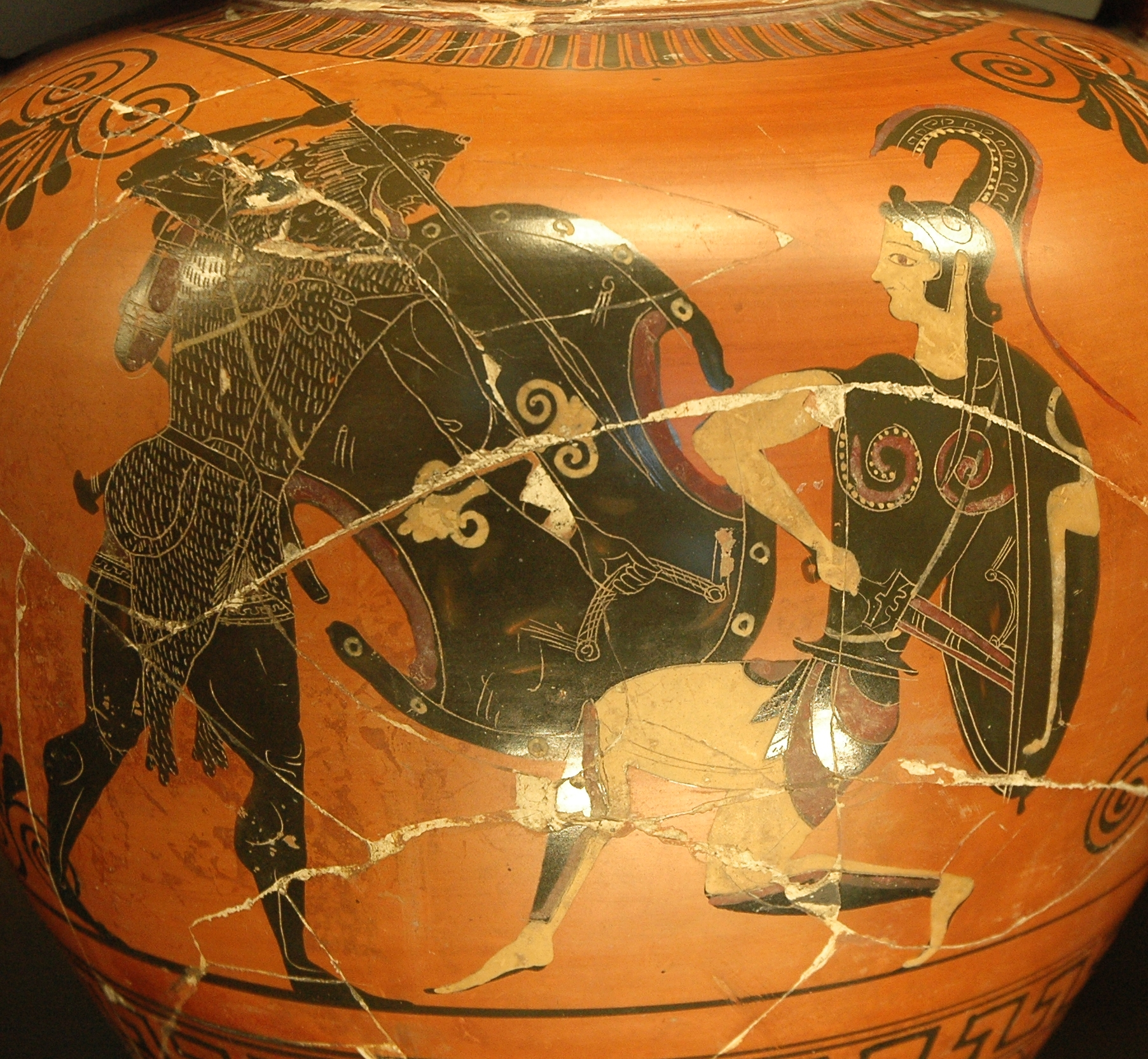
Héraclès combattant les Amazones, détail d'une amphore attique à figures noires, vers 530-520 av. J.-C., musée du Louvre.

Les Amazones présentes dans les mythes grecs sont un peuple semi-légendaire uniquement constitué de femmes guerrières, habitant selon une tradition les steppes du nord de la mer Noire et l'Asie centrale. Dans l'Antiquité elles sont liés à l'histoire des Scythes et des Saromates, comme cela est présenté par Hérodote et par Platon dans Les Lois.
Les attributs des Amazones sont typiques des peuples scythiques : cheval monté, lance, hache, et surtout arc et flèches. Or si les Amazones proprement dit n'ont probablement pas existé, le fait que les femmes scythes et sarmates, appartenant à un peuple de cavaliers nomades aux mœurs différentes des sédentaires, puissent chevaucher comme les hommes, et même participer à des combats, a pu frapper l'imaginaire des Grecs. Des fouilles archéologiques à la frontière entre la Russie et le Kazakhstan ont permis de mettre au jour des tombes de femmes guerrières, enterrées avec leurs armes entre 600 et 200 av. J.-C., probablement cavalières comme le révèle l'analyse ostéologique. L'une des tombes est richement garnie de nombreux objets et bijoux féminins et également de cent pointes de flèches. Une enquête approfondie menée dans la même région a démontré l'existence d'une tradition vivace de la femme archère et cavalière émérite, leur arc est identique à celui qui est représenté sur des céramiques antiques,.

### Dans l'Avesta
Selon les Yasht, la partie mythologique de l'Avesta, le texte sacré du mazdéisme, un héros nommé Thraetaona (le Fereydoun du Shâh Nâmâ de Ferdowsi) partage son royaume entre ses trois fils, Iradj, Salm et Tour. Iradj reçoit la Perse, Salm la partie occidentale de son royaume et Tour la partie orientale. Le Yasht XVII (prière à la déesse Ashi, 55-56.) parle des « Tours aux chevaux rapides ». Selon les écrivains de l'Antiquité et du Moyen Âge, le Touran s'étend dans les steppes du nord de la Perse et du Turkestan occidental (domaine des Sogdiens). Ceci permet de les identifier aux Scythes. Le roi Fraransyan du Touran attaque les Perses mais est vaincu. Cette lutte est relatée dans le Yasht XIX. Si Thraetaona est purement mythique, il n'y a pas de raison de douter de la confrontation entre les Perses et les nomades touraniens. Après l'arrivée des turques au Turkestan, les Touraniens (et par conséquent les Scythes) sont considérés à tort comme Turcs.
Le nom de Tour vient d'un terme indo-iranien, tura, qui signifie « puissant ». D'après les travaux de François Cornillot, spécialiste du Rig-Veda et de l'Avesta, on le retrouve dans le nom de Targitaos, l'ancêtre des Scythes selon une légende racontée par Hérodote, avec une transformation du u et un a propre aux Scythes septentrionaux : ce nom est auparavant prononcé *Tar-γwitaw, titre provenant lui-même de *Tur-hwatawah « Souverain Puissant ». Hérodote (IV, 5-6) rapporte que Targitaos a eu trois fils, Lipoxaïs, Arpoxaïs et Coloxaïs. Sous leur règne, trois objets en or tombent du ciel, une charrue et un joug, une hache-sagaris et une coupe. Les deux premiers frères veulent prendre ces objets, mais ils s'enflamment. Ils reviennent à Coloxaïs, qui reçoit alors le titre de roi. Ces trois objets représentent les trois fonctions reconnues par Georges Dumézil chez tous les peuples indo-européens : la fonction cléricale (le bol), la fonction guerrière (la hache) et la fonction de production (la charrue et le joug). Étant entré en possession de ces trois objets, Coloxaïs acquit un caractère trifonctionnel, comme tous les rois indo-européens. Par ailleurs, les linguistes considèrent unanimement que le suffixe -xaïs reproduit le nom iranien du roi, qui est xshaya- en avestique.

## Postérité à l'époque moderne

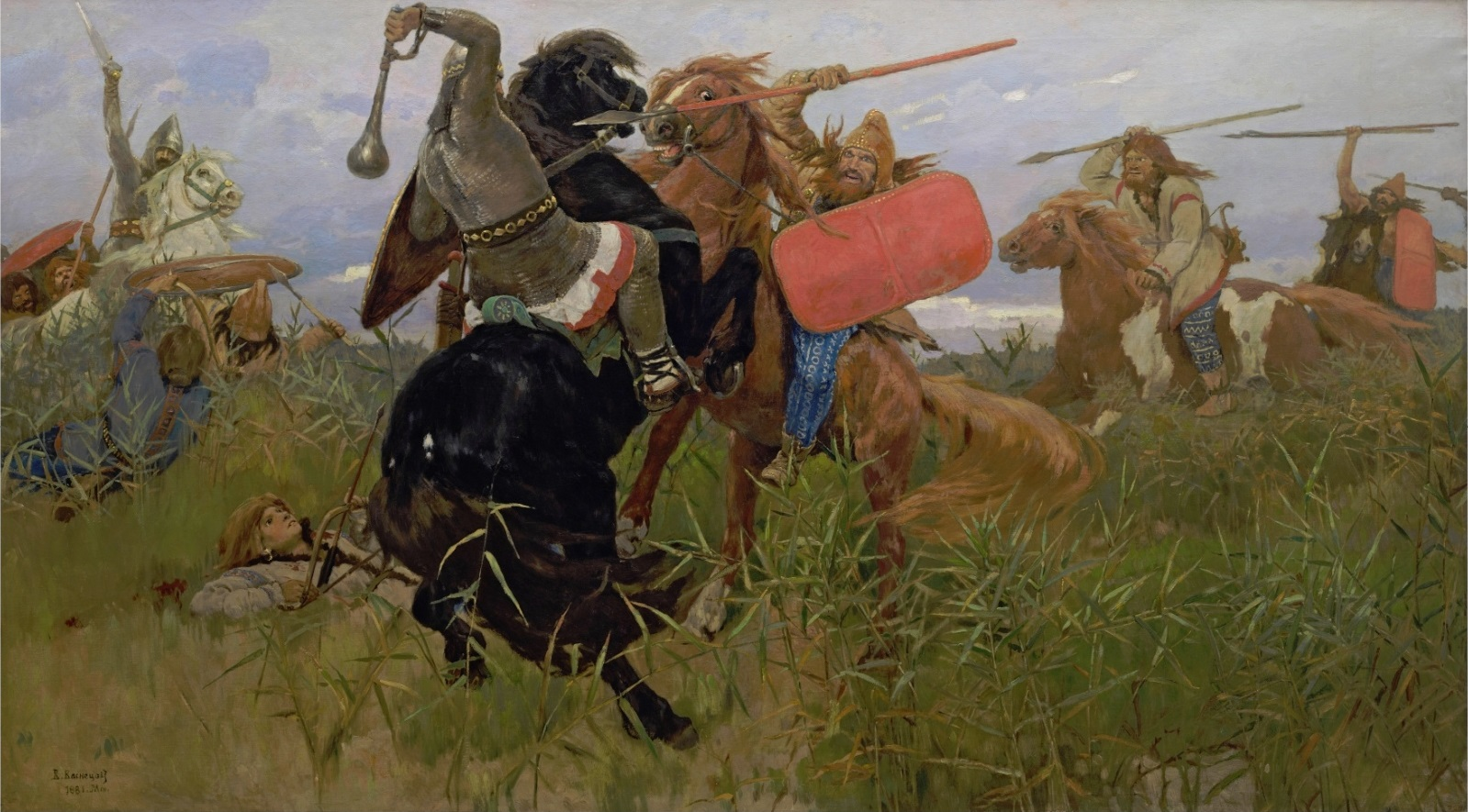
Le nationalisme romantique : Bataille entre Scythes et Slaves (Viktor Vasnetsov, 1881).

Plusieurs groupes ethniques se sont plus ou moins réclamés d'une ascendance scythe, moyen d'établir une connexion prestigieuse entre identité nationale et Antiquité classique. Les traditions des peuples turcophones kazakhs et iakoutes (dont l'endonyme est Sakha), ainsi que celles des Pachtounes d'Afghanistan les connectent également aux Scythes. Plusieurs légendes pictes, gaéliques, hongroises, serbes et croates (entre autres) mentionnent également des origines scythes. La déclaration d'Arbroath de 1320 revendique la Scythie comme ancienne patrie des Écossais.
Les Scythes sont également intégrés dans des récits post-médiévaux sur l'origine supposée des Celtes. L'historien britannique Sharon Turner les décrit, dans son Histoire des Anglo-Saxons, comme ayant investi l'Europe autour du VIe siècle av. J.-C. et, se basant sur plusieurs sources anciennes, ils les identifie aux ancêtres des Anglo-Saxons. De même William Jones les rapproche des populations européennes.
À la fin du XVIIe et le début du XVIIIe siècle se répand l'intuition que la plupart des langues européennes et la langue persane, qui sont très proches entre elles (car appartenant à une même famille de langues que l'on n'appelle pas encore les langues indo-européennes) ont une origine commune que l'on se figure alors chez les anciens peuples cavaliers des steppes de la mer Noire, identifiés aux Scythes dont parle Hérodote, du fait entre autres de l'importance du vocabulaire commun propre au cheval qui caractérise ces langues. Cette intuition, la « théorie scythique », notamment défendue par le philosophe et mathématicien Leibniz qui est passionné par la question, est la préfiguration de l'hypothèse kourgane qui est aujourd'hui largement admise par la majorité des archéologues, linguistes et généticiens pour expliquer l'origine des langues et cultures indo-européennes, et selon laquelle c'est la domestication du cheval et l'invention du char par les peuples des steppes de la fin du Néolithique et de l'âge du bronze, ancêtres des Scythes, qui leur ont permis leur vaste expansion en Europe et en Asie : « On peut conjecturer que cela vient de l'origine commune de tous ces peuples descendus des Scythes, venus de la mer Noire, qui ont passé le Danube et la Vistule, dont une partie pourrait être allée en Grèce, et l'autre aura rempli la Germanie et les Gaules. » (Leibniz, Essais sur l'entendement humain, 1703). Mais il faut attendre la fin du XVIIIe siècle pour que la découverte du sanskrit, lui aussi très proche des langues européennes, lance le début des études indo-européennes.
Aux XVIIe et XVIIIe siècles, il est commun de considérer les Russes, les Polonais, les Lituaniens, les Russes blancs comme descendants des Scythes. Ainsi, en 1704, Leibniz situe la région d'origine des Scythes dans la steppe pontique, en faisant les ancêtres des Slaves. Au cours du XIXe siècle, les Scythes sont perçus, dans le contexte de conquête russe de l'Asie centrale, comme les ancêtres communs des populations non turques de la région.
Souvent, les lettrés polonais de l'époque humaniste ou du siècle des Lumières, tel Stanislas Leszczynski, assimilent le qualificatif « scythe » avec l'identité primitive des ancêtres, adoptant spécifiquement le terme « sarmate » pour dénommer leurs compatriotes anciens ou vivants en république chrétienne. Les Sarmates étant les successeurs et héritiers des Scythes, à l'époque historique et surtout chrétienne. Mais nous savons désormais, par les études linguistiques, que les Russes et les Polonais sont des Slaves, les Lituaniens sont des Baltes... et non pas des Scythes, appellation conventionnellement utilisée dans la poésie du XVIIIe siècle : Alexandre Blok l'évoque d'ailleurs de manière sarcastique dans son dernier grand poème Les Scythes (1920).

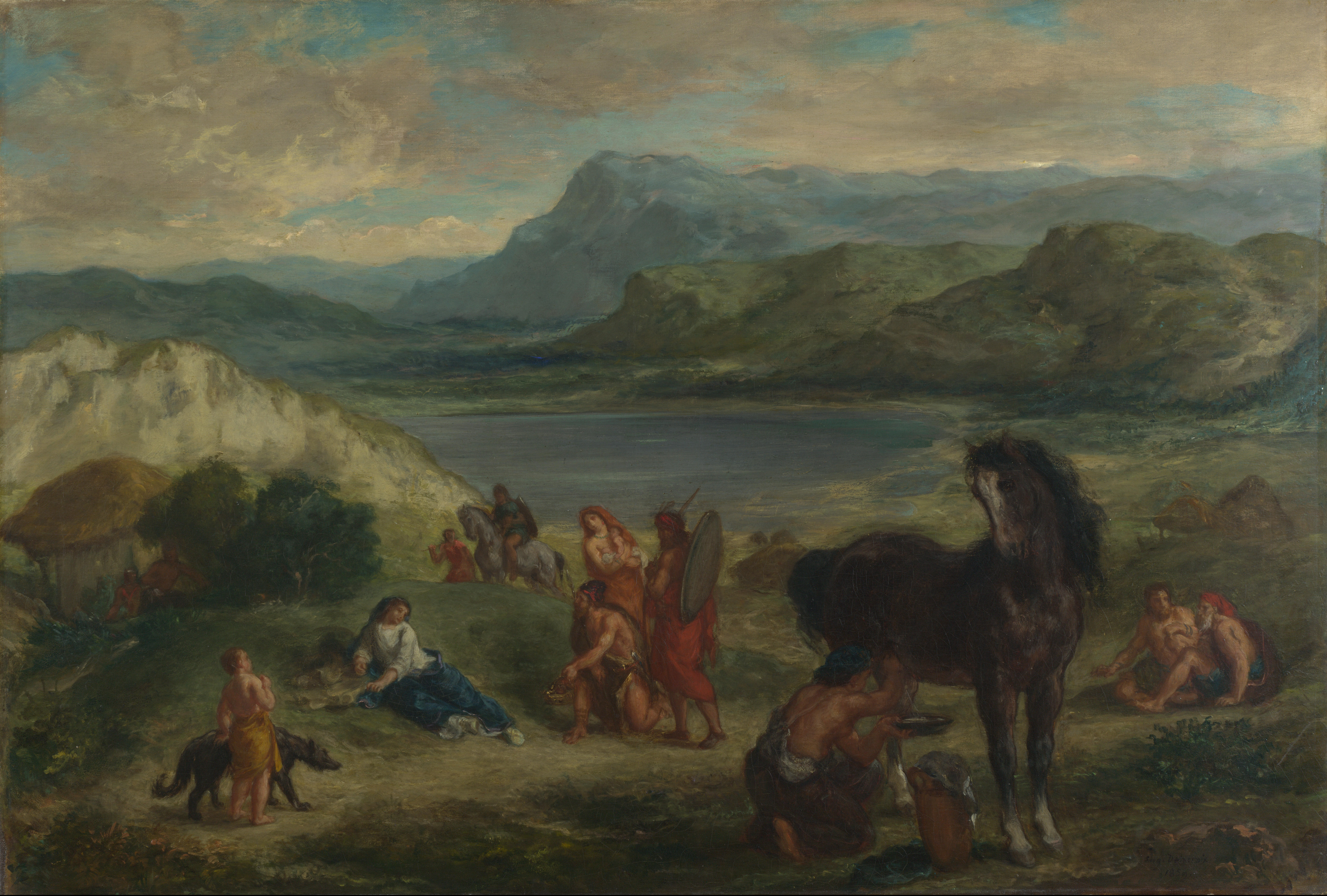
Ovide chez les Scythes, Eugène Delacroix, 1859, National Gallery, Londres.

Le romantisme du XIXe siècle en Occident exalte les « barbares » scythes de la littérature en ancêtres libres et démocratiques des Indo-Européens blonds, tandis que des écrivains nationalistes romantiques ont reconnu la présence de Scythes dans la formation de l'Empire mède et de l'Albanie du Caucase, précurseur de l'Azerbaïdjan moderne. Le peintre Eugène Delacroix représente au XIXe siècle, le bannissement du poète Ovide dans le port de Tomis, sur la côte de la mer Noire, alors peuplé par les Scythes. Il y dépeint la gentillesse d'un groupe de Scythes, qui lui offrent de la nourriture et du lait.
Au XXe siècle, la figure du Scythe est parfois un emblème de la révolution dans la littérature russe, parfois un repoussoir. Pour les uns, les Scythes incarnent l'élan créateur et la violence d'une énergie révolutionnaire transformatrice, les autres proclament leur horreur de la barbarie scythe, source de destruction et de souffrance. Pour Dimitri Merejkowski, lui aussi symboliste, les Scythes sont à l'inverse les annonciateurs des calamités à venir.
De nos jours, la revendication d'origines scythes joue même un rôle important dans les théories panturque et sarmatiste. En réalité, si les Scythes ont effectivement eu une influence culturelle importante sur les populations turco-mongoles d'Asie centrale qui ont progressivement remplacé les populations scythes au cours du Moyen Âge, l'ascendance scythe dans ces populations est minoritaire[réf. nécessaire].
L'ethnie des Jats dans le Pendjab du Pakistan et d'Inde, se réclame d'une ascendance indo-scythe.
Actuellement, sur le plan uniquement linguistique, les Ossètes dans le Caucase sont les derniers à parler une langue scythique proprement dite, mais il existe aussi quelques villages près de Samarcande en Ouzbékistan qui parlent encore un dialecte descendant du sogdien.

## Dans les arts

### Littérature
- Le thème de l'amitié scythe est développé par Lucien de Samosate dans Le Scythe, ou le Proxène. Dans Anacharsis, ou les Gymnases, il prend pour personnage le sage scythe Anacharsis.
- Voltaire fait jouer sa tragédie Les Scythes[134] en mars 1767.
- La même année paraît L’Amitié scythe, ou Histoire secrète de la conjuration de Thèbes. « Sujet grec renfermé dans un petit volume in-12 de près de deux cents pages soporifiques » note Friedrich Melchior Grimm, en mai 1767, dans sa Correspondance littéraire, philosophique et critique, tome 7, p. 310. Voir aussi le Journal de Trévoux, avril 1767, p. 156. et
- En 1788, l'abbé Barthélemy publie le Voyage du jeune Anacharsis en Grèce dans le milieu du quatrième siècle avant l'ère vulgaire
- Chateaubriand, Essai sur les révolutions, chapitre XLVI : Les trois âges de la Scythie.
- Dans sa fable Le Philosophe scythe, Jean de La Fontaine utilise ce personnage comme représentant du stoïcisme (Fables, 1668-1694).
- Dans ses Essais (1580 et 1588), dans le chapitre Des Cannibales, Montaigne fait référence aux Scythes. Il débat sur le cannibalisme et en les prenant pour exemple.

### Cinéma
- Le Sarcophage glacé de Mongolie, film documentaire-archéologique réalisé par Cédric Robion, Arte France, 53 minutes (2013).
- Rage, film russe du réalisateur Rustam Mosafir (2018).

## Culture populaire
- Les Scythes sont une des civilisations présentes dans le jeu de stratégie Civilization VI (2016). Ils sont dirigés par Tomyris.
- Dans la bande dessinée Astérix et le Griffon (2021), deux personnages de Scythes apparaissent.

### Ouvrages généraux
- Jean-Paul Demoule, Mais où sont passés les Indo-Européens ? : Le mythe d'origine de l'Occident, Paris, Seuil, coll. « La librairie du XXIe siècle », 2015, 742 p. (ISBN 978-2-02-029691-5)
- François Hartog, Le Miroir d'Hérodote : Essai sur la représentation de l'autre, Paris, Gallimard, 1980 (ISBN 2070217140).
- Iaroslav Lebedynsky, Les Scythes : La civilisation nomade des steppes, VIIe – IIIe siècle av. J.-C., Paris, Errance, 2011, 2e éd. (1re éd. 2003) (ISBN 978-2-87772-430-2).
- Boris Piotrovsky, Pierre Amandry, Véronique Schiltz et Maria Zavitoukhina (préf. Pierre Quoniam), Or des Scythes : Trésors des musées soviétiques (Catalogue d'exposition, Grand Palais, 8 octobre-21 décembre 1975), Paris, Secrétariat d’État à la Culture, Éditions des Musées nationaux, 1975, 228 p.
- Colin Renfrew, L'énigme indo-européenne : Archéologie et langage, Paris, Flammarion, coll. « Champs Flammarion », 1990, 399 p. (ISBN 978-2-08-081303-9)
- Jean-Paul Roux, Histoire de l'Iran et des Iraniens : Des origines à nos jours, Paris, Librairie Fayard, 2006, 522 p. (ISBN 2-213-62736-3)
- Véronique Schiltz, Les Scythes et les nomades de steppes : VIIIe siècle av. J.-C. – Ier siècle apr. J.-C., Paris, Gallimard, coll. « L'Univers des Formes », 1994, 742 p. (ISBN 978-2-07-011313-2)
- (en) History of Civilizations of Central Asia : The development of sedentary and nomadic civilizations: 700 B.C. to A.D. 250, t. 1, Paris, UNESCO Publishing, 1996.
- (en) E. V. Cernenko, The Scythians 700–300 BC, Bloomsbury Publishing, 2012 (ISBN 978-1-78096-773-8).
- (en) Askold Ivantchik, « Scythians », dans Encyclopædia Iranica, New York City, Brill Publishers, 2018 (lire en ligne).
- (en) A. I. Melyukova, « The Scythians and Sarmatians », dans The Cambridge History of Early Inner Asia, Cambridge University Press, 1990.
- (en) Tadeusz Sulimirski, « The Scythians », dans The Cambridge History of Iran : The Median and Achaemenian Periods, vol. 2, Cambridge University Press, 1985 (ISBN 978-1-139-05493-5), p. 149–199.
- (en) Tadeusz Sulimirski, « The Scythians », dans The Assyrian and Babylonian Empires and other States of the Near East, from the Eighth to the Sixth Centuries B.C., vol. 3, Cambridge University Press, 1991 (ISBN 978-1-139-05429-4), p. 547–590.

### Articles thématiques
- François Cornillot, « L'aube scythique du monde slave », Slovo, no 14,‎ 1994, p. 77-259.
- François Cornillot, « Le feu des Scythes et le prince des Slaves », Slovo, nos 20/21,‎ 1998, p. 27-127.
- Askold Ivantchik, « L'idéologie royale des Scythes et son expression dans la littérature et l'iconographie grecques : l'apport de la numismatique », Dialogues d'histoire ancienne, no 42,‎ 2016, p. 305–329 (lire en ligne).
- Hermann Parzinger, « Le monde des steppes. Cinq millénaires du Danube à l’Oural », dans L’Europe archéologique, Paris, Gallimard, 2021, 97-116 p. (lire en ligne).

### Bases de données et dictionnaires
- Notices dans des dictionnaires ou encyclopédies généralistes :   - Britannica
  - Den Store Danske Encyklopædi
  - Dizionario di Storia
  - Enciclopedia italiana
  - Encyclopædia Iranica
  - Gran Enciclopèdia Catalana
  - Internetowa encyklopedia PWN
  - Store norske leksikon
  - Treccani
  - Universalis
- Notices d'autorité :   - BnF (données)
  - LCCN
  - GND
  - Japon
  - Israël
  - Tchéquie